# Liste von Luftfahrt-Zwischenfällen 1970 bis 1979
Dies ist eine Teilliste von Luftfahrt-Zwischenfällen der Jahre 1970 bis 1979 beim Betrieb von Verkehrsluftfahrzeugen. Für übrige Zeitspannen siehe Listen von Luftfahrt-Zwischenfällen.
Für militärische Zwischenfälle siehe Liste von Zwischenfällen (Militärluftfahrt) bis 1980 bzw. Liste von Zwischenfällen (Militärluftfahrt) ab 1981.
Für Zwischenfälle von Luftfahrzeugen der Allgemeinen Luftfahrt siehe Liste von Zwischenfällen (Allgemeine Luftfahrt).
Einträge mit eigenem Artikel in Wikipedia sind mit (A) gekennzeichnet.

## Liste

### 1970
- Im Jahr 1970 (genaues Datum unbekannt) wurde eine Douglas DC-4 der US-amerikanischen Mideastern Airways (Luftfahrzeugkennzeichen N91069) an einem unbekannten Ort irreparabel beschädigt. Über Personenschäden ist nichts bekannt.[1]

- Im Jahr 1970 (genaues Datum derzeit nicht verfügbar) wurde eine Douglas DC-3C der Zambia Airways (9J-RDR) auf dem Flughafen Lusaka in Folge eines Ringelpiezes irreparabel beschädigt. Personen kamen nicht zu Schaden.[2]

- (A) 5. Januar – Eine Convair CV-990 der spanischen Spantax (EC-BNM) sollte mit nur drei funktionierenden Triebwerken vom Stockholm (Schweden) nach Zürich zur Reparatur überführt werden. Während des Starts geriet die Maschine außer Kontrolle, streifte einige Baumwipfel und stürzte schließlich ab. Fünf der zehn Besatzungsmitglieder starben (siehe auch Flugunfall der Spantax bei Stockholm).[3]

- 13. Januar – Eine Douglas DC-3/C-47-B-45-DK der samoanischen Polynesian Airlines (5W-FAC) geriet kurz nach dem Start vom Flughafen Apia-Faleolo in eine Windscherung. Die Maschine stürzte infolge eines Strömungsabrisses ab und schlug im Meer auf. Alle 32 Insassen, drei Besatzungsmitglieder und 29 Passagiere, kamen ums Leben.[4]

- 14. Januar – Eine Douglas DC-4/RC-54V der peruanischen Faucett Perú (OB-R-776) kollidierte mit dem Berg Pozo Chuño im Distrikt Contumazá (Peru). Das Flugzeug war auf dem Weg vom Flughafen Trujillo nach Juanjuí. Alle 28 Insassen, vier Besatzungsmitglieder und 24 Passagiere, kamen ums Leben.[5]

- 14. Januar – Die Piloten einer De Havilland DH.106 Comet 4C der ägyptischen United Arab Airlines (heute Egypt Air) (SU-ANI) machten auf dem Flughafen Addis Abeba (Äthiopien) eine Bruchlandung. Sie waren trotz niedriger Wolken unter die Entscheidungshöhe geflogen, flogen in niedrigster Höhe von unter 50 Metern noch Kurven und setzten die Maschine erst nach der halben Landebahnlänge auf. Dabei stürzte die Comet ab und wurde zerstört. Dennoch überlebten alle 14 Insassen, neun Besatzungsmitglieder und 5 Passagiere, den Unfall.[6]

- 15. Januar – Eine Beechcraft 99 der französischen Air Alpes (F-BRUF) verunglückte bei der Landung auf dem Flughafen Chambéry-Savoie. Personen kamen nicht zu Schaden, jedoch musste das Flugzeug abgeschrieben werden.[7]

- 17. Januar – Der Kapitän einer Convair CV-240-12 der US-amerikanischen Aspen Airways (N270L) wollte im Anflug auf den Flughafen Aspen (Colorado, USA) das Fahrwerk noch möglichst lange eingefahren lassen, um mit einer hohen Geschwindigkeit für ein mögliches Durchstarten besser vorbereitet zu sein. Leider blieb es bei diesem Zustand, und es kam zu einer Bauchlandung. Die Convair rutschte auf dem Rumpf über die Landebahn, bis sie 1300 Meter von deren Anfang zum Stillstand kam. Das Warnsignal für das eingefahrene Fahrwerk ertönte nicht, weil es falsch justiert war. Alle 52 Insassen, drei Besatzungsmitglieder und 49 Passagiere, überlebten den Totalschaden.[8]

- 19. Januar – Eine Vickers Viscount 701 der britischen Cambrian Airways (G-AMOA) wurde bei einer harten Landung auf dem Flughafen Bristol-Lulsgate (Vereinigtes Königreich) irreparabel beschädigt. Alle 63 Insassen, die vier Besatzungsmitglieder und 59 Passagiere, überlebten.[9]

- 21. Januar – Eine Douglas DC-4/C-54E der kolumbianischen Avianca (HK-171) wurde auf einem derzeit nicht bekannten Flughafen in Kolumbien irreparabel beschädigt. Alle Insassen überlebten den Totalschaden.[10]

- 22. Januar – Das Triebwerk 4 (rechts außen) einer Vickers Viscount 814 der British Midland Airways (G-AWXI) fing kurz nach dem Abheben vom Flughafen London Heathrow (Vereinigtes Königreich) Feuer. Bei der Notlandung während der sofortigen Rückkehr zum Startflughafen überlebten alle 38 Insassen, die vier Besatzungsmitglieder und 34 Passagiere. Das Flugzeug wurde jedoch irreparabel beschädigt. Es handelte sich um die ehemalige D-ANOL der Lufthansa (1958–1969).[11]

- 25. Januar – Eine Convair CV-240-2 der mexikanischen Comisión Federal de Electricidad - CFE (XC-DOK) flog im Anflug auf den Flughafen Poza Rica (Mexiko) 6 Kilometer östlich davon gegen den La Vega Hill. Von den 20 Insassen kamen 19 ums Leben, alle vier Besatzungsmitglieder und 15 Passagiere.[12]

- 25. Januar – Eine Fokker F-27-200 Friendship der Royal Nepal Airlines (9N-AAR) geriet nach einem Flug von Kathmandu, Nepal während des Endanflugs auf den Flughafen Delhi-Palam in ein schweres Gewitter mit Turbulenzen und schweren Fallböen. Die Piloten verloren die Kontrolle über das Flugzeug; es stürzte drei Kilometer östlich des Flughafens ab. Ein Crewmitglied kam ums Leben, alle anderen 22 Insassen überlebten.[13]

- 30. Januar – Bei einer Antonow An-24B der ägyptischen United Arab Airlines (SU-AOK) brach bei der Landung auf dem Flughafen Luxor das Fahrwerk zusammen. Die Maschine wurde irreparabel beschädigt. Alle Personen an Bord überlebten den Unfall.[14]

- 31. Januar – An einer Curtiss C-46F-1-CU Commando der bolivianischen Transportes Aéreos Litoral (CP-825) fiel im Reiseflug das Triebwerk Nr. 2 (rechts) aus. Aufgrund von Problemen mit dem verbliebenen Triebwerk sollte eine Notlandung am Berg Cerro Vizcachuna (Bolivien) durchgeführt werden. Bei deren Vorbereitung prallte das Flugzeug in 12.000 Fuß (3.660 Metern) Höhe gegen eine Klippe und stürzte ab. Alle 4 Besatzungsmitglieder, die einzigen Insassen auf dem Frachtflug, wurden durch die Wartungsfehler am rechten Triebwerk getötet.[15]

- 4. Februar – Eine Hawker Siddeley 748-105 Srs. 1 der Aerolíneas Argentinas (LV-HGW) stürzte auf dem Weg von Corrientes nach Rosario nahe Loma Alta ab, nachdem die Besatzung die Kontrolle über das Flugzeug aufgrund schwerer Turbulenzen in einer Gewitterfront verloren hatte. Alle 37 Insassen starben.[16]

- 9. Februar – An einer De Havilland DH.106 Comet 4C der ägyptischen United Arab Airlines (heute Egypt Air) (SU-ALE) kam es beim Start vom Flughafen München-Riem (Bayern) zum Schütteln der Maschine, wahrscheinlich durch Vereisung. Obwohl das Flugzeug schon höher als 10 Meter in der Luft war, brach der Kapitän den Start wieder ab. Natürlich überrollte das Flugzeug daraufhin das Landebahnende und raste durch einen Zaun und einen Graben. Das Fahrwerk wurde abgerissen, Feuer brach aus. Dennoch überlebten alle 23 Insassen, neun Besatzungsmitglieder und 14 Passagiere, den Unfall. Das Flugzeug wurde zerstört.[17]

- 12. Februar – Eine Douglas DC-3/C-47-DL der kolumbianischen Lineas Aereas La Urraca (HK-1270) stürzte in der Nähe von Puerto López (Kolumbien) ab. Etwa 55 Minuten nach Beginn des Fluges überdrehte das Triebwerk Nr. 1. Die Besatzung meldete, dass sie zum Ausgangspunkt umkehren würde, dem Flughafen Villavicencio-Vanguardia. Allerdings stürzte das Flugzeug 23 Minuten später ab, noch 73 Kilometer östlich des Zielflughafens. Alle 14 Insassen, vier Besatzungsmitglieder und 10 Passagiere, kamen ums Leben.[18]

- (A) 15. Februar – Eine Douglas DC-9-32 der Dominicana de Aviación (HI-177) stürzte auf dem Weg zum Flughafen San Juan (Puerto Rico) kurz nach dem Start in Santo Domingo (Dominikanische Republik) ins Meer. Alle 102 Menschen an Bord starben (siehe auch Dominicana-de-Aviación-Flug 603).[19]

- 17. Februar – Eine Fokker F-27-100 der Türk Hava Yollari – THY (TC-TEZ) wurde auf dem damaligen Flughafen Samsun-Samair (Türkei) zu weit hinten auf der Landebahn aufgesetzt und überrollte das Landebahnende in schlammigen Boden hinein. Die Maschine wurde irreparabel beschädigt. Alle 29 Insassen, Besatzungsmitglieder und Passagiere, überlebten den Unfall.[20]

- 20. Februar – Eine Convair CV-240-0 der US-amerikanischen Jet International (N741J) flog mit zahlreichen bekannten Wartungsmängeln. Da sich das Fahrwerk aufgrund von Korrosion und anderen Wartungsmängeln nicht verriegeln ließ, entschied sich die Besatzung für eine Notlandung auf der Langley Air Force Base (Virginia), die auf einem Schaumteppich als Bauchlandung durchgeführt werden musste. Das Flugzeug wurde irreparabel beschädigt. Alle 28 Insassen, vier Besatzungsmitglieder und 24 Passagiere, überlebten den Unfall.[21]

- (A) 21. Februar – Nach einer Bombenexplosion stürzte die Convair CV-990 HB-ICD der Swissair bei Würenlingen (Schweiz) auf dem Flug von Zürich nach Tel Aviv ab. Alle 47 Menschen an Bord starben (siehe auch Swissair-Flug 330).[22]

- 25. Februar – Bei einer Curtiss C-46 Commando der bolivianischen Servicios Aéreos Curtiss (TI-1065) kam es während des Starts vom Flugplatz San Francisco (Moxos) (Bolivien) zu Fehlzündungen und einem Leistungsverlust des Motors Nr. 1 (links). Während des Versuchs, mit dem brennenden Triebwerk zum Startflugplatz zurückzukehren, ging die Geschwindigkeit immer weiter zurück, so dass eine Notlandung durchgeführt wurde. Dabei wurde das Flugzeug irreparabel beschädigt. Die beiden Besatzungsmitglieder, die einzigen Insassen auf dem Frachtflug, überlebten den Unfall. Als Ursachen wurden ein defekter Vergaser des Triebwerks Nr. 1 sowie die exzessive Überladung des Flugzeugs ermittelt.[23]

- Im März 1970 (genaues Datum unbekannt) verunglückte eine Curtiss C-46A Commando der kolumbianischen Aeropesca Colombia (HK-790) in der Nähe des Flughafens Villavicencio (Kolumbien). Über Personenschäden ist nichts bekannt. Das Flugzeug wurde zerstört.[24]

- 6. März – Die einzige Handley Page HP-137 Jetstream 1 der deutschen Fluggesellschaft Bavaria (D-INAH) verunglückte im Anflug auf den schweizerischen Flugplatz Samedan. Bei dem in München-Riem gestarteten Flugzeug kam es im Landeanflug zu einem Triebwerksschaden, wobei die Piloten die Kontrolle verloren und die Maschine etwa drei Kilometer vor der Landebahnschwelle abstürzte. Die zwei Besatzungsmitglieder und alle neun Passagiere kamen bei dem Unglück ums Leben.[25]

- 12. März – Eine Douglas DC-6B der Ethiopian Airlines (ET-AAY) überrollte bei der Landung auf dem Flughafen Asmara (Äthiopien) das Landebahnende und ging in Flammen auf. Es wurde gemeldet, dass die Schubumkehr nicht funktionierte. Alle drei Besatzungsmitglieder und ein Passagier, die einzigen Insassen auf dem Frachtflug, überlebten den Unfall.[26]

- 14. März – Eine Fairchild-Hiller FH-227B der brasilianischen Paraense Transportes Aéreos (PP-BUF) stürzte bei heftigem Regen im Queranflug auf die Landebahn 06 am Flughafen Belém (Brasilien) 800 Meter vor der Bahn in die Guajará Bay. Von den 40 Insassen kamen 38 ums Leben, der Kapitän und drei weitere Besatzungsmitglieder sowie 34 der 35 Passagiere.[27][28]

- 14. März – An einer Antonow An-24W der ägyptischen United Arab Airlines (heute Egypt Air) (SU-AOC) ereignete sich eine Explosion in der Triebwerksverkleidung von Motor 1 (links). Die Maschine war auf dem Weg von Athen über Alexandria zum Flughafen Kairo-International (Ägypten). Der Motor musste abgestellt werden, Landeklappen und Fahrwerk konnten nicht mehr ausgefahren werden. Die Piloten machten am Zielflughafen eine Bauchlandung auf einem Sandstreifen. Alle 15 Insassen, sieben Besatzungsmitglieder und 8 Passagiere, blieben unverletzt. Das Flugzeug wurde irreparabel beschädigt. Es war der 4. Totalverlust bei United Arab Airlines innerhalb von nur 2 Monaten.[29]

- 1. April – Eine Sud Aviation Caravelle III der Royal Air Maroc (CN-CCV) stürzte im Anflug auf den Flughafen Casablanca-Nouasseur (Marokko) ab und brannte aus. Offenbar wurde im Nebel nahe Berrechid in 9 Kilometern Entfernung vom Flughafen, aber nur etwa 500 Fuß (150 Metern) Höhe, die Kontrolle verloren. Von den 82 Insassen kamen 61 ums Leben, 5 Besatzungsmitglieder und 56 Passagiere.[30][31]

- 10. April – Eine Curtiss C-46D-10-CU Commando der kolumbianischen Aerocosta Colombia (HK-1281) verschwand im Karibischen Meer. Die Maschine befand sich mit einer Ladung von 5000 kg Schlachtkörpern auf einem Flug vom Flughafen Santa Marta (Kolumbien) zum Flughafen Pointe-à-Pitre (Guadeloupe) und wurde nicht mehr gefunden. Alle 4 Besatzungsmitglieder, die einzigen Insassen auf dem Frachtflug, kamen ums Leben.[32]

- 14. April – Eine Douglas DC-4/C-54D-1-DC der Ecuatoriana (HC-AON) startete bei Nebel im Instrumentenflug vom Flughafen Miami (Florida, USA) zu einem Frachtflug nach Quito. In einer Höhe von 15 Metern begann das Flugzeug zu sinken, schlug hinter der Startbahn auf und rutschte noch 270 Meter weiter, bevor es mit einer Betonkonstruktion kollidierte. Ursachen waren mangelhafte Überwachung der Fluginstrumente und falsche Verfahren nach dem Start. Bei diesem CFIT (Controlled flight into terrain) wurden beide Besatzungsmitglieder, die einzigen Insassen auf dem Frachtflug, getötet.[33]

- 21. April (nach einer anderen Quelle am 21. April 1973) – Eine Hawker Siddeley HS 748-209 der Philippine Airlines (PI-C1022) explodierte in 10.500 Fuß (3.200 Meter) Höhe auf dem Flug von Cauayan zum Flughafen Manila und stürzte nahe Cabanatuan (Philippinen) ab, etwa 100 Kilometer nördlich von Manila. Nach der Explosion einer Bombe in einer Toilette brach das Heckteil der Maschine ab, was zum Absturz führte. Alle 36 Insassen, vier Besatzungsmitglieder und 32 Passagiere, wurden getötet.[34][35]

- 25. April – Eine Douglas DC-3/C-47A-20-DK der taiwanischen Winner Airways (B-308) überrollte bei der Landung auf dem Militärflugplatz Tuy Hoa (Südvietnam) das Landebahnende und stürzte ins Meer. Über Personenschäden ist nichts bekannt.[36]

- 28. April – Eine de Havilland Canada DHC-6-100 Twin Otter der Trans Australia Airlines (VH-TGR) wurde auf dem Weg von Goroka (Papua-Neuguinea) ins 40 Kilometer entfernte Kainantu bei schlechten Wetterbedingungen in einen Bergkamm geflogen. Trotz des zeitweisen Fluges in Wolken setzte der Kapitän den Flug nach Sichtflugregeln fort. Bei diesem CFIT (Controlled flight into terrain) wurden 8 der 11 Insassen getötet, beide Piloten und 6 Passagiere.[37]

- (A) 1. April – Nach einer Kollision mit einem Wetterballon in 5400 m Höhe stürzte eine Antonow An-24B (CCCP-47551) der sowjetischen Aeroflot bei Togutschin, Region Nowosibirsk (UdSSR) ab. Alle 45 Insassen fanden den Tod (siehe auch Aeroflot-Flug 1661).[38]

- (A) 2. Mai – Eine Douglas DC-9-33CF der US-amerikanischen Overseas National Airways (N935F), eingesetzt im Auftrag der früheren KLM-Tochter ALM Antillean Airlines, befand sich auf dem planmäßigen Flug von New York nach Sint Maarten. Nach mehrmaligem Hin- und Herfliegen zwischen St. Maarten, San Juan (Puerto Rico), Saint Thomas und Saint Croix aufgrund der Wetterlage war der Treibstoff fast völlig aufgebraucht. Die Besatzung führte im Karibischen Meer, nahe Saint Croix (Amerikanische Jungferninseln) eine Notwasserung mit inzwischen stehenden Triebwerken durch. Dabei starben 23 Menschen, 40 konnten gerettet werden (siehe auch ALM-Flug 980).[39][40]

- 3. Mai – Eine Bristol 170 Mk. 31M der kanadischen Wardair (CF-WAG) am Großen Sklavensee, Kanada, brach durch das Eis des eigentlich zugefrorenen Sees und konnte nicht mehr geborgen werden. Personen kamen nicht zu Schaden.[41]

- 5. Mai – Eine Lockheed L-1049H Super Constellation der US-amerikanischen North Slope Supply Comp (N174W) wurde vor der Landebahn am Flughafen Barrow (Alaska, USA) aufgesetzt und kollidierte mit einem Schneehaufen. Dadurch brach das linke Hauptfahrwerk zusammen, die linke Tragfläche und das Leitwerk lösten sich. Das Wetter war mit Schneetreiben und schlechter Sicht eher ungünstig. Alle drei Besatzungsmitglieder, die einzigen Insassen auf dem Frachtflug, überlebten den Unfall. Das Flugzeug wurde irreparabel beschädigt.[42]

- (A) Am 6. Mai 1970 brach ein Feuer unter dem Kabinenboden einer Vickers Viscount 785D der Somali Airlines (6O-AAJ) aus, die sich im Endanflug auf den Flughafen Mogadischu befand. Trotz des Ausfalls der Steuerung gelang es der Besatzung, die Maschine abzufangen und hart auf die Landebahn zu setzen. Dabei brach das Bugfahrwerk und die Maschine rutschte mit der Nase auf dem Boden noch etwa 900 Meter weit. Das Flugzeug brannte nach der Landung vollständig aus. Von den 30 Insassen kamen 5 Passagiere ums Leben, die anderen 25 Personen überlebten (siehe auch Flugunfall der Somali Airlines 1970).[43]

- 7. Mai – Eine Curtiss C-46F-1-CU Commando der dominikanischen Domaire (HI-170) überrollte beim Start vom Flughafen Santo Domingo/Las Américas (Dominikanische Republik) das Ende der Startbahn und wurde irreparabel beschädigt. Es gab keine Todesfälle.[44]

- 9. Mai – Die Piloten einer Fokker F-27 Friendship 100 der Philippine Airlines (PI-C532) verloren während des Starts vom Flughafen Iligan/Maria Cristina (Philippinen) bei fast Null Sichtweite die Kontrolle über das Flugzeug. Die Maschine kam von der Startbahn ab, rollte über Sandaufschüttungen und überquerte den Seitenstreifen. Die linke Tragflächenspitze prallte gegen eine Steinhalde, wodurch das Flugzeug ins Schleudern geriet und zerstört wurde. Von den 33 Insassen wurde ein Besatzungsmitglied getötet.[45]

- 9. Mai – Eine Douglas DC-3C (OO-AUX) der belgischen Delta Air Transport, betrieben von Sabena, kollidierte beim Rollen auf dem Flughafen Amsterdam Schiphol (Niederlande) mit einem Stromaggregat. Der Erste Offizier hatte die Bremsen gelöst, obwohl noch kein Freizeichen vom Bodenpersonal zu sehen gewesen war. Aufgrund der Schadenshöhe wurde das Flugzeug als Totalverlust abgeschrieben.[46]

- 15. Mai – Eine Antonow An-10A der sowjetischen Aeroflot (CCCP-11149) stürzte auf einem Trainingsflug am Flughafen Chișinău ab. Beim Durchstarten waren zwei der vier Triebwerke abgestellt. Dabei war das Flugzeug außer Kontrolle geraten. Alle 11 Besatzungsmitglieder, die einzigen Insassen, wurden getötet.[47]

- 23. Mai – Eine Curtiss C-46A-55-CK Commando der Linea Aeropostal Venezolana (LAV) (YV-C-AMK) stürzte 1,2 Kilometer östlich der Isla San Lucas, 76 Kilometer westlich des Startflughafens San José del Coco (Costa Rica) in den Golf von Nicoya. Die Maschine war nach Reparaturen auf einem Testflug. Alle 7 Insassen, drei Besatzungsmitglieder und 4 Mechaniker als Passagiere, kamen ums Leben.[48]

- 30. Mai – An einer Martin 4-0-4 der US-amerikanischen Le High Acres Development Comp. (N40412) kam es nach dem Start vom Flugplatz DeKalb–Peachtree (Georgia, USA) zu einem Leistungsverlust im Triebwerk Nr. 2 (rechts), gefolgt von einem ähnlichen in der Nr. 1 (links). Der Kapitän entschied sich zu einer Notlandung auf einer Landstraße. Nachdem das Flugzeug rund 800 Meter weit gerutscht war, rammte es einen Personenwagen und die Seite einer Brücke. Das Flugzeug wurde irreparabel beschädigt. Von den 33 Insassen kam ein Passagier ums Leben, außerdem wurden 5 Personen im Pkw getötet.[49]

- 1. Juni – Nach zwei fehlgeschlagenen Anflugversuchen auf die Landebahn 18 am Flughafen Tripolis (Libyen) wurde eine Tupolew Tu-104A der tschechoslowakischen CSA (OK-NDD) ins Gelände geflogen, als die Piloten einen dritten Versuch aus der Gegenrichtung unternahmen. Bei dem Unfall der Unfallart Controlled flight into terrain wurden alle Personen an Bord getötet, zehn Besatzungsmitglieder und drei Passagiere.[50]

- 3. Juni – Eine Vickers Viscount 745D der ecuadorianischen SAETA (HC-ART) überrollte bei der Landung auf dem Flughafen Cuenca (Ecuador) das Landebahnende und wurde irreparabel beschädigt. Personen kamen nicht zu Schaden.[51]

- 7. Juni – Eine Fokker F-27-200 der Indian Airlines (VT-DVG) wurde bei der Landung auf dem Flughafen Agartala (Indien) mit einer höheren als der normalen Landegeschwindigkeit und 2775 Fuß (845 Meter) hinter dem Bahnbeginn aufgesetzt. Das Flugzeug überrollte das Landebahnende und wurde irreparabel beschädigt. Alle 39 Insassen, fünf Besatzungsmitglieder und 34 Passagiere, überlebten den Unfall.[52]

- 10. Juni – Eine Lockheed L-1049G Super Constellation der US-amerikanischen International Aerodyne (N8021) musste aus unbekannten Gründen rund 200 Kilometer südlich des Flughafens La Rioja (Argentinien) notgelandet werden. Dabei brach das Fahrwerk zusammen, die Maschine geriet in Brand und wurde irreparabel beschädigt. Alle vier Besatzungsmitglieder, die einzigen Insassen auf dem Überführungsflug, überlebten den Unfall.[53]

- 1. Juli – Eine Fokker F-27 Friendship 200 der Philippine Airlines (PI-C504) überrollte bei der Landung auf dem Flughafen Dumaguete/Sibulan (Philippinen) das Landebahnende. Dabei wurden das Fahrwerk und die rechte Tragfläche schwer beschädigt. Alle 29 Insassen, drei Besatzungsmitglieder und 26 Passagiere, überlebten den Unfall. Das Flugzeug wurde irreparabel beschädigt.[54]

- 3. Juli – Eine aus Manchester kommende De Havilland Comet 4 der britischen Dan-Air (G-APDN) flog beim Landeanflug auf den Flughafen Barcelona nordöstlich des Platzes in der Sierra del Montseny südwestlich von Arbúcies gegen einen Berg. Alle 112 Menschen an Bord kamen ums Leben. Ursachen waren Navigationsfehler der Piloten sowie falsche Anweisungen seitens der Flugsicherung.[55]

- (A) 5. Juli – Eine Douglas DC-8-63 der Air Canada (CF-TIW) stürzte auf dem Flug von Montréal nach Toronto (Kanada) rund 10 Kilometer nordwestlich des Flughafens Toronto ab, nachdem die Maschine zuvor beim Durchstarten hart auf die Landebahn geprallt war und ein Triebwerk verloren hatte. Alle 109 Insassen kamen ums Leben (siehe auch Air-Canada-Flug 621).[56]

- 12. Juli – Eine Bristol Britannia 312F der argentinischen Aerotransportes Entre Rios (LV-JNL) verunglückte auf dem Flughafen Buenos Aires–Ezeiza (Argentinien) beim Durchstartversuch. Bei einer Sicht von null Metern drehte die Maschine nach links, streifte ein mobiles Radargerät mit ihrem Fahrwerk, schlug auf dem Boden auf und rutschte noch etwa 600 Meter weiter. Dabei entstand am Flugzeug Totalschaden. Alle 12 Insassen des Frachtfluges, 5 Besatzungsmitglieder und 7 Passagiere, überlebten den Unfall.[57]

- 15. Juli – Eine Curtiss C-46A-55-CK Commando der bolivianischen Servicios Aéreos Bolivianos - SAB (CP-914) verunglückte auf dem Flugplatz Espiritu (Beni, Bolivien). Das Flugzeug wurde irreparabel beschädigt. Nähere Einzelheiten sind derzeit nicht verfügbar. Über Personenschäden ist nichts bekannt.[58]

- 15. Juli – Eine Curtiss C-46A-50-CU Commando der kongolesischen SODEMAC (9T-PLK) wurde bei der Landung auf dem Flughafen Mbuji-Mayi (Demokratische Republik Kongo) irreparabel beschädigt. Es gab keine Todesfälle.[59]

- 19. Juli – Eine Antonow An-24W der ägyptischen United Arab Airlines (heute Egypt Air) (SU-ANZ) verunglückte am Flughafen Kairo-International. Während eines Trainingsfluges führte die Crew fünf Touch-and-Go-Manöver durch. Beim fünften Start stieg das Flugzeug nach dem Abheben auf 50 Meter und rollte bis 90° Querlage nach rechts. Nach einem Strömungsabriss stürzte es ab. Als Ursache wurde menschliches Fehlverhalten festgestellt. Alle 3 Insassen kamen ums Leben.[60]

- (A) 20. Juli – Eine Boeing 737-100 der Condor mit dem Luftfahrzeugkennzeichen D-ABEL kollidierte nahe dem spanischen Tarragona im Flug mit einer Piper PA-28 (Kennzeichen EC-BRU), wobei alle drei Insassen der Piper ums Leben kamen. Die Boeing wurde repariert (siehe auch Condor-Flug 316).[61]

- 26. Juli – An einer Douglas DC-7CF der ARCO Bermuda (VR-BCT) explodierte während des Reisefluges das Triebwerk Nr. 3 (rechts außen) und fiel sechs Minuten später von der Tragfläche ab. Auf einem sandigen Gelände westlich des Flughafens Abidjan (Elfenbeinküste) wurde eine Bauchlandung gemacht. Das Flugzeug wurde irreparabel beschädigt. Alle vier Besatzungsmitglieder, die einzigen Insassen auf dem Überführungsflug, überlebten den Unfall.[62]

- 27. Juli – Die Besatzung einer Douglas DC-8-63AF der US-amerikanischen Flying Tiger Line (N785FT) führte bei schlechten Sichtverhältnissen einen Anflug mittels Präzisionsanflugradar auf die Luftwaffenbasis Okinawa-Naha durch. Dabei ließ sie das Flugzeug so weit unter den Gleitpfad sinken, dass die Maschine 670 Meter vor der Landebahn auf dem Wasser aufschlug. Bei diesem CFIT (Controlled flight into terrain) starben alle vier Besatzungsmitglieder.[63]

- 6. August – eine Fokker F-27-200 Friendship der Pakistan International Airlines (AP-ALM) stürzte 3 Minuten nach dem Start vom Flughafen Rawalpindi (Pakistan) ab. Das Wetter war zum Unfallzeitpunkt sehr schlecht und gekennzeichnet durch Gewitter, Starkregen und böigen Wind. Alle 30 Insassen, vier Besatzungsmitglieder und 26 Passagiere, kamen ums Leben.[64]

- (A) 8. August – Die Piloten einer Antonow An-10A der sowjetischen Aeroflot (CCCP-11188) unternahmen eine Notlandung in einem Feld 38 Kilometer nördlich vom Flughafen Chișinău, nachdem es im Flug von Winnyzja nach Simferopol zu einem uneingedämmten Triebwerksschaden und Brand an Triebwerk Nr. 4 gekommen war. Bei der Notlandung brach ein Teil des Kabinenbodens ein, wodurch ein Passagier so schwer verletzt wurde, dass er auf dem Weg ins Krankenhaus verstarb. Die übrigen 113 Insassen überlebten (siehe auch Aeroflot-Flug 888).[65]

- 8. August – Eine Convair CV-990 der US-amerikanischen Modern Air Transport (N5603) flog beim Landeanflug auf den Flughafen Acapulco zu tief, kollidierte mit der Anflugbefeuerung und geriet in Brand. Alle acht Besatzungsmitglieder, die einzigen Insassen auf dem Überführungsflug wurden verletzt.[66]

- 9. August – Eine Lockheed L-188A Electra der peruanischen Líneas Aéreas Nacionales S. A. (OB-R-939) stürzte nach einem Triebwerksausfall kurz nach dem Start in Cusco (Peru) ab. Von den 100 Menschen an Bord überlebte nur ein Besatzungsmitglied. Am Boden kamen zwei weitere Personen ums Leben.[67]

- 18. August – Mit einer Tupolew Tu-124V der CSA Ceskoslovenské Aerolinie (OK-TEB) kam es auf dem Flughafen Zürich (Schweiz) zu einer Bauchlandung. Probleme mit dem Kabinendruck während des Sinkflugs zwangen den Flugingenieur, den Druck manuell zu kontrollieren. Beim Anflug auf die Landebahn 16 befahl der Kapitän dem Flugingenieur, das Fahrwerk auszufahren, aber dieser hörte nicht darauf, da er mit dem Kabinendruck beschäftigt war. Der Landeanflug wurde fortgesetzt, die Tupolew setzte auf dem Bauch auf und rutschte 875 Meter weit über die Landebahn. Das akustische Fahrwerkswarnsystem war zu Beginn des Anflugs ausgeschaltet worden. Das Flugzeug wurde irreparabel beschädigt. Alle 20 Insassen, Besatzungsmitglieder und Passagiere, überlebten den Unfall.[68]

- 22. August – Eine Douglas DC-3/C-47A-30-DK der brasilianischen Cruzeiro do Sul (PP-CCL) verunglückte am Flughafen Cruzeiro do Sul (Brasilien). Das Flugzeug wurde irreparabel beschädigt. Über Personenschäden ist nichts bekannt.[69]

- 25. August – Eine Douglas DC-6 der mexikanischen SAESA – Servicios Aéreos Especiales SA (XA-SAR) wurde bei Bahía Tortugas (Mexiko) irreparabel beschädigt. Nähere Einzelheiten sind derzeit nicht verfügbar. Über Personenschäden ist nichts bekannt.[70]

- 29. August – Eine Fokker F-27-400 der Indian Airlines (VT-DWT) wurde 19 Kilometer vom Startflughafen Silchar (Indien) entfernt in einen 1500 Meter hohen Berg geflogen, weil die Piloten das vorgeschriebene Abflugverfahren ignoriert hatten. Bei diesem CFIT (Controlled flight into terrain) wurden alle 39 Insassen getötet, fünf Besatzungsmitglieder und 34 Passagiere.[71]

- 6. September – Eine Boeing 747-100 der US-amerikanischen Pan American World Airways (N752PA) wurde zum Flughafen Kairo-International (Ägypten) entführt und dort gesprengt. Die Entführer ließen die Insassen zuvor von Bord gehen. Es war der erste Totalverlust einer Boeing 747.[72]

- (A) 8. September – Eine Douglas DC-8-63CF der US-amerikanischen Trans International Airlines (N4863T) stürzte beim Start vom John F. Kennedy International Airport aufgrund eines blockierten Höhenruders ab. Alle 11 Personen an Bord der Frachtmaschine kamen ums Leben (siehe auch Trans-International-Airlines-Flug 863).[73]

- 15. September – Eine Douglas DC-8-62 der italienischen Alitalia (I-DIWZ) verunglückte bei einer harten Landung auf dem Flughafen New York-Idlewild (USA). Die Flugverkehrskontrolle leitete das Flugzeug unter IFR-Bedingungen und in Ermangelung eines funktionierenden ILS-Gleitpfades zu hoch und hatte es zu nahe an der Landebahn positioniert. Die Entscheidung des Flugkapitäns, den Umkehrschub zu nutzen und keinen Fehlanflug durchzuführen, führte dazu, dass das Flugzeug sehr hart aufsetzte und begann, nach links zu gieren. Es machte einen Ringelpiez (Luftfahrt) und kam mit hinter der Tragfläche aufgerissenem Rumpf und drei der vier Triebwerke abgetrennt zum Liegen. Alle 156 Insassen überlebten den Unfall. Das Flugzeug wurde zerstört.[74]

- 26. September – Eine Fokker 27-300 der Flugfelag Islands (TF-FIL) verunglückte beim Anflug auf den Flughafen Vágar auf der färöischen Insel Mykines, weil die Crew den Sinkflug bei Nebel zu früh eingeleitet hatte. Bei dem Unfall kamen der Kapitän und 7 Passagiere, die sich vorne links in der Maschine befunden hatten, ums Leben. 26 Passagiere und Besatzungsmitglieder überlebten, teilweise schwer verletzt. Drei leichter verletzte Passagiere gingen zu Fuß etwa eine Stunde zur Siedlung Mykines, um Hilfe zu holen.[75][76]

- 30. September – Eine Douglas DC-3/DST-318A der Air Vietnam (B-305) wurde im Anflug 17 Kilometer nordwestlich des Flughafens Da Nang (Südvietnam) in einen Hügel geflogen. Die Maschine war von der taiwanischen Winner Airways geleast. Bei diesem CFIT (Controlled flight into terrain) wurden alle drei Besatzungsmitglieder getötet; die 35 Passagiere überlebten den Unfall.[77]

- 2. Oktober – Eine Martin 4-0-4 der US-amerikanischen Golden Eagle Aviation (N464M) wurde 17 Kilometer westlich von Silver Plume (Colorado, USA) in ansteigendes Gelände geflogen, da es keine Möglichkeit mehr gab, über dieses hinweg zu steigen. Das Flugzeug schlug rund 80 Kilometer westlich von Denver im Gelände auf, in einer Höhe von 3.280 Metern (10.750 Fuß). Der Erste Offizier Ronald C. Skipper (Präsident von Golden Eagle) war auf dem Charterflug bewusst von der normalen Strecke abgewichen, um einen Sightseeing-Flug durch die Berge und den 3.655 Meter (11.990 Fuß) hohen Loveland Pass zu machen. Da sich die Piloten nicht über die Leistungsparameter und Begrenzungen des Flugzeugtyps informiert hatten, reichte die mögliche Steigleistung nicht mehr dafür aus, die Berge zu überfliegen. Die Piloten der überladenen Maschine hatten auch keine Flugvorbereitung für die geflogene Strecke von Denver zum Flughafen Logan-Cache gemacht. Das Flugzeug war 3 Jahre lang geparkt gewesen und am 11. September 1970 nur mit einem Lufttüchtigkeitszeugnis für einen Überführungsflug ohne Passagiere ausgestattet worden. Von den 40 Insassen wurden durch diesen CFIT (Controlled flight into terrain) 32 getötet, der Kapitän und eine Stewardess sowie 30 Passagiere. Es war der schwerste Unfall einer Martin 4-0-4, gemessen an der Anzahl der Todesopfer.[78][79]

- 2. Oktober – Auf dem Flughafen Madrid-Barajas wurde eine Douglas DC-7C der spanischen Spantax (EC-ATQ) irreparabel beschädigt. Personen kamen nicht zu Schaden; andere Details sind nicht bekannt.[80]

- 7. Oktober – Eine De Havilland Comet 4 der britischen Dan-Air (G-APDL) wurde bei einem Trainingsflug auf dem Flughafen Newcastle mit eingefahrenem Fahrwerk gelandet. Die Bauchlandung kam zustande, weil die Besatzung beim Üben einer Landung mit eingefahrenen Landeklappen die Checkliste vor der Landung vergessen hatte. Alle 11 Insassen überlebten den Unfall. Das Flugzeug wurde jedoch irreparabel beschädigt.[81]

- 28. Oktober – Eine Curtiss C-46D-10-CU Commando der kolumbianischen Aerocosta Colombia (HK-792) verunglückte bei der Landung auf dem Flughafen Pointe-à-Pitre (Guadeloupe) und fing Feuer. Von den 4 Insassen des Frachtflugs kamen 2 Besatzungsmitglieder ums Leben.[82]

- 1. November – Mit einer Curtiss C-46D Commando der taiwanischen China Airlines (B-1543), betrieben für Air Vietnam, wurde auf einem Strand bei Qui Nhon (Südvietnam) eine Notlandung durchgeführt. Bei der nächsten Flut wurde das Flugzeug überspült und irreparabel beschädigt. Personen kamen nicht zu Schaden.[83]

- 4. November – Die Handley Page Herald I-TIVE der italienischen Itavia verunglückte bei der Landung auf dem Flughafen Rom-Ciampino (Italien) während eines Trainingsflugs, als ein Triebwerk ausfiel. Die beiden Piloten, einzige Insassen der Maschine, überlebten den Unfall. Die schwer beschädigte Maschine wurde stillgelegt, für Ersatzteilgewinnung benutzt und 1974 schließlich verschrottet.[84]

- 5. November – An einer Douglas DC-6B der griechischen Olympic Airways (SX-DAI) brach bei der Landung auf dem Flughafen Korfu (Griechenland) das Bugfahrwerk zusammen. Das Flugzeug geriet von der Landebahn 35 ab und kam knapp 140 Meter links davon zum Stillstand. Es wurde irreparabel beschädigt. Alle 67 Insassen, fünf Besatzungsmitglieder und 62 Passagiere, überlebten den Unfall.[85]

- 14. November – Eine Douglas DC-9-31 der US-amerikanischen Southern Airways (N97S) wurde kurz vor der Landung in Huntington (USA) wegen Unterschreitung der Entscheidungshöhe bei schlechter Sicht in einen Hügel geflogen. Bei diesem CFIT (Controlled flight into terrain) wurden alle 75 Insassen getötet, 71 Passagiere und 4 Besatzungsmitglieder.[86]

- 14. November – Eine Iljuschin Il-14 der chinesischen CAAC (B-616) wurde in Guiyang (China) irreparabel beschädigt. Über Personenschäden ist nichts bekannt.[87]

- 16. November – Mit einer in den USA zugelassenen und registrierten Douglas DC-6B der kolumbianischen Transportes Aéreos Latinoamericanos (TALA) (N6113C) kam es zu einer Notlandung bei La Antigua (Argentinien). Das Flugzeug fing Feuer und wurde irreparabel beschädigt. Alle vier Insassen, drei Besatzungsmitglieder und ein Passagier, überlebten den Unfall.[88]

- 19. November – Eine Handley Page Herald 204 der philippinischen Air Manila (PI-C869) wurde auf dem Flughafen Manila (Philippinen) zerstört, als während des Taifuns Patsy (1970) ein Hangar zusammenbrach. Das an Bord befindliche Personal überlebte.[89][90]

- 19. November – Eine Douglas DC-3/C-47A-15-DK der Philippine Airlines (PI-C9) wurde auf dem Flughafen Manila (Philippinen) durch einen Taifun irreparabel beschädigt. Über Personenschäden ist nichts bekannt.[91]

- 19. November – Eine Douglas DC-3/C-47A-30-DK der Philippine Airlines (PI-C15) wurde auf dem Flughafen Manila (Philippinen) durch einen Taifun irreparabel beschädigt. Über Personenschäden liegen keine Informationen vor.[92]

- (A) 27. November – Eine mit Soldaten besetzte Douglas DC-8-63 der US-amerikanischen Capitol International Airways (N4909C) auf dem Weg in den Vietnamkrieg hob beim Start in Anchorage (Alaska, USA) aufgrund blockierter Bremsen nicht ab und schoss über das Ende der Landebahn hinaus. Von den 229 Insassen starben 47, 182 überlebten (siehe auch Capitol-International-Airways-Flug C2C3/26).[93]

- (A) 30. November – Mit einer Boeing 707-373C der US-amerikanischen Trans World Airlines (N790TW) wurde am Flughafen Tel Aviv-Lod der Start zu einem Frachtflug eingeleitet. Zeitgleich wurde eine leere, unbeleuchtete C-97K Stratofreighter der Israelischen Luftstreitkräfte (4X-FPS/037) über die Startbahn geschleppt. Trotz eines versuchten Startabbruchs kam es zum Zusammenstoß und Brand beider Flugzeuge. Dabei kamen zwei Personen am Boden ums Leben (siehe auch Trans-World-Airlines-Flug 645).[94][95]

- (A) 2. Dezember – Eine Canadair CL-44J der luxemburgischen Cargolux (TF-LLG) auf dem Flug von Teheran nach Dhaka stürzte kurz vor der Landung auf dem Flughafen Dhaka-Tejgaon ab. Ursache war eine Verriegelung des Gust Locks während des Fluges, was eine Steuerung der Maschine unmöglich machte. Bei dem Absturz kamen vier Personen an Bord sowie drei am Boden ums Leben (siehe auch Flugunfall der Cargolux 1970).[96]

- 5. Dezember – An einer Douglas DC-3/C-47A-1-DK der indischen Jamair (VT-CZC) fiel beim Start vom Flughafen Delhi-Safdarjung (Indien) das Triebwerk Nr. 2 (rechts) aus, da die Treibstoffzufuhr versagte. Bei einer Rechtskurve verloren die Piloten die Kontrolle über das Flugzeug, woraufhin es abstürzte. Von den 16 Insassen kamen 5 ums Leben, drei Besatzungsmitglieder und 2 Passagiere.[97]

- 19. Dezember – An einer Hawker Siddeley HS 748-105 der Aerolíneas Argentinas (LV-HHH) brach auf dem Flughafen San Juan (oder Flughafen Colonia Catriel ?) (Argentinien) bei einer sehr harten Landung das Bugfahrwerk zusammen. Dabei wurden beide Propeller und der Rumpf beschädigt. Alle 28 Insassen, vier Besatzungsmitglieder und 24 Passagiere, überlebten den Unfall. Das Flugzeug wurde irreparabel beschädigt.[98][99]

- 20. Dezember – Eine Douglas DC-6B der belgischen Sobelair (OO-CTL) musste mit einem Hydraulik-Ausfall auf dem Flughafen Málaga (Spanien) gelandet werden. Nur das Bugfahrwerk und das linke Hauptfahrwerk waren ausgefahren. Die Maschine geriet nach links von der Landebahn ab und wurde irreparabel beschädigt. Alle 7 Besatzungsmitglieder, die einzigen Insassen auf dem Frachtflug, überlebten den Unfall.[100]

- 28. Dezember – Eine Boeing 727-2A7 der US-amerikanischen Trans Caribbean Airways (N8790R) sprang während der Landung auf dem Flughafen Saint Thomas, Amerikanische Jungferninseln, zweimal wieder hoch, geriet von der Start- und Landebahn ab und fing Feuer. Alle 7 Besatzungsmitglieder und 46 der 48 Passagiere überlebten, 2 Passagiere verbrannten in den Wrackteilen des Flugzeugs.[101][102]

- 31. Dezember – Absturz einer sowjetischen Iljuschin Il-18 der sowjetischen Aeroflot (CCCP-75773) nach dem Start vom Flughafen Pulkowo in Leningrad (UdSSR). Da die Auftriebshilfen nicht ausgefahren worden waren, schlug die Maschine 2200 Meter hinter der Startbahn auf einem Feld auf. Von den 86 Personen an Bord kamen 6 ums Leben.[103]

- 31. Dezember – Eine Nord 262 der französischen Rousseau Aviation (F-BNGB) verschwand auf einem Charterflug von Algier zum spanischen Flughafen Menorca. An Bord befanden sich 27 Passagiere und 3 Besatzungsmitglieder. Von spanischer Seite wurde vermutet, dass die Maschine etwa 100 km von der algerischen Küste entfernt abstürzte, nachdem von ihren Piloten ein Notruf gesendet worden war.[104]

### 1971
- Im Jahr 1971 (genaues Datum unbekannt) wurde eine Curtiss C-46D-20-CU Commando der argentinischen Aerovías Halcón (Luftfahrzeugkennzeichen LV-GXB) auf dem Flughafen Buenos Aires–Ezeiza (Argentinien) durch Brandstiftung irreparabel beschädigt. Über Personenschäden ist nichts bekannt.[105]

- Im Jahr 1971 (genaues Datum unbekannt) explodierte eine Tragfläche an einer geparkten Lockheed L-1049H Super Constellation der US-amerikanischen Unum Inc. (N45515) auf dem Kingman Airport (Arizona) (USA). Der verbliebene Rumpf wurde 1977 verschrottet. Über Personenschäden ist nichts bekannt.[106]

- 2. Januar – Eine De Havilland DH.106 Comet 4C (SU-ALC) der ägyptischen United Arab Airlines streifte beim Landeanflug auf den Flughafen Tripolis (Libyen) in einer Flughöhe von knapp 120 m eine Düne. Bei diesem Controlled flight into terrain starben alle Personen an Bord, acht Passagiere und acht Besatzungsmitglieder. Es war der 6. Totalverlust bei United Arab Airlines innerhalb von weniger als einem Jahr.[107]

- (A) 18. Januar – Beim Endanflug auf den Flughafen Zürich-Kloten wurde eine Iljuschin Il-18 der Balkan Bulgarian Airlines (LZ-BED) mit der linken Tragfläche in den Boden 700 m vor der Landebahn 16 geflogen. Durch diesen CFIT (Controlled flight into terrain) 900 Meter vor der Landepiste 16 wurden sieben Crew-Mitglieder und 38 Passagiere getötet, nur ein Kind und der Flugkapitän überlebten (siehe auch Balkan-Bulgarian-Airlines-Flug 130).[108]

- 22. Januar – Eine Hawker Siddeley 748-254 Srs. 2A der Ghana Airways (9G-ABW) schlug auf dem Flughafen Accra (Ghana) bei einem Trainingsflug nach dem fehlerhaften Abstellen eines Triebwerks hart auf und wurde irreparabel beschädigt. Die drei Piloten, die einzigen Insassen, überlebten den Unfall.[109]

- (A) 23. Januar – Entführung einer Fokker F-27 der Korean Air Lines (HL5212) auf einem Inlandsflug. Der Entführer wollte die Maschine nach Nordkorea umleiten. Die Südkoreanische Luftwaffe verhinderte dies; die Turbopropmaschine machte eine Bruchlandung auf einem Strand bei Sokcho an der Nordostküste. Der Entführer tötete sich selbst mittels einer Handgranate; dabei kam auch der Copilot ums Leben. Die anderen 58 Personen an Bord überlebten (siehe auch Flugunfall der Korean Air Lines bei Sokcho).

- 25. Januar – Eine Vickers Viscount 749 der Linea Aeropostal Venezolana (LAV) (YV-C-AMV) wurde sieben Minuten nach dem Start vom Flughafen Merida (Venezuela) 16 Kilometer entfernt bei Paramo Los Conejos in Bäume geflogen und machte eine Bruchlandung in einer bewaldeten Bergflanke. Dabei wurden 13 der 47 Insassen, 1 Besatzungsmitglied und 12 Passagiere, getötet.[110]

- 10. Februar – Eine Curtiss C-46D-10-CU Commando der US-amerikanischen Reeve Aleutian Airways (N10012) brach am Flugplatz Nondalton (Alaska, USA) bei der Landung durch das Eis eines Sees. Das Bugteil, einschließlich des Cockpits, brach ab, als das Flugzeug das Eis durchbrach. Beide Piloten, die einzigen Insassen auf dem Frachtflug, überlebten den Unfall.[111]

- 17. Februar – Eine Curtiss C-46A-30-CU der zivilen bolivianischen TAM – Transporte Aéreo Militar (TAM-60) kollidierte 12 Minuten nach dem Abflug vom Startflughafen La Paz-El Alto (Bolivien) mit dem Berg Cunatincuta. Die Maschine befand sich auf einem Flug zum Flughafen San Borja. Alle 12 Insassen, vier Besatzungsmitglieder und 8 Passagiere, wurden getötet.[112]

- 28. Februar – Eine Douglas DC-4/C-54A-DO der Air Afrique (TT-DAA) flog 4 Kilometer vor dem Flugplatz Fort Archambault (heute Flughafen Sarh) (Tschad) in den Boden. Als Ursachen wurden Übermüdung der Piloten sowie ein defekter Funkhöhenmesser ermittelt. Alle 3 Insassen auf dem Frachtflug, zwei Besatzungsmitglieder und ein Passagier, überlebten den Totalschaden.[113]

- Im März 1971 (genaues Datum unbekannt) verunglückte eine Douglas DC-6 der guatemaltekischen Aviateca (TG-ABA) an einem unbekannten Ort in Guatemala. Nähere Einzelheiten sind derzeit nicht verfügbar. Über Personenschäden ist nichts bekannt.[114]

- 2. März – Eine Curtiss C-46D-15-CU Commando der bolivianischen Aerovias Las Minas (CP-908) verunglückte nahe Santiago (Bolivien). Nähere Einzelheiten sind derzeit nicht verfügbar. Das Flugzeug wurde irreparabel beschädigt. Personen kamen nicht zu Schaden.[115]

- 18. März – An einer aus Southend kommenden Aviation Traders ATL-98 Carvair der British Air Ferries (BAF) (G-APNH) brach bei einer Seitenwindlandung auf dem Flughafen Le Touquet das Bugfahrwerk zusammen. Alle 18 Insassen überlebten den Unfall. Eine Reparatur der Maschine wäre jedoch unwirtschaftlich gewesen.[116]

- 29. März – Eine Douglas DC-3/C-47A-90-DL der indischen Jamair (VT-ATT) wurde nahe Hasimara (Indien) gegen einen Hügel geflogen. Die Maschine war auf dem Weg von Gauhati nach Bagdogra; die Piloten waren 24 Kilometer nach Norden vom Kurs abgewichen. Durch diesen CFIT (Controlled flight into terrain) wurden alle 15 Insassen getötet, vier Besatzungsmitglieder und 11 Passagiere. Das Wrack wurde erst sechs Tage später gefunden.[117]

- 31. März – Eine Antonow An-10 der sowjetischen Aeroflot (CCCP-11145) verunglückte beim Landeanflug auf den Flughafen Luhansk. Wegen Strukturversagens (Verlust des rechten Außenflügels) stürzte die Maschine 13 Kilometer südwestlich des Zielflughafens ab. Alle 65 Insassen (acht Mann Besatzung und 57 Passagiere) kamen bei dem Unfall ums Leben.[118]

- (A) 31. März – Eine Boeing 720-047B der US-amerikanischen Western Airlines (N3166) verunglückte auf dem Ontario International Airport. Die fünf Besatzungsmitglieder, die einen Trainingsflug absolvierten, kamen ums Leben. Unfallursache war das Versagen einer Stützbefestigung des hydraulischen Antriebs des Seitenruders aufgrund einer Kombination aus Spannungsrisskorrosion und hoher Zugbelastung, was kurz nach Beginn eines Durchstartmanövers bei einem simulierten Triebwerksausfall zum vollständigen Verlust der Kontrolle über das Seitenruder führte (siehe auch Western-Airlines-Flug 366).[119]

- 5. April – Eine aus Puerto Rico kommende Douglas DC-3 der US-amerikanischen Vinair (N57372) setzte bei der Landung auf dem Flughafen Beef Island (Britische Jungferninseln) vor der Landebahn auf, wobei das Fahrgestell zusammenbrach. Das Flugzeug wurde irreparabel beschädigt; einer der drei Insassen erlitt schwere Verletzungen.[120][121]

- 8. April – Eine Douglas DC-3/C-47 der honduranischen SAHSA (HR-unbekannt) wurde nahe Las Lajas, Honduras, in die Flanke eines wolkenverhangenen Berges geflogen. Die Kollision erfolgte 95 Kilometer nordnordwestlich des Ziels, dem Flughafen Tegucigalpa. Durch diesen CFIT (Controlled flight into terrain) wurden alle 10 Insassen getötet, drei Besatzungsmitglieder und 7 Passagiere.[122]

- Im Mai 1971 (genaues Datum unbekannt) wurde eine Convair CV-440-0 der jugoslawischen JAT – Jugoslovenski Aerotransport (YU-ADO) auf dem Flughafen Titograd (Jugoslawien) mit eingefahrenem Fahrwerk gelandet. Alle Insassen überlebten die Bauchlandung. Das Flugzeug wurde irreparabel beschädigt. Es handelte sich um die frühere D-ADIL der Condor (1958 bis 1961), danach von 1961 bis 1968 als D-ACEK bei der Lufthansa im Einsatz.[123]

- 11. Mai – Eine Curtiss C-46A-55-CK Commando der guatemaltekischen Aviateca (TG-ACA) kollidierte 24 Kilometer südlich des Zielflughafens Guatemala-Stadt mit einem Berg. Bei diesem CFIT (Controlled flight into terrain) wurden von den 32 Insassen 5 getötet, alle drei Besatzungsmitglieder und zwei Passagiere.[124]

- 14. Mai – Das Triebwerk Nr. 2 (rechts) einer Convair CV-240-14 des Innenministeriums der Vereinigten Staaten (N1015G) verlor im Steigflug nach dem Start vom Twin Falls City County Airport (Idaho, USA) an Leistung. Der Propeller wurde nicht in die Segelstellung gebracht und der Kapitän entschied sich, bei Buhl (Idaho) eine Bauchlandung durchzuführen. Dabei wurde das Flugzeug irreparabel beschädigt. Alle drei Besatzungsmitglieder, die einzigen Insassen, überlebten den Unfall. Ursache des Leistungsverlusts war ein Riss in der Membrane des Kraftstoffzufuhrventils.[125]

- (A) 23. Mai – Im Endanflug auf den Flughafen Rijeka (Jugoslawien) geriet eine vom Flughafen London-Gatwick kommende Tupolew Tu-134 A der jugoslawischen Charterfluggesellschaft Aviogenex (YU-AHZ) in Schlechtwetter-Turbulenzen, durch die laut Flugunfalluntersuchung bei den Piloten die optische Illusion entstand, sich näher und in größerer Höhe zur Landebahn zu befinden, als es tatsächlich der Fall war, weshalb das Flugzeug bei Bodenberührung noch eine Geschwindigkeit von 260 km/h hatte. Durch die harte Landung brach die rechte Tragfläche ab und der entweichende Treibstoff führte zu einem Großbrand, durch den 75 der 76 Passagiere sowie 3 der 7 Crew-Mitglieder ihr Leben verloren (siehe auch Aviogenex-Flug 130).[126]

- 25. Mai – Eine Curtiss C-46F Commando der chilenischen Aerolineas Flecha Austral (ALFA) (CC-CAZ) stürzte kurz nach dem Start vom Flughafen Santiago-Los Cerrillos (Chile) ab. Das Triebwerk Nr. 2 (rechts) war unmittelbar nach dem Abheben ausgefallen, woraufhin das Flugzeug nicht auf eine sichere Höhe steigen konnte. Alle 4 Insassen, drei Besatzungsmitglieder und ein Passagier, die einzigen Insassen auf dem Frachtflug, kamen ums Leben.[127]

- 2. Juni – Eine Curtiss C-46D-20-CU Commando der US-amerikanischen CIA-Fluggesellschaft Air America (illegales Kennzeichen: XW-PFL) wurde beim Versuch, Nachschub abzuwerfen, in der Nähe von Bouam Long (Laos) beschossen und stürzte in einen Hügel. Beide Piloten, die einzigen Insassen auf dem Frachtflug, wurden getötet.[128]

- 3. Juni – An einer Douglas DC-3/C-47B-35-DK der niederländischen Moormanair (PH-MOA) entstanden nach dem Nachtstart vom Flughafen Southend (England) am rechten Triebwerk eine Ölleckage und ein Leistungsverlust. Bei der Notlandung nach der Rückkehr setzte die Maschine erst nach der halben Landebahnlänge auf, überrollte das Bahnende und kollidierte mit einem Erdwall. Das Flugzeug wurde irreparabel beschädigt. Alle 36 Insassen, vier Besatzungsmitglieder und 32 Passagiere, überlebten den Unfall; zwei Passagiere wurden verletzt.[129]

- (A) 6. Juni – Eine Douglas DC-9-31 der US-amerikanischen Hughes Airwest (N9345) stürzte nach einer Kollision mit einer McDonnell F-4 Phantom II des US Marine Corps (Bu 151458) bei Duarte (Kalifornien) ab. Alle 49 Insassen der DC-9 und der Pilot der F-4 starben (siehe auch Hughes-Airwest-Flug 706).[130]

- 7. Juni – Eine Convair CV-580 der US-amerikanischen Allegheny Airlines (N5832) wurde im Landeanflug auf den Flughafen New Haven (Connecticut, USA) 1,5 Kilometer davor in den Boden geflogen. Von den 31 Insassen wurden 28 getötet. Grund war das absichtliche Unterschreiten der Mindestsinkflughöhe durch den Kapitän in schlechtem Wetter trotz wiederholter Warnungen seines Ersten Offiziers.[131]

- 17. Juni – Eine Douglas DC-6 der bolivianischen SAVCO (Servicios Aereos Virgen de Copacabana) (CP-926) wurde etwa 14 Kilometer nordöstlich von Putre (Chile) in einer Höhe von 18.000 Fuß (rund 5.500 Meter) in die Vulkankette Nevados de Putre geflogen. Die Maschine befand sich auf einem Flug nach Sichtflugregeln vom Flughafen Santa Cruz (Bolivien) nach Arica (Chile). Die Piloten flogen jedoch in Instrumentenflugbedingungen, waren bereits am Zielort vorbeigeflogen und befanden sich 95 Kilometer abseits der geplanten Strecke. Durch diesem CFIT (Controlled flight into terrain) wurden alle 6 Insassen getötet, die vier Besatzungsmitglieder und die beiden Passagiere.[132]

- 28. Juni – Eine Douglas DC-3/C-47-DL der US-amerikanischen Lake Riverside Estates (N90627) verunglückte am Flugplatz Shelter Cove (Kalifornien, USA). Die Maschine hob zwar kurz ab, setzte aber außerhalb des Flugplatzes mehrfach wieder auf. Das Fahrwerk prallte gegen einen Transformator, das Triebwerk Nr. 1 (links) schlug auf dem Dach eines Abwasserentsorgungsgebäudes auf. Die DC-3 erhob sich wieder in die Luft und stürzte in einem Bogen über die Klippen ins Meer, wo sie 150 Meter vor der Küste abstürzte. Bei ihrer völlig ungenügenden oder unterlassenen Vorflugkontrolle waren die Ruderverriegelungen sowohl des Seitenruders als auch des Höhenruders von den Piloten nicht entfernt worden, sodass diese Ruder auch im Flug blockiert waren. Auch die Ruderkontrolle während des Rollens zur Startbahn wurde nicht durchgeführt. Von den 24 Insassen wurden 17 getötet, zwei Besatzungsmitglieder und 15 Passagiere.[133]

- 30. Juni – Eine Curtiss C-46A-45-CU Commando der Nordair (Kanada) (CF-NAE) wurde auf dem Flughafen Hall Beach (Nordwest-Territorien, Kanada) bei einem Hangarbrand zerstört. Über Personenschäden ist nichts bekannt.[134]

- Juli (genaues Datum derzeit nicht verfügbar) – Eine Douglas DC-3 der Belgian International Air Services (OO-SBC) verunglückte auf dem Flughafen Bengasi (Libyen) und wurde irreparabel beschädigt. Über Personenschäden ist nichts bekannt.[135]

- 24. Juli – Eine Douglas DC-3/C-47A-90-DL der Air Ivoire (6V-AAP) kollidierte kurz nach dem Nachtstart vom Flughafen Bamako (Mali) mit einem Hügel. Alle sechs Insassen starben.[136]

- 25. Juli – Die Piloten einer Boeing 707-321C der US-amerikanischen Pan American World Airways (N461PA) unterschritten im Anflug auf den Flughafen Manila die Mindestflughöhe und flogen in nur 770 Meter Höhe gegen den 32 Kilometer entfernten Berg Kamunay. Die drei Mitglieder der Flugbesatzung der Frachtmaschine starben beim Aufprall.[137]

- (A) 30. Juli – Eine japanische Boeing 727-200 der japanischen All Nippon Airways (JA8329) kollidierte mit einem Kampfjet F-86 Sabre der JASDF bei Morioka (Japan) auf einem Trainingsflug. Alle 162 Menschen an Bord der Boeing starben, der Pilot der F-86 überlebte nach einem Schleudersitzausstieg (siehe auch All-Nippon-Airways-Flug 58).[138]

- 8. August – Eine Vickers Viscount 745D der US-amerikanischen Aloha Airlines (N7415) geriet nach der Landung auf dem Flughafen Honolulu (USA) in Brand. Alle 22 Insassen wurden evakuiert und überlebten. Auslöser war ein Kurzschluss in der Flugzeugbatterie. Das Flugzeug wurde zerstört.[139]

- 9. August – Eine Vickers Viscount 768D der Indian Airlines (VT-DIX) überrollte bei der Landung auf dem Flughafen von Jaipur (Indien) das Landebahnende und wurde irreparabel beschädigt. Es war bereits der dritte Landeversuch; das Flugzeug hatte mit Rückenwind auf der nassen Bahn spät aufgesetzt. Alle 27 Insassen, vier Besatzungsmitglieder und 23 Passagiere, überlebten.[140]

- 20. August – Mit einer Convair CV-580 der US-amerikanischen Allegheny Airlines (N5844) wurde bei der Landung auf dem Flughafen Pittsburgh International (Pennsylvania, USA) wegen eines Problems mit dem Fahrwerk durchgestartet. Dabei lösten sich die Räder des rechten Hauptfahrwerks. Bei der Landung brach dieses zusammen und das Flugzeug wurde irreparabel beschädigt. Alle 53 Insassen, drei Besatzungsmitglieder und 50 Passagiere, überlebten den Unfall.[141]

- 22. August – Eine Douglas DC-3A-375 der Air Vietnam (B-304) wurde auf dem Flughafen Kampot (Kambodscha) irreparabel beschädigt. Die Maschine war von der taiwanischen Winner Airways geleast. Über Personenschäden ist nichts bekannt.[142]

- (A) 28. August – Eine Iljuschin Il-18 der ungarischen Malév (HA-MOC) stürzte beim Landeanflug auf den Flughafen Kopenhagen (Dänemark) in den Öresund. Der Kapitän hatte im Anflug aufgrund von Fallböen die Kontrolle über das Flugzeug verloren. Dabei starben 32 Menschen, 2 überlebten den Unfall (siehe auch Malév-Flug 731).[143]

- (A) 4. September – Eine Boeing 727-193 der US-amerikanischen Alaska Airlines (N2969G) flog im Anflug auf den Flughafen Juneau (Alaska) 35 km westlich davon in den Rand einer Schlucht, während ein starker Schneesturm herrschte. Alle 111 Insassen kamen ums Leben. Die Besatzung hatte durch ein fehlerhaftes Navigationssignal, dessen Ursache nicht ermittelt werden konnte, den Sinkflug verfrüht eingeleitet (siehe auch Alaska-Airlines-Flug 1866).[144]

- (A) 6. September – Eine BAC 1-11 der deutschen Paninternational (D-ALAR) musste unmittelbar nach dem Start vom Flughafen Hamburg bei Hasloh auf der Autobahn A7 notlanden und wurde an einer Brücke zerrissen. Von den 121 Insassen starben 22, während 99 überlebten. In den Tank für die Wassereinspritzung zur Kühlung der Triebwerke war versehentlich neben Wasser auch Kerosin mit eingefüllt worden (siehe auch Paninternational-Flug 112).

- (A) 16. September – Eine Tupolew Tu-134 der ungarischen Malév (HA-LBD) stürzte beim Landeanflug auf den Flughafen Kiew-Boryspil etwa 28 Kilometer nördlich davon ab. Alle 49 Insassen starben (siehe auch Malév-Flug 110).[145]

- 16. September – Eine Douglas DC-3/C-47A-20-DL der Yemen Airlines (4W-ABI) stürzte in der Nähe von Preševo (Jugoslawien) ab. Die Maschine war in Belgrad gestartet und in Vereisungsbedingungen geraten. Alle 5 Insassen, zwei Besatzungsmitglieder und drei Passagiere, kamen ums Leben.[146]

- 28. September – Die Piloten einer Douglas DC-3A-414A der brasilianischen Cruzeiro do Sul (PP-CBV) versuchten nach einem Triebwerkausfall beim Start vom Flughafen Sena Madureira wieder zurückzukehren. Bei der in sehr niedriger Höhe erfolgten Platzrunde streifte die rechte Tragfläche Bäume, woraufhin das Flugzeug abstürzte. Alle 32 Personen an Bord wurden getötet, vier Besatzungsmitglieder und 28 Passagiere.[147]

- (A) 2. Oktober – Die Vickers Vanguard G-APEC der British European Airways auf dem Flug von London Heathrow nach Salzburg stürzte 1 Kilometer östlich von Aarsele (Belgien) ab. Grund war der Abriss des Höhenleitwerks, verursacht durch einen Korrosionsbruch des Druckschotts im hinteren Teil der Kabine. Alle 63 Personen an Bord starben (siehe auch British-European-Airways-Flug 706).

- Am 10. Oktober 1971 stürzte eine Tupolew Tu-104 der sowjetischen Aeroflot (CCCP-42490) auf dem Flug vom Flughafen Moskau-Wnukowo nach Simferopol kurz nach dem Start wegen einer Bombenexplosion ab, wobei alle 25 Insassen starben.[148]

- 12. Oktober – An einer Antonow An-10A der sowjetischen Aeroflot (CCCP-11137) brach bei der Landung auf dem Flughafen Chișinău das Hauptfahrwerk zusammen. Das Flugzeug wurde irreparabel beschädigt. Alle Insassen überlebten den Unfall.[149]

- 17. Oktober – Eine Douglas DC-3/C-47A-75-DL der kolumbianischen Aerolineas TAO (HK-595) stürzte kurz nach dem Abheben vom Flughafen in San Vicente del Caguán (Kolumbien) ab. Die Maschine flog eine scharfe Linkskurve und rollte dabei mit einem steilen Winkel, wobei ein Strömungsabriss eintrat und sie in Bäume stürzte. Obwohl das Flugzeug nur für Frachtflüge zugelassen war, wurde es auf diesem Linienflug mit 17 Passagieren eingesetzt und war außerdem um gut 300 kg überladen. Von den 21 Insassen wurden alle vier Besatzungsmitglieder und 15 der 17 Passagiere getötet.[150]

- 19. Oktober – Eine Douglas DC-6B der chilenischen LADECO – Línea Aérea Del Cobre (HI-146) wurde gegen den Mount Santa Elena (Argentinien) geflogen, während das Triebwerk Nr. 1 (links) abgestellt war. Das Flugzeug befand sich auf dem Weg von Mendoza (Argentinien) nach Santiago de Chile. Bei diesem CFIT (Controlled flight into terrain) wurden alle 3 Besatzungsmitglieder getötet, die einzigen Insassen auf dem Frachtflug.[151]

- 20. Oktober – wurde eine Lockheed L-1049H Super Constellation der US-amerikanischen Balair Inc (N564E) südlich von Great Inagua (Bahamas) in den Atlantik geflogen. Bei diesem CFIT (Controlled flight into terrain) wurden alle 4 Besatzungsmitglieder getötet, die einzigen Insassen auf dem Frachtflug.[152]

- 22. Oktober – Eine Douglas DC-6B der französischen Europe Aéro Service (EAS) (F-BNUZ) wurde bei einer sehr harten Landung auf dem Flughafen Nizza (Frankreich) irreparabel beschädigt. Personen kamen nicht zu Schaden.[153]

- 1. November – Eine Vickers Viscount 749 der Linea Aeropostal Venezolana (LAV) (YV-C-AMZ) stürzte kurz nach dem Abheben vom Flughafen Maracaibo (Venezuela) ab, möglicherweise aufgrund von Problemen mit der Steuerung. Dabei kamen alle 4 Besatzungsmitglieder, die einzigen Insassen, ums Leben.[154]

- 10. November – Eine Vickers Viscount 828 der indonesischen Merpati Nusantara Airlines (PK-MVS) stürzte im Anflug auf den Flughafen Padang-Tabing (Provinz Sumatra Barat) südlich der Stadt ins Meer. Die Ursache konnte nicht geklärt werden. Alle 69 Menschen an Bord (7 Besatzungsmitglieder und 62 Passagiere) kamen ums Leben, was die zweithöchste Zahl von Todesopfern bei Unfällen der Viscount darstellt.[155]

- 13. November – Eine Antonow An-24 der Aeroflot (CCCP-46378) geriet beim Endanflug auf Kertsch (von Simferopol kommend) in ein Gebiet mit lokalen Nebel. Die Besatzung ließ das Flugzeug unter den Gleitpfad sinken, bis es am Stadtrand von Wojkowe, 2.610 Meter vor der Landebahnschwelle, gegen einen Betonmast einer Hochspannungsleitung prallte. Zu diesem Zeitpunkt flog das Flugzeug 17 Meter unter dem Niveau der Landebahn. Das Flugzeug kollidierte mit dem Dach einer Lagerhalle und stürzte ab. Alle vier Besatzungsmitglieder und sechs der elf Passagiere kamen ums Leben.[156]

- 5. Dezember – Eine Nord 262A-25 der französischen Rousseau Aviation (F-BNMO) kollidierte während des Anflugs am Flughafen Lannion mit einer Pinie. Dabei brach ein 1,90 Meter langes Stück einer Tragfläche ab. Nach 1800 Meter Flug stürzte die Maschine, die sich auf einem Positionierungsflug befand, etwa zwei Kilometer westlich des Flughafens ab. Zwei der drei Insassen kamen ums Leben.[157][158]

- 5. Dezember – Eine de Havilland Canada DHC-6-300 Twin Otter der Pakistan International Airlines (AP-AWH) wurde auf dem Flughafen Dhaka-Tejgaon (Bangladesch) durch einen Luftangriff einer Mikojan-Gurewitsch MiG-21 der indischen Streitkräfte zerstört. Über Personenschäden ist nichts bekannt.[159]

- 6. Dezember – Die Piloten einer Fokker F27-200 Friendship der Sudan Airways (ST-AAY) konnten auf dem Flug von Khartum keinerlei Funkfeuer empfangen und daher den Flughafen Malakal nicht finden. Als die Triebwerke aufgrund von Treibstoffmangel ausfielen, kam es zur Bruchlandung in Bäumen bei Kapoeta, Sudan (heute Südsudan), 560 Kilometer südsüdöstlich des Zielflughafens. Von den 42 Insassen kamen 10 ums Leben, darunter der kanadische Kapitän.[160]

- 9. Dezember – Eine Hindustan Aeronautics HAL 748 der Indian Airlines (VT-DXG) wurde nahe Cumbum in 1580 Meter Höhe in die Meghamalai-Berge geflogen, nachdem sie 47 Kilometer vom Kurs abgekommen war. Die Maschine befand sich auf dem Flug vom Flughafen Trivandrum nach Madurai. Bei diesem CFIT (Controlled flight into terrain) wurden 21 der 31 Insassen getötet, alle 4 Besatzungsmitglieder und 17 Passagiere. Dies war der erste Totalverlust des in Indien als Lizenzbau der Avro/HS 748 gefertigten Flugzeugtyps.[161]

- 15. Dezember – Eine Boeing 707-340C der Pakistan International Airlines (AP-AVZ) wurde im Anflug auf den Flughafen Ürümqi-Diwopu (China) zu hoch angeflogen und setzte deshalb viel zu spät auf der Landebahn auf. Daher wurde das Landebahnende überrollt und das Flugzeug irreparabel beschädigt. Alle fünf Besatzungsmitglieder, die einzigen Insassen auf dem Frachtflug, überlebten den Unfall leicht verletzt.[162]

- 16. Dezember – Eine Convair CV-440-11 der jugoslawischen Pan Adria Airways (YU-ADV) schlug in einem Feld auf. Die Piloten hatten versucht, unter Instrumentenflugbedingungen auf dem Flughafen Triest (Italien) zu landen. Diesen CFIT (Controlled flight into terrain) überlebten alle 22 Insassen. Das Flugzeug wurde irreparabel beschädigt.[163]

- 16. Dezember – Eine Fairchild F-27M der Lloyd Aéreo Boliviano (CP-862) wurde auf dem Weg von Sucre nach La Paz entführt. Der Entführer forderte nach Chile geflogen zu werden. Die Forderung wurde nicht erfüllt – das Flugzeug wurde zum Flughafen Cochabamba (Bolivien) umgeleitet. Dort wurde die Maschine gestürmt und der Entführer verhaftet. Bei der Stürmung kamen zwei Insassen, ein Crewmitglied und ein Passagier, ums Leben.[164]

- 19. Dezember – Eine Douglas DC-4/C-54A-10-DC der argentinischen Aero Palas (LV-JPG) flog gegen den Berg Cerro Huayca (Peru). Bei diesem CFIT (Controlled flight into terrain) wurden alle 6 Insassen getötet.[165]

- (A) 21. Dezember 1971 – Eine Iljuschin Il-18W der Balkan Bulgarian Airlines (LZ-BES) rollte nach dem Start vom Flughafen Sofia unkontrolliert nach links und stürzte in eine Grünfläche links von der Startbahn. Die Unfalluntersuchung ergab, dass bei einer Wartung zuvor die Kabel für die Steuerung der Querruder vertauscht worden waren, was eine inverse Steuerung zur Folge hatte. Ein Steuerbefehl des Kapitäns nach rechts verursachte damit die Rollbewegung nach links. Von den 73 Insassen starben 28, darunter die Sängerin Pascha Christowa (siehe auch Flugunfall der Iljuschin Il-18 LZ-BES der Balkan Bulgarian Airlines).

- (A) 24. Dezember – Eine Lockheed L-188 Electra der peruanischen Líneas Aéreas Nacionales wurde von einem Blitz getroffen, fing Feuer und stürzte bei Puerto Inca (Region Huánuco, Peru) ab. Von den 92 Menschen an Bord starben 91. Die einzige Überlebende, die 17-jährige Juliane Koepcke, irrte Tage durch den Urwald (siehe auch LANSA-Flug 508).

- 28. Dezember – In einer Vickers Viscount 708 der französischen Air Inter (F-BOEA) wurde beim Start zu einem Trainingsflug vom Flughafen Clermont-Ferrand der Ausfall des Triebwerks Nummer 4 (rechts außen) simuliert. Es kam zum Kontrollverlust, die Maschine geriet von der Startbahn ab und wurde irreparabel beschädigt. Die beiden Piloten (einzige Insassen) überlebten den Unfall.[166]

### 1972
- Im Jahr 1972 (genaues Datum unbekannt) kollidierte eine Curtiss C-46 Commando eines unbekannten brasilianischen Betreibers (Izidoro Pinheiro?)(Luftfahrzeugkennzeichen PP-PTZ ?) bei der Landung auf einer geheimen Landepiste in der Nähe von Nova Adradina (Mato Grosso do Sul, Brasilien) mit Bäumen. Die Maschine hatte sich auf einem illegalen Flug befunden. Es gab keine Todesfälle. Das Flugzeug wurde irreparabel beschädigt.[167]

- 6. Januar – Eine Hawker Siddeley HS 748-230 der mexikanischen SAESA (XA-SEV) stürzte 14 Minuten nach dem Start vom Flughafen Chetumal (Mexiko) ab, als sie sich etwa 40 Kilometer nordwestlich davon befand. Alle 23 Insassen, fünf Besatzungsmitglieder und 18 Passagiere, wurden getötet.[168]

- (A) 7. Januar – Die Piloten einer Caravelle VI-R der spanischen Iberia (EC-ATV) unterschritten im Anflug auf den Flughafen Ibiza die Sicherheitsflughöhe und flogen die Maschine gegen einen Berg auf der Insel Ibiza. Alle 104 Insassen kamen ums Leben (siehe auch Iberia-Flug 602).[169]

- 7. Januar – Bei einer Convair CV-340 der Saudi Arabian Airlines (HZ-AAU) fiel nach dem Start vom Flughafen Dschidda (Saudi-Arabien) das Triebwerk Nr. 2 (rechts) aus. Nach der Rückkehr zum Startflughafen geriet das Flugzeug bei der Notlandung durch den einseitigen Umkehrschub und Hydraulikausfall von der Landebahn ab und kollidierte mit einem Asphalthügel, woraufhin das Bugfahrwerk zusammenbrach. Alle 15 Insassen überlebten den Totalschaden der Maschine.[170][171]

- 21. Januar – Eine Douglas DC-3/C-47 der kolumbianischen SATENA (FAC-661) wurde in einer Höhe von 3800 Metern gegen den Berg Cerro de San Nicolás. Der Unfall ereignete sich nahe Betania (Kolumbien). Bei diesem CFIT (Controlled flight into terrain) wurden alle 39 Insassen getötet, drei Besatzungsmitglieder und 36 Passagiere.[172]

- 21. Januar – Eine Vickers Viscount 837 der kolumbianischen Lineas Aereas La Urraca (HK-1347) stürzte kurz nach dem Start vom Flughafen Bogotá (Kolumbien) etwa drei Kilometer entfernt ab. Das Flugzeug war in ein Gewitter geraten. Alle 20 Insassen, fünf Besatzungsmitglieder und 15 Passagiere, kamen ums Leben.[173]

- (A) 26. Januar – An Bord einer Douglas DC-9-32 der jugoslawischen Fluggesellschaft JAT (YU-AHT) auf dem Flug von Kopenhagen nach Belgrad explodierte über Srbská Kamenice (Tschechoslowakei) eine Bombe kroatischer Terroristen (Ustascha).[174][175] Von den sechs Besatzungsmitgliedern und 22 Passagieren überlebte nur die 22-jährige Stewardess Vesna Vulović, da das Heckteil, in dem sie an ihrem Sitz angeschnallt war, nach 10.116 Metern freiem Fall auf einem schneebedeckten Hang landete. Mittlerweile wird die offizielle Absturzursache und die Fallhöhe angezweifelt (siehe auch Jugoslovenski-Aerotransport-Flug JU 367).[176]

- 28. Januar – Die als letzte verkaufte Vickers Viscount 814 der Lufthansa (D-ANEF) wurde zum Flughafen Bournemouth (Vereinigtes Königreich) überführt. Offizieller Besitzer war schon die britische Wartungs- und Flugzeughandelsfirma Airwork. Das Flugzeug setzte mit hoher Sinkgeschwindigkeit kurz vor der Landebahn auf, das Fahrwerk brach zusammen und die Maschine rutschte noch 30 Meter auf dem Bauch die Landebahn entlang. Beide Piloten, die einzigen Insassen, überlebten unverletzt. Das Flugzeug wurde irreparabel beschädigt.[177]

- 28. Januar – Eine Vickers VC10-1100 der British Caledonian Airways (G-ARTA) sprang bei der Landung auf dem Flughafen London-Gatwick (England) in böigen Winden bis zu 28 Knoten insgesamt dreimal wieder in die Luft. Der Rumpf war vor und hinter den Tragflächen zerknittert, ein Bugradreifen war geplatzt und ein Rad hatte sich gelöst. Dadurch war das Flugzeug irreparabel beschädigt und musste verschrottet werden. Alle vier Besatzungsmitglieder, die einzigen Insassen auf dem Überführungsflug, überlebten den Unfall.[178]

- Im Februar 1972 (genaues Datum unbekannt) wurde eine Antonow An-10 der sowjetischen Aeroflot (CCCP-11142) auf dem Flughafen Rostow am Don (Sowjetunion) durch ein Feuer zerstört. Menschen kamen nicht zu Schaden.[179]

- (A) 1. Februar – Während der Erprobungsphase ging der erste Prototyp der VFW 614 (D-BABA) verloren, als die Maschine auf Grund eines Konstruktionsfehlers aus einer Höhe von 3000 Metern über dem Flughafen Bremen abstürzte. Der Testpilot Leif Nielsen und der Ingenieur Jürgen Hammer konnten sich mit Fallschirmen retten, der Copilot Hans Bardill verunglückte jedoch tödlich. Ihm gelang zwar noch der Ausstieg, er vermochte jedoch wegen einer Ohnmacht nicht mehr den Fallschirm zu öffnen. Ursache des Absturzes waren durch den Abgasstrom der Turbinen angeregte antisymmetrische Resonanzschwingungen (Flattern) des Höhenleitwerks (siehe auch Flugunfall einer VFW 614 in Bremen).[180]

- 1. Februar – Mit einer Douglas DC-6 der Royal Air Lao (XW-PEH) wurde bei Tegal (Java, Indonesien) eine Notlandung gemacht. Die Besatzung hatte sich verflogen, woraufhin der Treibstoff ausgegangen war. Von den 9 Insassen wurden 6 getötet, ein Besatzungsmitglied und 5 Passagiere.[181]

- 4. Februar – Bei einer Convair CV-340 der Saudi Arabian Airlines (HZ-AAT) brach bei der Landung auf der Autobahn in der Nähe des Flughafens Sanaa (Nordjemen) das Fahrwerk zusammen. Das Flugzeug wurde irreparabel beschädigt. Alle Insassen überlebten.[182][183]

- 4. Februar – Mit einer Hawker Siddeley HS 748-235 2A der brasilianischen VARIG (PP-VDU) wurde auf dem Flughafen Porto Alegre (Brasilien) bei einem Trainingsflug ein Start mit einem simulierten Ausfall des Triebwerks Nr. 2 (rechts) durchgeführt. Es kam zu einem Strömungsabriss; die Maschine schlug mit eingefahrenem Fahrwerk wieder auf. Ursache war, dass der Ausbildungskapitän versuchte, das Flugzeug unterhalb der Mindestgeschwindigkeit für Einmotorenflug vom Boden abzuheben. Alle Besatzungsmitglieder, die einzigen Insassen überlebten den Totalschaden.[184]

- 9. Februar – Eine Curtiss C-46F-1-CU Commando der US-amerikanischen Continental Air Services (US Central Intelligence Agency, CIA) (N67961) verunglückte 17 Kilometer westsüdwestlich vom Militärflugplatz Long Tieng (Laos). Das Wrack wurde erst nach drei Tagen gefunden. Alle 5 Besatzungsmitglieder, die einzigen Insassen, wurden getötet.[185]

- 11. Februar – Eine Douglas DC-4/C-54A-DO der Royal Air Lao (XW-TDE) verschwand auf dem Flug von Savannakhet (Laos) nach Vientiane. Es wurde gemeldet, dass die Maschine abgeschossen wurde. Alle 23 Insassen, sechs Besatzungsmitglieder und 17 Passagiere, wurden getötet.[186]

- (A) 3. März – Die Piloten einer Fairchild-Hiller FH-227B der US-amerikanischen Mohawk Airlines (N7818M) meldeten bei Albany einen Propellerschaden. Die Maschine stürzte etwa 6 Kilometer vor der Landebahn des Albany International Airport in ein Gebäude. Von den 48 Menschen an Bord starben 16, ebenso ein Anwohner (siehe auch Mohawk-Airlines-Flug 405).[187]

- (A) 14. März – Eine intakte Caravelle 10B3 der Sterling Airways (OY-STL) flog im Anflug auf den Flughafen Dubai in einen etwa 500 Meter hohen Hügel im Emirat Fujairah, etwa 80 km östlich des Flughafens (CFIT, Controlled flight into terrain). Die Mittelstreckenmaschine befand sich auf dem Flug vom Flughafen Colombo-Bandaranaike über Bombay nach Dubai und sollte nach einem Tankstopp über Ankara nach Kopenhagen weiterfliegen. Alle 112 Personen an Bord – darunter sechs Besatzungsmitglieder – wurden getötet. Es handelt sich um den folgenreichsten Unfall dieses Flugzeugtyps (siehe auch Sterling-Airways-Flug 296).[188]

- 14. März – Eine aus Quito kommende Douglas DC-3/C-47-DL der ecuadorianischen ATESA (HC-SJE) wurde gegen den 5230 Meter hohen Vulkan Sangay (Ecuador) geflogen, 41 Kilometer nordwestlich des Flughafens Macas, dem Ziel des Fluges. Bei diesem CFIT (Controlled flight into terrain) wurden 6 der 7 Insassen auf dem Frachtflug getötet.[189]

- 19. März – Eine Douglas DC-9 der jugoslawischen Fluggesellschaft JAT im Einsatz für Egypt Air flog etwa 7 Kilometer vor der Landebahn des Flughafens Aden (Jemen) in einen Berg. Alle 30 Menschen an Bord starben.

- 19. März – Absturz einer Tupolew Tu-104 der sowjetischen Aeroflot beim fünften Anflugversuch in Omsk (Sowjetunion). Personen kamen nicht zu Schaden.

- 6. April – Eine Curtiss C-46F-1-CU Commando der venezolanischen Avensa (YV-C-EVF) stürzte kurz nach dem Start vom Flughafen San Fernando De Apure-Las Flecheras (Venezuela) ab. Beide Piloten, die einzigen Insassen auf dem Frachtflug, kamen ums Leben.[190]

- 10. April – Eine Douglas DC-6B der Inair Panama (HP-539) war im Anflug auf die Manaus Air Force Base (Brasilien) falsch ausgerichtet und zu hoch. Mit einer zu hohen Sinkgeschwindigkeit prallte das Bugfahrwerk 12 m vor der Landebahn gegen einen Wall und kollabierte. Das Flugzeug rutschte auf die Landebahn und kam nach 300 m zum Stillstand. Es wurde irreparabel beschädigt. Alle 3 Besatzungsmitglieder, die einzigen Insassen auf dem Frachtflug, überlebten den Unfall.[191]

- 16. April – Eine Fokker F-27-200 der italienischen Aero Trasporti Italiani (ATI) (I-ATIP) stürzte auf dem Flug vom Flughafen Rom-Fiumicino nach Foggia bei Amaseno ab. Etwa 14 Minuten nach dem Start kam es nach dem Einflug in ein Gewittergebiet bei heftigen Turbulenzen zum Kontrollverlust, woraufhin die Maschine rund 100 Kilometer südöstlich von Rom mit hoher Geschwindigkeit abstürzte. Alle 18 Insassen, die drei Besatzungsmitglieder und 15 Passagiere, kamen ums Leben.[192]

- (A) 18. April – Ein Reifen einer startenden Vickers VC10 der East African Airways (5X-UVA) platzte auf dem Flughafen Addis Abeba, nachdem er über ein auf der Startbahn liegendes Stahlteil gerollt war. Das Teil gehörte zu einer fünf Stunden vorher gestarteten Cessna 185. Aufgrund eines fehlerhaft reparierten Bremssystems kam die Maschine nach dem sofort eingeleiteten Startabbruch nicht rechtzeitig zum Stehen und schoss über die Startbahn hinaus. Von den 107 Insassen kamen 43 bei dem Unfall ums Leben (siehe East-African-Airways-Flug 720).[193][194]

- 22. April – Eine Curtiss C-46 Super C Commando der bolivianischen Transportes Aéreos Benianos - TABSA (CP-940) verunglückte beim Flugplatz El Desengano (Beni, Bolivien). Nähere Einzelheiten sind derzeit nicht verfügbar. Das Flugzeug wurde irreparabel beschädigt. Über Personenschäden ist nichts bekannt.[195]

- 30. April – Eine Antonow An-10 der sowjetischen Aeroflot (CCCP-11159) wurde bei einer besonders harten Landung auf dem Flughafen Moskau-Wnukowo (Sowjetunion) irreparabel beschädigt. Alle Insassen überlebten den Unfall.[196]

- 5. Mai – Eine Douglas DC-8-43 der Alitalia (I-DIWB) verunglückte während ihres nächtlichen Landeanflugs auf den Flughafen Palermo-Punta Raisi, als die Piloten nicht die üblichen Anflugverfahren ausgeführt hatten und die Maschine in einen Berg flogen (CFIT, Controlled flight into terrain). Alle 115 Menschen an Bord starben, u. a. der Regisseur Franco Indovina.[197]

- 7. Mai – Bei einer Handley Page Herald 101 der kolumbianischen Lineas Aereas La Urraca (HK-721) fiel einige Minuten nach dem Start vom Flughafen Valledupar (Kolumbien) das Triebwerk Nr. 1 (links) aus. Beim Versuch der Rückkehr zum Startflughafen verlor die Maschine rasch an Höhe, woraufhin 900 Meter vor der Landebahn eine Notlandung im Gelände durchgeführt wurde. Alle 32 Insassen überlebten. Das Flugzeug wurde irreparabel beschädigt.[198][199]

- 18. Mai – Eine Antonow An-10A der sowjetischen Aeroflot (CCCP-11215) stürzte 24 Kilometer vor dem Zielflughafen Charkiw bei gutem Wetter ab, nachdem beide Tragflächen abgebrochen waren. Alle 122 Personen an Bord der vollbesetzten Maschine wurden getötet, sieben Besatzungsmitglieder und 115 Passagiere. Es war der folgenschwerste Unfall einer An-10. Das elf Jahre alte Flugzeug hatte erst 15.483 Flugstunden und 11.105 Flüge absolviert. Als Ursache wurden Ermüdungsbrüche an der Rumpf- und Tragflächenstruktur festgestellt. Nach weiteren Untersuchungen an anderen An-10, bei denen sich ebenfalls derartige Schäden zeigten, wurde der Typ 1973 aus dem Dienst der Aeroflot genommen.[200]

- 18. Mai – Eine Douglas DC-9 der sowjetischen Eastern Air Lines brach bei einer sehr harten Landung in Fort Lauderdale (Florida, USA) auseinander. Alle 10 Insassen überlebten.

- (A) 27. Mai – Eine DHC-6-100 Twin Otter der deutschen General Air (D-IDHC) mit Flugziel Bremen stürzte kurz nach dem Start vom Flugplatz Helgoland-Düne ab. Von den dreizehn Insassen kamen acht ums Leben (siehe auch General-Air-Flug 005).[201][202][203]

- 29. Mai – Eine Lockheed L-149 Constellation der brasilianischen Amazonese Importação e Exportação (PP-PDG) verunglückte im Amazonasgebiet zwischen Cruzeiro do Sul und Rio Branco. Wenige Minuten nach dem Start vom Flughafen Cruzeiro do Sul fielen mehrere Triebwerke aus. Der Höhenverlust ließ sich auch durch den Abwurf von Frachtstücken nicht aufhalten. Beim Versuch einer Notlandung auf einer Landstraße streifte die Maschine Bäume und stürzte in ein Waldstück. Bei dem Unfall kamen 9 von 18 Personen an Bord ums Leben. Nach einem viertägigen Stillstand war die Maschine direkt von LKW betankt worden. Dabei waren aufgewirbelte Verunreinigungen in die Tanks gepumpt worden, die zu den Triebwerksausfällen geführt hatten.[204]

- (A) 30. Mai – Eine Douglas DC-9-14 der sowjetischen Delta Air Lines (N3305L) stürzte auf einem Trainingsflug beim Landeanflug auf dem Greater Southwest International Airport in Fort Worth (Texas) auf die Bahn und explodierte. Der Grund waren Luftwirbel einer kurz zuvor gestartete Douglas DC-10, in deren Turbulenzen die Maschine geriet und die Piloten die Kontrolle verloren. Alle vier Personen an Bord starben (siehe auch Delta-Air-Lines-Flug 9570).[205]

- 5. Juni – Eine Curtiss C-46 der Air America („EM-2“) flog auf dem Flug von Hue während eines radargestützten Anflugs auf den Flughafen Pleiku in einen Hügel, nachdem der Funkkontakt verloren gegangen war. An Bord befanden sich überwiegend US-amerikanische und südvietnamesische Soldaten. Alle 32 Insassen, 3 Besatzungsmitglieder und 29 Passagiere, wurden getötet.[206]

- 13. Juni – Eine Curtiss C-46D-15-CU Commando der chilenischen Aerolineas Flecha Austral (ALFA) (CC-CDU) wurde im Anflug auf den Flughafen Santiago de Chile-Pudahuel (Chile) gegen den Berg El Ovejero geflogen. Bei diesem CFIT (Controlled flight into terrain) wurden alle 3 Besatzungsmitglieder getötet, die einzigen Insassen auf dem Überführungsflug.[207]

- 14. Juni – Die Douglas DC-8-53 JA8012 der Japan Airlines flog beim Landeanflug etwa 20 Kilometer vor dem Flughafen Delhi-Palam (Indien) in den Boden. Von den 87 Menschen an Bord starben 82, ebenso 3 am Boden.[208]

- (A) 15. Juni – Eine Convair CV-880 der Cathay Pacific aus Hongkong (VR-HFZ) stürzte nahe Pleiku, Südvietnam, nach der Explosion einer Bombe an Bord ab. Die Maschine war auf dem Weg von Bangkok nach Hongkong. Alle 81 Personen an Bord starben. Schwerster Unfall einer CV-880 überhaupt (siehe auch Cathay-Pacific-Flug 700Z).[209]

- 16. Juni – Die Piloten einer Iljuschin Il-62 der Egypt Air (SU-ARN) landeten versehentlich auf dem falschen Flughafen Kairo-Almaza. Die Piloten hätten auf der Landebahn 34 des sieben Kilometer entfernten Flughafen Kairo-International landen sollen, auf der die ersten 650 Meter gesperrt waren. Als sie stattdessen wegen der vermeintlichen Baumaßnahmen 700 Meter versetzt auf der nur 2050 Meter langen Landebahn 36 des Flughafens Almaza aufsetzten, erwies sich deren Restlänge als eindeutig zu gering. Das Flugzeug überrollte das Landebahnende und wurde zum Totalschaden. Alle 59 Insassen, 12 Besatzungsmitglieder und 47 Passagiere, überlebten die Bruchlandung.[210]

- 18. Juni – Eine Hawker Siddeley Trident 1C der British European Airways (BEA) (G-ARPI) stürzte drei Minuten nach dem Start vom Flughafen London-Heathrow (Vereinigtes Königreich) ab. In einer Höhe von 540 Metern wurden die Vorflügel bei einer um 60 Knoten (111 km/h) zu niedrigen Geschwindigkeit eingefahren, was zu einem Strömungsabriss führte. Die Automatik zur Verhinderung des Strömungsabrisses (stick pusher) wurde manuell abgeschaltet, so dass die Maschine auf dem Boden aufschlug. Alle 118 Menschen an Bord starben. Dies war der schwerste Unfall einer Trident.[211]

- 24. Juni – Eine De Havilland DH.114 Prinair Heron 2B der puerto-ricanischen Prinair (N554PR) stürzte bei einem missglückten Durchstartmanöver am Flughafen Ponce-Mercedita (Puerto Rico) ab. Hierbei kamen insgesamt fünf der zwanzig Insassen ums Leben, davon die beiden Piloten. In einer Unfalluntersuchung wurde ermittelt, dass die Maschine dabei zu steil nach oben gezogen wurde und die Kontrolle verloren ging. Der Grund für das Durchstartmanöver blieb unbekannt.[212]

- 29. Juni – Eine Convair CV-580 der US-amerikanischen North Central Airlines (N90858) kollidierte mit einer de Havilland Canada DHC-6 Twin Otter der Air Wisconsin (N4043B). Beide Maschinen stürzten in den Lake Winnebago fünf Kilometer östlich von Neenah. Alle fünf Insassen der Convair (drei Besatzungsmitglieder und zwei Passagiere) sowie alle acht Insassen der Twin Otter (zwei Besatzungsmitglieder und sechs Passagiere) kamen bei dem Unfall ums Leben.[213] Die Kollision ereignete sich in einer Höhe von 2500 Fuß an einem meist klaren, aber diesigen Spätvormittag, als sich die CV-580 aus Green Bay kommend dem Wittman Regional Airport näherte. Das Air-Wisconsin-Flugzeug befand sich auf dem Weg von Sheboygan nach Appleton und beide Maschinen flogen nach Sichtflugregeln.[214][215][216]

- 2. Juli – Eine Douglas DC-3/C-47B der französischen Rousseau Aviation (F-WSGU) musste während eines Überführungsflugs in die USA auf dem Flughafen Kulusuk (Grönland) notgelandet werden. Sie wurde dabei derart beschädigt, dass eine Reparatur auf dem abgelegenen Flugplatz nicht mehr möglich war.[217][218]

- 6. Juli – Eine aus Madrid kommende Douglas DC-8-52 der spanischen Aviaco (EC-ARA) wurde 21 Kilometer vor dem Flughafen Gran Canaria ins Meer geflogen. Bei diesem CFIT (Controlled flight into terrain) starben alle 10 Besatzungsmitglieder an Bord der Maschine. Es befanden sich keine Passagiere an Bord, da die Maschine sich auf einem Positionierungsflug befand, um Touristen von Gran Canaria nach Hamburg auszufliegen.[219]

- 10. Juli – Am Flughafen Tabuk (Saudi-Arabien) verunglückte eine Douglas DC-3/C-47B-30-DK der Saudi Arabian Airlines (HZ-AAK). Alle Insassen überlebten. Das Flugzeug wurde irreparabel beschädigt.[220]

- 20. Juli – Eine Canadair CL-44/CC-106 Yukon der argentinischen Aerotransportes Entre Rios (LV-JYR) verschwand auf einem Frachtflug von Montevideo (Uruguay) nach Santiago de Chile in den Anden. Kurz vor dem letzten Radarkontakt war sie nahe Las Cuevas (Mendoza) in den chilenischen Luftraum eingeflogen.[221]

- 25. Juli – An einer Curtiss C-46/CW-20 Commando der bolivianischen Transportes Aéreos Benianos - TABSA (CP-752) überdrehte beim Start vom Flugplatz San Pedro Richard Airport, auch San Pedro del Rio Blanco genannt, (Beni, Bolivien) der linke Propeller aufgrund eines defekten Drehzahlreglers. Da es zum Abstellen des Triebwerks zu spät war, flog das Flugzeug über das Landebahnende hinaus und geriet in eine Geländemulde südlich der Landebahn. Die Wucht des Aufpralls auf das linke Fahrwerk und die Tatsache, dass der linke Propeller auf den Boden aufschlug, führten dazu, dass das linke Triebwerk und das Fahrwerk abgerissen wurden. Die Maschine schleuderte 80 Meter weiter nach unten, bevor sie zum Stillstand kam. Alle 4 Insassen, die beiden Besatzungsmitglieder und zwei Passagiere, überlebten den Totalschaden.[222]

- 29. Juli – Eine Douglas DC-3A der kolumbianischen Avianca (HK-107) kollidierte im Flug mit einer anderen DC-3 der Avianca (HK-1341) in der Nähe von Las Palomas (Kolumbien). Beide Maschinen waren auf dem Flughafen Villavicencio gestartet und flogen anfänglich mit 2 Minuten Abstand, bis 30 Minuten nach dem Start der Zusammenstoß erfolgte, der im Absturz beider Flugzeuge resultierte. Alle 21 Insassen, drei Besatzungsmitglieder und 18 Passagiere sowie die 17 Insassen der anderen DC-3 HK-1341, wurden getötet.[223]

- 29. Juli – Eine Douglas DC-3A der kolumbianischen Avianca (HK-1341) kollidierte im Flug mit einer anderen DC-3 der Avianca (HK-107) in der Nähe von Las Palomas (Kolumbien). Beide Maschinen waren auf dem Flughafen Villavicencio gestartet und flogen anfänglich mit 2 Minuten Abstand, bis 30 Minuten nach dem Start der Zusammenstoß erfolgte, der im Absturz beider Flugzeuge resultierte. Alle 17 Insassen, drei Besatzungsmitglieder und 14 Passagiere sowie die 21 Insassen der anderen DC-3 HK-107, wurden getötet.[224]

- 8. August – Mit einer Lockheed Lodestar der US-amerikanischen American Philippine Indonesian Malaysian Enterprises (N666P) beim Start vom Flughafen Mactan-Cebu (Philippinen) zu einem Ringelpiez. Dabei wurde das Flugzeug irreparabel beschädigt. Alle 12 Insassen, zwei Besatzungsmitglieder und 10 Passagiere, überlebten den Unfall.[225]

- 12. August – Mit einer Fokker F-27-100 der Indian Airlines (VT-DME) wurde im Anflug auf den Flughafen Delhi (Indien) zunächst durchgestartet. Beim zweiten Versuch flog der Kapitän unter die Mindestsinkflughöhe. Als er den Boden erkannte, leitete er viel zu spät ein erneutes Durchstarten ein, allerdings mit voll ausgefahrenen Landeklappen und ausgefahrenem Fahrwerk. Die F-27 schlug 1,5 Kilometer südlich des Flughafens im Gelände auf. Durch diesen CFIT (Controlled flight into terrain) wurden alle 18 Insassen getötet, vier Besatzungsmitglieder und 14 Passagiere.[226]

- (A) 14. August – Absturz einer Iljuschin Il-62 der Interflug (DDR) bei Königs Wusterhausen (DDR) nach einem Brand im Heck. Alle 156 Insassen starben (siehe auch Interflug-Flug 450/742).

- 16. August – Eine Douglas DC-3/C-47B der Union of Burma Airways (XY-ACM) stürzte unmittelbar nach dem Start vom Flughafen Thandwe (Birma) ins Meer. Von den 31 Insassen kamen 28 ums Leben, alle 4 Besatzungsmitglieder und 24 Passagiere. Das Flugzeug wurde zerstört.[227]

- 18. August – Eine Fairchild F-27 der Türk Hava Yollari – THY (TC-KOC) landete auf dem Flughafen Istanbul-Yeşilköy (Türkei) mit eingefahrenem Fahrwerk auf der Landebahn 06/24. Das Flugzeug wurde irreparabel beschädigt. Alle 40 Insassen, Besatzungsmitglieder und Passagiere, überlebten den Unfall.[228]

- 24. August – Eine Vickers Viscount 761D der Union of Burma Airways (XY-ADF) geriet bei der Landung auf dem Flughafen von Sittwe (Birma) seitlich von der Landebahn ab. Die Maschine rutschte 380 Meter mit zusammengebrochenem Fahrwerk, bis sie zum Stillstand kam. Das Flugzeug wurde irreparabel beschädigt. Alle 43 Insassen überlebten.[229]

- 27. August – Eine Douglas DC-3/C-47-DL der venezolanischen Linea Aeropostal Venezolana (LAV) (YV-C-AKE) stürzte nahe dem Flughafen Canaima (Venezuela) ab, als versucht wurde, nach einem Ausfall des Triebwerks Nr. 1 (links) dorthin zurückzukehren. Alle 34 Insassen, drei Besatzungsmitglieder und 31 Passagiere, kamen ums Leben.[230]

- 29. August – Mit einer Curtiss C-46A-55-CK Commando der Lineas Aereas de Nicaragua (LANICA) (AN-AMR) wurde auf dem Flughafen Managua (Nicaragua) eine Bauchlandung gemacht. Dabei wurde das Flugzeug irreparabel beschädigt. Über Personenschäden ist nichts bekannt.[231]

- 7. September – Bei einer Curtiss C-46A-40-CU Commando der bolivianischen SAVCO (Servicios Aereos Virgen de Copacabana) (CP-959) fiel während des Startvorgangs vom Flughafen Trinidad (Bolivien) in 20 Metern Höhe das Triebwerk Nr. 1 (links) aus. Das Flugzeug verlor an Höhe, setzte wieder auf und raste durch kleinere Bäume und einen Zaun. Das rechte Hauptfahrwerk brach zusammen, woraufhin der Rumpfbug auf dem Boden aufschlug. Die Maschine wurde irreparabel beschädigt. Einer der beiden Piloten kam ums Leben, der andere sowie die 6 Passagiere überlebten den Unfall.[232]

- 10. September – Von einer Douglas DC-3/C-47-DL der Ethiopian Airlines (ET-ABQ) löste sich aus unbekannten Gründen die rechte Tragfläche vom Rumpf. Die Maschine stürzte in der Nähe des Flughafens Gondar (Äthiopien) ab. Alle 11 Insassen, drei Besatzungsmitglieder und 8 Passagiere, kamen ums Leben.[233]

- 24. September – Eine Douglas DC-4/C-54D-1-DC der Air Vietnam (XV-NUH) stürzte bei Ben Cat (Südvietnam) in sumpfiges Gelände. Die aus Vientiane (Laos) kommende Maschine befand sich im Anflug auf den Flughafen Saigon, als sie 37 Kilometer vor dem Ziel verunglückte. Von den 13 Insassen kamen 10 ums Leben, vier Besatzungsmitglieder und sechs Passagiere.[234]

- 24. September – Die Douglas DC-8-53 JA8013 der Japan Airlines befand sich im Anflug auf den Flughafen Bombay, als die Piloten statt des internationalen Flughafens irrtümlich den kleineren Flugplatz Bombay-Juhu in dessen Nähe ansteuerten. Bei der Landung schoss die Maschine über die mit 1143 Meter Länge viel zu kurze Landebahn hinaus. Unter den 122 Insassen gab es keine Todesopfer, allerdings wurde das Flugzeug irreparabel beschädigt.[235]

- (A) 30. September – Eine Douglas DC-3 (EC-AQE) der spanischen Spantax stürzte bei einem Trainingsflug auf dem Flughafen Madrid-Barajas ab, als der auszubildende Pilot zu abrupt am Steuer zog. Eines der sechs Besatzungsmitglieder kam ums Leben (siehe auch Flugunfall einer Douglas DC-3 der Spantax in Madrid 1972).[236]

- (A) 13. Oktober – Eine Fairchild-Hiller FH-227 der Luftwaffe Uruguays zerschellte an einem Berghang in den Anden in 4000 Metern Höhe. Dabei starben 29 Insassen, 16 Überlebende wurden nach 72 Tagen gerettet (siehe auch Fuerza-Aérea-Uruguaya-Flug 571).[237]

- 13. Oktober – Eine Iljuschin Il-62 der sowjetischen Aeroflot wurde beim Anflug auf den Flughafen Scheremetjewo (UdSSR) bei einem Sinkflug in der Endanflugphase, der aus ungeklärter Ursache bis zum Aufprall fortgesetzt wurde, in ein Waldstück 12 Kilometer von dem Zielflughafen geflogen. Bei diesem CFIT (Controlled flight into terrain) wurden alle 174 Menschen an Bord getötet.[238]

- 18. Oktober – Eine NAMC YS-11A-202 der brasilianischen Cruzeiro do Sul (PP-CTG) bei der Landung auf dem Flughafen São Paulo–Congonhas (Brasilien) erst an der Mitte der Landebahn aufgesetzt. Als klar wurde, dass die Bremswirkung auf dem nassen Beton nicht ausreichen würde, um die Maschine rechtzeitig zum Stillstand zu bringen, versuchte der Kapitän, eine abrupte Kurve zu machen. Das Flugzeug verließ die Landebahn, kollidierte mit einem Betonkasten und rollte über eine Böschung. Dabei wurde es irreparabel beschädigt. Alle Insassen überlebten den Unfall.[239]

- 21. Oktober – Eine NAMC YS-11 der griechischen Olympic Airways (SX-BBQ) wurde vor der Küste von Voula, Athen, ins Meer geflogen. Von den 53 Insassen ertranken 36 Passagiere und ein Besatzungsmitglied, 16 Passagiere und drei Besatzungsmitglieder überlebten. Unfallursache war ein Controlled flight into Terrain (CFIT).[240]

- 27. Oktober – Eine Vickers Viscount 724 der französischen Air Inter (F-BMCH) kollidierte auf dem Flug von Lyon-Bron nach Clermont-Ferrand mit dem Berg Pic du Picon, etwa 44 Kilometer östlich des Zielflughafens. Wahrscheinlich aufgrund von Fehlanzeigen im Radiokompass (ADF) infolge atmosphärisch bedingter elektrischer Entladungen war es zum Orientierungsverlust der Piloten und zum Flug in den Berg gekommen. Von den 68 Insassen wurden 60 getötet, lediglich 8 Passagiere überlebten.[241]

- 30. Oktober – Eine Fokker F-27-200 der italienischen Aero Trasporti Italiani (ATI) (I-ATIR) wurde auf dem Weg von Rom nach Bari bei Poggiorsini in einen nur 440 Meter hohen Hügel geflogen, noch 35 Kilometer vom Flughafen Bari entfernt. Bei diesem CFIT (Controlled flight into terrain) wurden alle 27 Menschen an Bord getötet, drei Besatzungsmitglieder und 24 Passagiere.[242]

- 1. November – Eine Douglas DC-3 der Yemen Airlines (4W-ABJ) wurde am Flughafen von Beihan (Nordjemen) irreparabel beschädigt. Über Personenschäden ist nichts bekannt.[243]

- 4. November – Eine Antonow An-24B der sowjetischen Aeroflot (CCCP-46202) wurde im Anflug auf den Flughafen Kursk Wostotschny (UdSSR) unter schwierigen Wetterbedingungen, zu denen auch Schneefall gehörte, unter den Gleitpfad geflogen. Das Flugzeug berührte 2.500 Meter vor der inneren Markierung Bäume; es kam zu einer Bruchlandung. Die Maschine ging in Flammen auf. Alle drei Besatzungsmitglieder, die einzigen Insassen auf dem Überführungsflug, überlebten diesen CFIT (Controlled flight into terrain).[244]

- 15. November – Eine Britten-Norman BN-2A9 Islander der französischen Rousseau Aviation (F-BTGH) wurde auf dem Flughafen Dinard-Pleurtuit irreparabel beschädigt. Die Maschine war erst sieben Monate zuvor fabrikneu übernommen worden.[245][246]

- 28. November – Kurz nach dem Start vom Flughafen Moskau-Scheremetjewo verlor eine Douglas DC-8-62 der Japan Airlines (JA8040) plötzlich an Höhe und stürzte nach einem Strömungsabriss zu Boden. Von den 76 Menschen an Bord starben 61.[247]

- 28. November – Eine Hawker Siddeley HS 748-232 der Philippine Airlines (PI-C1027) sprang bei der Landung auf dem Flughafen von Bislig (Philippinen) zweimal wieder hoch, woraufhin das Bugfahrwerk zusammenbrach. Die Maschine blieb links von der Landebahn 23 mit schweren Schäden an Tragflächen und Propellern liegen. Alle 28 Insassen überlebten den Unfall. Das Flugzeug wurde irreparabel beschädigt.[248]

- (A) 3. Dezember – Eine Convair CV-990 Coronado der spanischen Spantax (EC-BZR) verunglückte durch Kontrollverlust beim Start vom Flughafen Los Rodeos (Teneriffa, Spanien) mit nahezu Null Sicht nach München. Alle 155 Menschen an Bord wurden getötet, davon 144 Deutsche. Erster Einsatz der Identifizierungskommission des BKA. Schwerster Unfall einer CV-990 überhaupt (siehe auch Spantax-Flug 275).[249]

- 5. Dezember – Eine auf dem Flughafen Kairo-International gestartete Boeing 707-366C der Egypt Air (SU-AOW) verunglückte auf einem Trainingsflug, nachdem bei Beni Suef Triebwerk Nr. 4 von der Tragfläche abgerissen war. Alle sechs Personen an Bord starben.[250]

- 5. Dezember – Mit einer Curtiss C-46A-35-CU Commando der venezolanischen Latin Carga (YV-C-TGE) wurde bei Galapa, 10 Kilometer vom Ziel, dem Flughafen Barranquilla (Kolumbian), entfernt, eine Notlandung in Bäumen durchgeführt. Alle drei Besatzungsmitglieder, die einzigen Insassen auf dem Frachtflug, überlebten den Unfall unverletzt. Das Flugzeug wurde zerstört.[251]

- 8. Dezember – Eine Boeing 737 der US-amerikanischen United Airlines auf dem planmäßigen Flug von Washington D.C. stürzte kurz vor der Landebahn am Flughafen Chicago-Midway aufgrund von Strömungsabriss ab. Dabei starben 45 Menschen, zwei davon vom Bodenpersonal, während 18 Passagiere überlebten.

- 8. Dezember – Eine Fokker F-27-600 Friendship der Pakistan International Airlines (AP-AUS) wurde in der Nähe von Jalkot (Pakistan) bei regnerischem Wetter in einen Hügel geflogen. Bei diesem CFIT (Controlled flight into terrain) wurden alle 26 Insassen getötet, vier Besatzungsmitglieder und 22 Passagiere.[252]

- (A) 8. Dezember – Kurz nach dem Start einer Boeing 720-060B der Ethiopian Airlines (Luftfahrzeugkennzeichen unbekannt) vom Flughafen Addis Abeba versuchten sieben Entführer aus Eritrea, die Maschine in ihre Gewalt zu bringen. Es kam zu einem Schusswechsel mit den sechs anwesenden Flugsicherheitsbegleitern an Bord der Maschine, woraufhin einer der Entführer eine Handgranate in die Passagierkabine warf, die in 29.000 Fuß (8839 Meter) Höhe explodierte. Die schwer beschädigte Maschine konnte sicher nach Addis Abeba zurückgeflogen werden, außer den sieben durch den Schusswechsel getöteten Entführern gab es keine Toten an Bord (siehe auch Ethiopian-Airlines-Flug 708).

- 15. Dezember – Eine Curtiss C-46A-50-CU Commando der chilenischen Lineas Aéreas Sud Americana (LASA) (CC-CLA), die mit Zeitungen beladen war, landete brennend auf dem Flughafen Arica (Chile). Flugzeug und Ladung wurden teilweise durch das Feuer vernichtet. Alle fünf Besatzungsmitglieder, die einzigen Insassen auf dem Frachtflug, überlebten den Unfall.[253]

- 20. Dezember – Eine Convair CV-880 der US-amerikanischen Delta Air Lines (N8807E), die nach ihrer Landung in dichtem Nebel auf dem Flughafen Chicago-O’Hare (Illinois, USA) rollte, wurde von einer startenden Douglas DC-9 der North Central Airlines (N954N) gerammt. Die Piloten der DC-9 der North Central hatten die Starterlaubnis von der Flugverkehrskontrolle am Flughafen O’Hare erhalten, während die kurz zuvor gelandete CV-880 der Delta Air Lines die Anweisung erhielt, die Piste zu überqueren und zum Vorfeld zu rollen. Die DC-9 hatte gerade im dichten Nebel abgehoben, als sie das Heck der CV-880 traf. Durch diesen Fluglotsenfehler wurden zehn der 45 Menschen an Bord der DC-9 bei der Kollision getötet, 15 Personen verletzt. An Bord der CV-880 wurden zwei Personen leicht verletzt, aber alle 88 Insassen der CV-880, sieben Besatzungsmitglieder und 81 Passagiere, überlebten den Unfall.[254]

- 20. Dezember – Eine Curtiss C-46F-1-CU Commando der Nordair (Kanada) (CF-IHV) verunglückte am Lac Randall (Kanada). Das Flugzeug wurde irreparabel beschädigt. Nähere Einzelheiten sind derzeit nicht verfügbar. Über Personenschäden ist nichts bekannt.[255]

- 21. Dezember – Eine de Havilland Canada DHC-6-300 Twin Otter der französischen Air Guadeloupe (F-OGFE) verunglückte bei einem nächtlichen, im Auftrag von Air France durchgeführten Flug im Anflug auf den Flughafen Princess Juliana International (Niederlande, Sint Maarten, Antillen). Alle 13 Insassen, beide Besatzungsmitglieder und 11 Passagiere, kamen ums Leben.[256]

- (A) 23. Dezember – Eine Fokker F28-1000 Fellowship der norwegischen Braathens SAFE (heute SAS Norge) (LN-SUY) wurde beim Anflug auf den Flughafen Oslo-Fornebu in einen Berg geflogen (CFIT, Controlled flight into terrain). Bei dem Unfall wurden 40 der 45 Insassen getötet (alle 3 Besatzungsmitglieder und 37 Passagiere). Der Kapitän hatte während des Anflugs ein privates Funkgespräch mit dem Fluglotsen über Weihnachtsthemen geführt. Dabei geriet die Maschine mehr als 7 Kilometer vom Kurs ab und 500 Meter unter den Gleitpfad, bis sie schließlich 16 Kilometer westlich des Flughafens im Wald einschlug (siehe auch Braathens-S.A.F.E.-Flug 239).[257]

- 28. Dezember – Eine Fokker F28-1000 der spanischen Iberia (EC-BVC) verunglückte bei einem Trainingsflug auf dem Flughafen Bilbao. Nach einer Warnung über asymmetrisch ausgefahrene Landeklappen wurde eine Landung mit eingefahrenen Klappen durchgeführt, bei starkem Regen und Rückenwind. Außerdem wurde auch noch spät aufgesetzt, so dass die Maschine das Landebahnende überrollte und in holperiges Gelände geriet, wo sie in drei Stücke zerbrach. Alle vier Piloten (die einzigen Insassen) überlebten.[258]

- (A) 29. Dezember – Eine Lockheed L-1011 TriStar der US-amerikanischen Eastern Air Lines mit 176 Menschen an Bord stürzte etwa 20 Kilometer vor dem Miami International Airport (Florida, USA) in die Everglades. Dabei wurden 99 Personen getötet, 77 überlebten, 60 davon mit schweren Verletzungen. Eine defekte Kontrolllampe ließ die Besatzung beim Landeanflug annehmen, dass das Bugrad nicht vollständig ausgefahren war. Bei der Beschäftigung mit diesem Problem schaltete sie versehentlich den Autopiloten aus und verloren so unbemerkt bis zum Aufprall an Höhe (siehe auch Eastern-Air-Lines-Flug 401).[259]

- 31. Dezember – Eine Douglas DC-7CF der US-amerikanischen American Express Leasing (N500AE) geriet in einen unkontrollierten Sturzflug und schlug bald nach dem Start vom Flughafen San Juan-Isla Verde (Puerto Rico, USA) im Meer auf. Zuerst fiel das Triebwerk Nr. 2 (links innen aus), dann verlor Triebwerk Nr. 3 (rechts innen) die Leistung. Die Maschine war überladen, der Flugingenieur für die DC-7 nicht lizenziert und die Maschine völlig unzureichend gewartet. Alle 5 Insassen, drei Besatzungsmitglieder und zwei Passagiere, wurden getötet.[260]

### 1973
- (A) 2. Januar – Eine mit 86 Rindern beladene Boeing 707-321C der kanadischen Pacific Western Airlines (Luftfahrzeugkennzeichen CF-PWZ) auf einem Frachtflug von Toronto nach Edmonton streifte drei Kilometer vor ihrem Zielflughafen Bäume und Stromleitungen und stürzte auf einen Wall in einer Kiesgrube. Die Rinder wurden bei dem Unfall nach vorne aus dem Flugzeugrumpf auf eine Entfernung von bis zu 100 Metern herausgeschleudert, alle fünf Besatzungsmitglieder starben. Ein Feuer brach aus. Die Unfallursache konnte nicht ermittelt werden (siehe auch Pacific-Western-Airlines-Flug 3801).[261]

- 14. Januar – Eine Iljuschin Il-14 der chinesischen CAAC (B-644) flog in der Nähe von Guiyang (China) in einen Berg. Alle 29 Insassen, sieben Besatzungsmitglieder und 22 Passagiere, wurden getötet.[262]

- 19. Januar – Eine Vickers Viscount 802 der British European Airways (BEA) (G-AOHI) wurde auf einem Testflug vom Flughafen Glasgow aus in den knapp 1200 Meter hohen Gipfel des Ben More geflogen, rund 60 Kilometer nördlich Glasgow. Alle vier Insassen, zwei Crewmitglieder und zwei Passagiere, wurden getötet.[263]

- 20. Januar – Eine Curtiss C-46A-1-HI Commando der bolivianischen Servicios Aéreos Bolivianos - SAB (CP-749) verunglückte am Flugplatz Reyes (Bolivien). Das Flugzeug wurde irreparabel beschädigt. Nähere Einzelheiten sind derzeit nicht verfügbar. Über Personenschäden ist nichts bekannt.[264]

- 21. Januar – Eine Antonow An-24 der sowjetischen Aeroflot (CCCP-46276) stürzte im Distrikt Bolshesosnovsky nach einem Zusammenstoß mit einem unbekannten Objekt ab, vermutlich einem Wetterballon. Die Maschine war auf einem Linienflug von Krasnodar nach Perm. als sie aus einer Höhe von 5400 Metern abstürzte. Dabei starben alle 39 Insassen.[265]

- (A) 22. Januar – Eine Boeing 707 der jordanischen Alia (JY-ADO), betrieben für Nigeria Airways, verunglückte auf dem Rückweg von Mekka, Saudi-Arabien. Die Besatzung des nach Lagos geplanten Fluges war aus Wettergründen ausgewichen und machte eine sehr harte Landung auf dem Flughafen Kano, Nigeria. Die Evakuierung wurde sehr spät eingeleitet. Von den 202 Insassen starben 170 Pilger und 6 Besatzungsmitglieder, 26 Personen überlebten (siehe auch Flugunfall bei Kano 1973).[266]

- 25. Januar – Eine Curtiss C-46R Commando der kanadischen Reindeer Air Service (CF-HQI) kam bei der Landung auf dem Flugplatz Sachs Harbour (Nordwest-Territorien, Kanada) von der schneebedeckten Landebahn ab, stürzte auf die Flugzeugnase und fiel wieder zurück. Dabei wurde das Flugzeug irreparabel beschädigt. Beide Piloten, die einzigen Insassen, überlebten den Unfall.[267]

- 27. Januar – Eine Douglas DC-6A der TAN Honduras (HR-TNO) stürzte 16 Kilometer nördlich des Flughafens Tegucigalpa (Honduras) ab und ging in Flammen auf. Alle 3 Besatzungsmitglieder, die einzigen Insassen auf dem Frachtflug, kamen ums Leben.[268]

- 29. Januar – Eine voll funktionsfähige Iljuschin Il-18D der Egypt Air (SU-AOV) flog auf dem internationalen Linienflug von Kairo nach Nicosia im Landeanflug auf den Zielflughafen in einen Berg. Bei diesem erneuten Controlled flight into terrain der Egyptair kamen alle 37 Personen (30 Passagiere, 7 Besatzungsmitglieder) an Bord ums Leben.[269]

- 5. Februar – Mit einer de Havilland Canada DHC-6-200 Twin Otter der finnischen Karair (OH-KOA) kam es zu einem Unfall bei Pudasjärvi (Finnland). Bei der auf dem Flughafen Oulu gestarteten Maschine kam es auf dem Weg nach Kuusamo zu einem plötzlichen Ausfall des Triebwerks Nr. 2 (rechts). Aufgrund der im Sinkflug angetroffenen schweren Vereisungsbedingungen war es mit nur einem Triebwerk nicht möglich, die Höhe zu halten. Während der Kapitän versuchte, einen Landeplatz zu finden und Schwierigkeiten hatte, das Flugzeug zu steuern, prallte das Flugzeug in einem sumpfigen, waldarmen Gebiet 5 km nördlich von Iinattijarvi (90 Kilometer nordöstlich vom Startflughafen) gegen Bäume und schlug auf dem Boden auf. Alle 18 Insassen, drei Besatzungsmitglieder und 15 Passagiere, überlebten den Totalschaden.[270]

- 19. Februar – Eine aus Moskau-Scheremetjewo kommende Tupolew Tu-154 (CCCP-85023) der sowjetischen Aeroflot unterschritt während des Anflugs auf die Landebahn 25 (heute Landebahn 24) am Flughafen Prag den Gleitpfad und schlug 467 Meter vor der Bahn mit dem Bugrad zuerst auf dem Boden auf. Anschließend brach in dem Flugzeugwrack ein Feuer aus. Von den 100 Insassen kamen 66 ums Leben, vier von 13 Crewmitgliedern und 62 von 87 Passagieren.[271]

- (A) 21. Februar – Eine Boeing 727 der Libyan Arab Airlines (5A-DAH) wurde von israelischen Kampfflugzeugen vom Typ F-4 Phantom über der besetzten Sinai, Ägypten/Israel Sinai durch Beschuss zur Notlandung gezwungen, als die Besatzung die internationalen Abfang-Signale ignorierte. Unter den 113 Personen an Bord überlebten lediglich ein Besatzungsmitglied und vier Passagiere (siehe auch Libyan-Arab-Airlines-Flug 114).[272]

- 21. Februar – Eine Douglas DC-3/C-47A-70-DL der panamaischen Aerovias Urraca (HP-560) flog gegen den Berg Cerro Horqueta (Panama). Die Maschine befand sich auf dem nur rund 110 Kilometer langen Flug vom Flughafen David nach Changuinola. Bei diesem CFIT (Controlled flight into terrain) wurden von den 28 Insassen 22 getötet.[273]

- 21. Februar – An einer Curtiss C-46A-50-CU Commando der US-amerikanischen Firma Joanne Fashions (N10427) fiel das Triebwerk Nr. 1 (links) aus. Die Piloten wollten zum Flughafen Barrancabermeja-Yariguíes (Kolumbien) ausweichen. Dabei stürzte das Flugzeug 3 Kilometer südsüdwestlich des Flughafens ab und fing Feuer, als mit einer scharfen Kurve in den Endanflug der Landebahn 03 eingedreht wurde. Unfallursache war das Fliegen einer engen Kurve mit der überladenen Maschine zur Seite des abgestellten Motors hin, wodurch sich wieder einmal die alte Regel bestätigte „Never turn into a dead engine!“. Beide Piloten, die einzigen Insassen auf dem Frachtflug, wurden getötet.[274]

- (A) 28. Februar – Eine Jakowlew Jak-40 der Aeroflot (CCCP-87602) stürzte kurz nach dem Start vom Flughafen Semipalatinsk ab. Die Absturzursache konnte nie vollständig geklärt werden. Alle 32 Insassen, drei Besatzungsmitglieder und 29 Passagiere, kamen ums Leben (siehe auch Aeroflot-Flug X-167).[275]

- 28. Februar – Eine de Havilland Canada DHC-6-100 Twin Otter der indonesischen Merpati Nusantara Airlines (PK-NUC) verunglückte 45 Kilometer östlich des Flughafens Nabire (Indonesien), von dem sie gestartet war. Alle 13 Insassen, drei Besatzungsmitglieder und 10 Passagiere, kamen ums Leben. Das Wrack wurde erst am 4. März gefunden.[276]

- In der Nacht auf den 5. März wurde eine Caravelle 10R der spanischen Aviaco (EC-BID) während des Landeanflugs auf den Flughafen Madeira ins Meer geflogen. Bei diesem CFIT (Controlled flight into terrain) wurden alle drei Piloten (die einzigen Insassen) getötet.[277]

- 5. März – Vermutlich infolge eines Navigationsfehlers seitens der Spantax-Piloten und eines Fluglotsenstreiks kam es im Luftraum von Nantes, Frankreich, zu einer Kollision einer Convair CV-990 der spanischen Spantax (EC-BJC) mit einer Douglas DC-9-32 (EC-BII) der ebenfalls spanischen Iberia. Während die Spantax-Maschine mit einer schwer beschädigten linken Tragfläche auf dem Militärflugplatz Cognac-Châteaubernard notgelandet werden konnte und alle 107 Insassen überlebten, kamen alle 68 Insassen der Iberia-DC-9 ums Leben. Die Piloten beider Maschinen flogen ohne Unterstützung der an diesem Tag streikenden französischen Flugsicherung.[278][279]

- 9. März – Die Piloten einer HFB 320 Hansa Jet der US-amerikanischen Golden West Airlines (N320MC) vergaßen, vor der Landung auf dem Flughafen Phoenix Sky Harbor (Arizona, USA) das Fahrwerk auszufahren. Demzufolge kam es zu einer Bauchlandung. Alle 9 Insassen, beide Besatzungsmitglieder und 7 Passagiere, überlebten den Unfall. Das Flugzeug wurde irreparabel beschädigt.[280]

- 15. März – Eine Hindustan Aeronautics HAL 748 der Indian Airlines (VT-EAU) verunglückte bei einem Trainingsflug auf dem Flughafen Hyderabad-Begumpet. Nachdem ein Triebwerksausfall beim Start simuliert wurde, streifte die rechte Tragflächenspitze in einer Kurve während der Platzrunde Bäume und Hochspannungsleitungen. Die Maschine stürzte in ein Haus und fing Feuer. Alle drei Besatzungsmitglieder und eine Person am Boden kamen ums Leben. Die Unfalluntersuchung ergab, dass die Besatzung zum Unfallzeitpunkt alkoholisiert gewesen war.[281]

- 19. März – Eine aus Saigon kommende Douglas DC-4 der Air Vietnam (XV-NUI) stürzte im Anflug auf den Flughafen Buon Ma Thuot 6,5 Kilometer südlich davon ab. Ursache war eine Explosion im Frachtraum in der Nähe des Hauptholms. Alle 58 Insassen, 5 Besatzungsmitglieder und 53 Passagiere kamen ums Leben.[282]

- 22. März – Eine Curtiss C-46A-15-CU Commando der Air Bolivia (CP-969) verunglückte am Cerro Picon (Bolivien). Das Flugzeug wurde irreparabel beschädigt. Über Personenschäden liegen keine Informationen vor.[283]

- 3. April – An einer Lockheed L-1049 Super Constellation der US-amerikanischen Aircraft Airframe Inc (N6906C) fuhr beim Rollen auf dem Flughafen Miami (Florida, USA) das rechte Hauptfahrwerk ein, nachdem aus unbekannten Gründen der Hydraulikdruck verloren gegangen war. Das Flugzeug wurde irreparabel beschädigt und 1974 verschrottet. Alle drei Besatzungsmitglieder, die einzigen Insassen auf dem Überführungsflug, überlebten den Unfall.[284]

- 6. April – Eine Curtiss C-46R-1 Commando der bolivianischen Frigorificos Movima (CP-801) verunglückte an einem unbekannten Ort in Bolivien. Über Personenschäden liegen keine Informationen vor. Das Flugzeug wurde irreparabel beschädigt.[285]

- (A) 10. April – Die Vickers Vanguard 952 G-AXOP der britischen Invicta International Airlines zerschellte während des Landeanfluges auf den Flughafen Basel-Mülhausen an einem Berg in einem bewaldeten Hügelgebiet in Hochwald. Unfallursache war der Orientierungsverlust der Piloten, unter anderem verursacht durch eine mangelhafte Ausbildung im Instrumentenflug. Dabei wurden 108 Menschen getötet, 37 überlebten (siehe auch Invicta-International-Airlines-Flug 435).[286]

- 12. April – Eine Convair CV-990 der US-amerikanischen NASA (N711NA) kollidierte im Anflug auf das Moffett Airfield (Kalifornien, USA) von oben kommend mit einer Lockheed P-3C Orion (Bu 157332) der US Navy. Beide Flugzeug stürzten etwa 500 Meter südlich des Flugplatzes ab. Der Fluglotse hatte den Piloten der CV-990 eine geänderte Landebahn zugewiesen, ohne sie darauf hinzuweisen. Alle 11 Insassen, Besatzungsmitglieder und Passagiere, kamen ums Leben, ebenso wie die 5 Insassen der Orion.[287]

- 17. April – Eine Vickers Viscount 735 der Iraqi Airways (YI-ACL) machte auf dem Flughafen Mossul (Irak) eine Bauchlandung, nachdem der gesamte Treibstoff verbraucht war. Alle 33 Insassen überlebten den Unfall; die Maschine wurde irreparabel beschädigt.[288]

- 18. April – Eine Nord Noratlas 2501D der ruandischen Portalia Air Cargo (9XR-KH) stürzte beim Start vom Flughafen Dschibuti ab. Kurz nach dem Abheben kam es zu einem Triebwerksausfall, gefolgt von einem Strömungsabriss und dem Absturz nahe dem Startbahnende. Die Maschine sollte im Auftrag der ebenfalls ruandischen Wolfair (Wolf Air Transport) Fracht nach Kigali (Ruanda) bringen. Beide Piloten, die einzigen Insassen des Frachtflugs, überlebten schwer verletzt. Es handelte sich um die ehemalige 52+78 der Luftwaffe.[289][290]

- 21. April >>> siehe 21. April 1970.

- 25. April – An einer Curtiss C-46 Commando der Aeromar aus der Dominikanischen Republik (HI-201) fiel im Steigflug nach dem Start vom Flughafen Santo Domingo/Las Américas (Dominikanische Republik) das Triebwerk Nr. 1 (links) aus. Dadurch wurden die Piloten der mit 6,4 Tonnen Früchten beladenen Maschine zu einer Notwasserung gezwungen. Alle vier Besatzungsmitglieder, die einzigen Insassen auf dem Frachtflug, überlebten den Unfall.[291]

- 30. April – eine Curtiss C-46A-35-CU Commando der kolumbianischen Lineas Aéreas Orientales – LAOS (HK-791) verunglückte bei der Landung auf dem Flughafen Leticia (Kolumbien). Das Flugzeug wurde irreparabel beschädigt. Personen kamen nicht zu Schaden.[292]

- 1. Mai – Eine geparkte Douglas DC-7BF der kolumbianischen Aeronorte (HK-1300) wurde auf dem Flughafen Miami (Florida, USA) durch einen Brand zerstört. Das Flugzeug wurde für die ebenfalls kolumbianische Aerocosta Colombia betrieben. Menschen kamen nicht zu Schaden.[293]

- 10. Mai – Eine Douglas DC-8-30 der Thai Airways International (HS-TGU) verunglückte bei der Landung auf dem Flughafen Kathmandu. Sie überschoss nach spätem Aufsetzen das Ende der Landebahn, wobei ein Mensch am Boden ums Leben kam. Das Flugzeug wurde zerstört.[294]

- 10. Mai – An einer Curtiss C-46A-55-CK Commando des US-amerikanischen Besitzers Joel Guinn (N446M) überdrehte im Steigflug vom Militärflugplatz Houston-Ellington (Texas, USA) der rechte Propeller. Die Maschine war mit 508 kg überladen worden. Die Besatzung war nicht in der Lage, das Fahrwerk auszufahren und führte eine Notlandung auf einem Feld entlang der Straße I-45 westlich des Flughafens durch. Beide Piloten, die einzigen Insassen auf dem Frachtflug, überlebten den Unfall. Das Flugzeug wurde irreparabel beschädigt.[295]

- 15. Mai – Eine Vickers Viscount 827 der brasilianischen VASP (PP-SRD) geriet bei der Landung auf dem Flughafen Salvador (Brasilien) unmittelbar nach dem Aufsetzen in Starkregen von der Landebahn ab. Das Fahrwerk brach zusammen, am Flugzeug entstand Totalschaden. Alle Insassen überlebten den Unfall.[296]

- 18. Mai – Ein Flugzeugentführer zündete in einer Tupolew Tu-104B der sowjetischen Aeroflot (CCCP-42411) eine Bombe, woraufhin das Flugzeug östlich des Baikalsees abstürzte. Alle 81 Insassen kamen ums Leben.[297]

- 19. Mai – Eine Douglas DC-3/C-47A-50-DL der laotischen Air Union (Laos) (XW-TDM) stürzte nach dem Start vom Flughafen Svay Rieng (Kambodscha) 10 Kilometer nördlich davon ab. Laut Behördenangaben wurde die Maschine abgeschossen. Alle 11 Insassen, zwei Besatzungsmitglieder und 9 Passagiere, wurden getötet.[298]

- (A) 31. Mai – Der Kapitän einer Boeing 737-200 der Indian Airlines (VT-EAM) unterschritt im Landeanflug auf den Flughafen Delhi bei schlechter Sicht mit ausgefahrenen Störklappen die Mindestflughöhe, ohne die Landebahn in Sicht zu haben. Die Maschine verfing sich schließlich in Hochspannungsleitungen, stürzte zu Boden und ging in Flammen auf. Von den 65 Personen an Bord starben 48 (siehe auch Indian-Airlines-Flug 440).[299]

- 3. Juni – Bei einer Flugshow auf dem Pariser Flughafen Le Bourget stürzte eine Tupolew Tu-144 des sowjetischen Herstellers (CCCP-77102) bei einem gewagten Manöver ab. Dabei wurden die sechsköpfige Besatzung sowie acht Personen am Boden getötet.[300]

- 7. Juni – Eine Vickers Viscount 785D der kolumbianischen Aerolineas TAO (HK-1061) wurde auf dem Flughafen Bogotá (Kolumbien) irreparabel beschädigt. Alle Insassen überlebten.[301]

- 9. Juni – Eine Lockheed L-1049H Super Constellation der US-amerikanischen Aircraft Specialties (N173W) stürzte 1,7 Kilometer westlich des kleinen Flugplatzes von Casey, Québec (Kanada) in Bäume und brannte aus. Wahrscheinliche Gründe waren das verfrühte Einfahren der Landeklappen und Übermüdung der Piloten. Alle 3 Besatzungsmitglieder des Sprühfluges kamen ums Leben.[302]

- (A) 9. Juni – Eine Boeing 707-327C-Frachtmaschine der brasilianischen VARIG (PP-VLJ) befand sich im Anflug auf São Paulo, als einer der Piloten versehentlich die vorschriftsgemäß ausgeschalteten inneren Störklappen aktivierte. Die Maschine ging daraufhin aus einer Höhe von 70 Metern in einen steilen Sinkflug über, streifte die Landebahnbefeuerung und schlug hart auf dem Boden auf, wobei zwei der vier Besatzungsmitglieder an Bord ums Leben kamen (siehe auch Flugunfall einer Boeing 707 der VARIG bei Rio de Janeiro 1973).[303]

- 10. Juni – Eine Convair CV-440, betrieben von einer US-amerikanischen Gesellschaft für Air Cambodge (N999JZ), wurde auf dem Flughafen Phnom Penh-Pochentong (Kambodscha) irreparabel beschädigt. Über Personenschäden ist nichts bekannt.[304]

- 17. Juni – Eine Convair CV-240-0 der uruguayischen ARCO – Aerolineas Colonia (CX-BHS) wurde bei der Landung auf dem Flughafen Colonia (Uruguay) 12 Meter vor der Landebahn aufgesetzt. Die Maschine geriet dann von der Landebahn ab, woraufhin das linke Hauptfahrwerk zusammenbrach. Das Flugzeug wurde irreparabel beschädigt. Alle 42 Insassen, drei Besatzungsmitglieder und 39 Passagiere, überlebten den Unfall.[305]

- 21. Juni – Eine Douglas DC-7CF der US-amerikanischen Skyways International (N296) stürzte nach dem Start vom Flughafen Miami (Florida, USA) 16,5 Kilometer nordwestlich davon in die Everglades (Florida). Die Wetterbedingungen waren durch extrem starke Regenfälle, Winde und Blitze gekennzeichnet. Durch die Turbulenz verloren die Piloten die Kontrolle über das Flugzeug. Alle 3 Besatzungsmitglieder, die einzigen Insassen auf dem Frachtflug, kamen ums Leben.[306]

- 3. Juli – Eine Sud Aviation Caravelle VI-N der Indian Airlines (VT-DPO) wurde auf dem Flughafen Bombay (Indien) mit exzessiv hoher Geschwindigkeit gelandet, wodurch sie nach einem harten Aufsetzen wieder in die Luft stieg. Der nächste Aufschlag erfolgte auf dem Bugfahrwerk, wodurch im Fahrwerkschacht ein Feuer ausbrach. Das Flugzeug wurde irreparabel beschädigt. Alle 15 Insassen, sieben Besatzungsmitglieder und 8 Passagiere, überlebten den Unfall.[307]

- 5. Juli – Eine Hawker Siddeley HS 748-245 Srs. 2A der kolumbianischen Avianca (HK-1408) landete auf dem Flughafen Bucaramanga-Gómez Niño (Kolumbien). Auf der nassen Landebahn geriet das Flugzeug ins Schleudern, verließ die Bahn durch den Flughafenzaun, rollte über eine Straße und krachte in vier Häuser. Dort wurden 3 Kinder getötet; alle 44 Insassen des Flugzeugs überlebten den Unfall. Das Flugzeug wurde zerstört.[308]

- (A) 9. Juli – In einer Tupolew Tu-124 der sowjetischen Aeroflot (CCCP-45062) kam es auf dem Flug von Kuibyschew nach Simferopol zu einem uneingedämmten Triebwerksschaden, wodurch zwei der 61 Insassen starben und das Flugzeug schwer beschädigt wurde. Nach dem Zwischenfall entstand eine Panik an Bord, wodurch die Steuerung der Maschine erschwert wurde. Der Besatzung gelang eine Notlandung auf dem Flughafen Kuibyschew (heuta Samara) (siehe auch Aeroflot-Flug 5385).[309]

- 10. Juli – Das Hauptfahrwerk einer Curtiss C-46F-1-CU Commando des US-amerikanischen Fairbanks Air Service (N1312V) prallte bei der Landung auf dem Flugplatz Beluga (Alaska, USA) gegen eine Böschung, die sich 45 Zentimeter unter dem Niveau der Landebahn befand. Der Kapitän versuchte durchzustarten, aber der linke Motor fiel aus. Das Flugzeug stürzte 46 Meter vor der Landebahn ab. Bei der Bruchlandung wurde das Flugzeug irreparabel beschädigt. Alle drei Besatzungsmitglieder, die einzigen Insassen auf dem Frachtflug, überlebten den Unfall.[310]

- (A) 11. Juli – An Bord einer Boeing 707-345C (PP-VJZ) der VARIG brach ein Feuer aus. Die Maschine befand sich auf dem Flug von Rio de Janeiro zum Flughafen Paris-Orly. Den Piloten gelang eine Notlandung etwa 5 Kilometer vor dem Flughafen. Zehn Besatzungsmitglieder verließen das Flugzeug, während 7 weitere und 116 von 117 Passagieren starben. Mit einer Ausnahme starben die 123 Opfer durch das Einatmen der Brandgase (Rauchvergiftung) (siehe auch VARIG-Flug 820).[311]

- 14. Juli – Eine Douglas DC-6B der Faucett Perú (OB-R-920) wurde an einem unbekannten Ort im Distrikt Tambillo (Peru) irreparabel beschädigt. Nähere Einzelheiten sind derzeit nicht verfügbar. Über Personenschäden ist nichts bekannt.[312]

- 17. Juli – Eine Convair CV-640 der schweizerischen S.A. de Transport Aérien (SATA) (HB-IMM) schlug bei der Landung auf dem Flughafen Tromsø heftig auf die Landebahn und sprang erneut in die Luft. Beim zweiten Aufprall – auf das Bugfahrwerk – brach dieses zusammen. Alle 60 Insassen überlebten den Unfall. Das Flugzeug wurde zum Totalschaden.[313]

- (A) 22. Juli – Eine Boeing 707-321 der US-amerikanischen Pan American World Airways (N417PA) stürzte kurz nach dem Start vom Flughafen Tahiti in den Pazifischen Ozean. Von den 79 Personen an Bord überlebte nur ein Passagier. Die Unfallursache konnte nicht geklärt werden (siehe auch Pan-Am-Flug 816).[314]

- 28. Juli – Mit einer Hawker Siddeley HS 748-259 der mexikanischen SAESA (XA-SAB) konnte beim Üben von Touch-and-Go-Manövern auf dem Flughafen Acapulco (Mexiko) kaum an Höhe gewonnen werden. Die Maschine schlug 1,5 Kilometer von der Startbahn entfernt nahe einem Bauernhof auf. Alle drei Besatzungsmitglieder, die einzigen Insassen auf dem Trainingsflug, wurden schwer verletzt, überlebten jedoch. Das Flugzeug wurde irreparabel beschädigt.[315]

- 31. Juli – Eine Douglas DC-9 der US-amerikanischen Delta Air Lines (N975NE) stürzte beim Landeanflug 900 Meter vor dem Flughafen in Boston, Massachusetts (USA) ab. Von den 89 Personen an Bord wurden 88 getötet.

- 5. August – Mit einer Lockheed L-1049 Super Constellation des US-amerikanischen Happy Hours Air Travel Club (N6202C) wurde in der Nähe von Tamarac (Florida, USA) in offenem Gelände eine Bauchlandung gemacht, nachdem alle vier Triebwerke aufgrund von Treibstoffmangel ausgefallen waren. Dies war das Ergebnis von unzureichender Wartung und Inspektion (die Sicherung der Kraftstoffpumpe war korrodiert) und mangelhafter Flugüberwachung durch die Besatzung. Alle acht Insassen, fünf Besatzungsmitglieder und 3 Passagiere, die einzigen Insassen auf dem Überführungsflug, überlebten den Unfall.[316]

- 13. August – Eine Caravelle 10R der spanischen Aviaco (EC-BIC) wurde beim vierten Anflugversuch auf den Flughafen La Coruña (Spanien) ins Gelände geflogen. Bei diesem erneuten CFIT der Aviaco (Controlled flight into terrain) wurden alle 85 Insassen, 6 Besatzungsmitglieder und 79 Passagiere, getötet.[317][318]

- 22. August – Eine Douglas DC-3-228F der kolumbianischen Avianca (HK-111) wurde in einer Höhe von 480 Metern nahe dem Flughafen El Yopal (Kolumbien) gegen einen Hügel geflogen. Obwohl die Flugsicht in dieser Gegend nahe Null lag, waren die Piloten im Sichtflug geflogen. Durch diesen CFIT (Controlled flight into terrain) wurden 16 der 17 Insassen getötet, drei Besatzungsmitglieder und 13 Passagiere.[319]

- (A) 23. August – Eine NAMC YS-11 der brasilianischen VASP (PP-SMJ) stürzte nach einem missglückten Startabbruch vom Flughafen Rio de Janeiro–Santos Dumont in die Guanabara-Bucht. Der Kapitän hatte im letzten Moment noch versucht, die nicht rechtzeitig abbremsbare Maschine durch ein Einziehen des Fahrwerks vor dem Sturz ins Wasser zu stoppen. Von den 65 Personen an Bord kamen 8 ums Leben (siehe auch VASP-Flug 012).[320]

- 27. August – Eine Lockheed L-188A Electra der kolumbianischen Aerocondor Colombia (HK-777) wurde etwa 12 Kilometer südöstlich des Zielflughafens Bogota-Eldorado in einen Berg geflogen. Alle 42 Insassen wurden getötet.[321]

- 8. September – Der Kapitän einer Douglas DC-8-63CF der US-amerikanischen World Airways (N802WA), die einen Frachtflug für die USAF von der Travis Air Force Base zum Flughafen Cold Bay (Aleuten) durchführte, verließ die vorgeschriebene Flugroute. Die Maschine überflog ein bergiges Gebiet, in dem sie unzuverlässige Navigationssignale erhielt. Auf einer Höhe von 1060 Metern wurde die Maschine in den 29 Kilometer östlich des Flughafens gelegenen Mount Dutton geflogen. Alle sechs Insassen kamen ums Leben.[322]

- 10. September – Eine Convair CV-990 der US-amerikanischen California Airmotive Corp. (N7876) geriet bei der Landung auf der Guam-Agana Naval Air Station (Guam, USA) in starkem Regen von der Landebahn ab und kollidierte dort mit einer Radarstation und einem Feuerwehrauto. Das Flugzeug wurde irreparabel beschädigt. Alle vier Besatzungsmitglieder, die einzigen Insassen auf dem Überführungsflug, überlebten den Unfall.[323]

- 23. September – Eine Sud Aviation Caravelle III der Air Algérie (7T-VAI) wurde bei einem Landeunfall auf dem Flughafen Algier (Algerien) irreparabel beschädigt. Es gab keine Todesopfer.[324]

- 24. September – Eine Lockheed L-1049H Super Constellation der US-amerikanischen Holy Nation of Islam Inc (N566E) wurde bei der Landung auf dem Flughafen Gary Regional (Indiana, USA) nicht genügend abgefangen, was zu einer sehr harten Landung führte. Dabei brach das linke Hauptfahrwerk zusammen. Bei dem daraufhin ausgebrochenen Feuer wurde das Flugzeug irreparabel beschädigt. Alle 5 Besatzungsmitglieder, die einzigen Insassen auf dem Frachtflug, überlebten den Unfall.[325]

- 27. September – Eine Convair CV-600 der US-amerikanischen Texas International Airlines (N94230) verunglückte auf dem Flug von El Dorado nach Texarkana. Es handelte sich um einen gesteuerten Flug (CFIT) in den Black Fork Mountain, der zu den Ouachita Mountains in Arizona gehört. Alle 11 Insassen, die dreiköpfige Besatzung und die acht Fluggäste, wurden dabei getötet.[326]

- (A) 30. September – Eine Tupolew Tu-104B der sowjetischen Aeroflot (CCCP-42506) stürzte vier Minuten nach dem Start vom Flughafen Swerdlowsk (heute Jekaterinburg) zum Flughafen Omsk zehn Kilometer südwestlich des Startflughafens in einen Wald. Offensichtlich führte ein Ausfall der Wechselstromversorgung zum Versagen beider künstlicher Horizontinstrumente und daraus resultierend zum Kontrollverlust und folgenden Absturz. Alle 108 Insassen, die acht Besatzungsmitglieder und 100 Passagiere kamen ums Leben (siehe auch Aeroflot-Flug 3932).[327]

- 13. Oktober – An Bord einer Tupolew Tu-104B der sowjetischen Aeroflot (CCCP-42486) kam es im Flug zu einem Ausfall der Künstlichen Horizonte und der Kurskreisel aufgrund eines Stromausfalls. Weil es schon dunkel und wolkig war, verloren die Piloten die räumliche Orientierung; die Maschine stürzte 17 Kilometer nordwestlich des Zielflughafens Moskau-Domodedowo ab. Bei dem Absturz starben alle 122 Personen an Bord der Maschine, acht Besatzungsmitglieder und 114 Passagiere.[328]

- 20. Oktober – Eine Boeing 727-14 der Mexicana de Aviación (XA-SEN) landete 2 Kilometer östlich des Zielflughafens Mazatlán in einem Feld. Die Maschine kam mit abgerissenen Fahrwerken zum Stillstand und wurde irreparabel beschädigt. Alle 123 Insassen überlebten den Unfall.[329]

- (A) 25. Oktober – Ein Hubschrauber des Typs Sikorsky S-61N der Grønlandsfly (OY-HAI; Aĸigssiaĸ) stürzte zehn Minuten nach Flugbeginn auf dem Weg von Nuuk nach Paamiut bei Utoqqarmiut ins Meer. Alle 15 Insassen starben. Das Wrack wurde im Februar 1974 nach mehreren Monaten erfolgloser Versuche aus einer Tiefe von 204 m geborgen, bis dahin die größte Tiefe für die Bergung eines Luft- oder Seefahrzeugs (siehe auch Absturz der Sikorsky S-61N OY-HAI).[330]

- 25. Oktober – Eine Douglas DC-6A der US-amerikanischen Span East Airlines (N614SE), die von Georgetown (Guyana) kam, begann etwa eine Stunde vor dem Ziel Flughafen Miami (Florida, USA) in zunehmendem Tempo aus dem Tank Nr. 3 Treibstoff zu verlieren. Nachdem die Triebwerke Nr. 1 und 4 die Leistung verloren hatten, entschied der Kapitän, etwa 25 Kilometer vor dem Ziel in der Biscayne Bay notzuwassern. Alle drei Besatzungsmitglieder, die einzigen Insassen auf dem Frachtflug, überlebten den Unfall.[331]

- 26. Oktober – An einer Curtiss C-46F-1-CU Commando der kolumbianischen Aerocosta Colombia (HK-1383) fing das linke Triebwerk im Reiseflug in Flugfläche 100 Feuer. Nach Löschen des Feuers ließ sich der Propeller nicht in die Segelstellung bringen und begann zu überdrehen. Um einen Strömungsabriss zu verhindern, brachte der Kapitän das Flugzeug in einen Sturzflug und ließ die Fracht abwerfen. 34 Kilometer von Cartagena (Kolumbien) entfernt wurde dann eine Notwasserung durchgeführt. Die Maschine sank innerhalb von 4 Minuten. Beide Piloten und der einzige Passagier überlebten den Unfall.[332]

- 27. Oktober – Eine Vickers Viscount 724 der französischen Air Inter (F-BMCH) kollidierte auf dem Flug von Lyon-Bron nach Clermont-Ferrand mit dem Berg Pic du Picon, etwa 44 Kilometer östlich des Zielflughafens. Wahrscheinlich aufgrund von Fehlanzeigen im Radiokompass (ADF) infolge atmosphärisch bedingter elektrischer Entladungen war es zum Orientierungsverlust der Piloten und zum Flug in den Berg gekommen. Von den 68 Insassen wurden 60 getötet, lediglich 8 Passagiere überlebten.[333]

- 2. November – Eine Handley Page Herald 101 der kolumbianischen Lineas Aereas La Urraca (HK-718) stürzte am Flughafen Villavicencio (Kolumbien) ab. Nach einer fehlerhaft ausgeführten Reparatur am Flughafen Arauca kam es auf dem Flug nach Cucuta zu einem Hydraulikausfall mit Rauch und Brandgeruch im Cockpit, woraufhin die Piloten nach Villavicencio auswichen. Auf Anweisung eines dortigen Ausbilders wurde das Triebwerk Nummer 1 (links) als Vorsichtsmaßnahme abgestellt. Bei einem Durchstartversuch mit nur einem laufenden Triebwerk drehte das Flugzeug nach links, stürzte ab und fing Feuer. Von den sechzehn Insassen wurden 6 getötet, je drei Besatzungsmitglieder und Passagiere.[334][335]

- (A) 3. November – * Eine McDonnell Douglas DC-10-10 der US-amerikanischen National Airlines (N60NA) hatte im Reiseflug einen schweren Triebwerksschaden, wobei eine Turbinenschaufel ein Kabinenfenster durchschlug. Ein Passagier wurde infolge des plötzlichen Druckabfalls durch das zerbrochene Fenster gesaugt. Die Piloten konnten die Maschine auf dem Flughafen Albuquerque International Sunport notlanden (siehe auch National-Airlines-Flug 27).[336]

- (A) 3. November – Im Hauptfrachtraum einer Boeing 707-321C der US-amerikanischen Pan American World Airways (N458PA) auf dem Flug von New York nach Glasgow bildete sich Rauch. Die Besatzung des Frachtflugzeugs wollte zum Flughafen Boston ausweichen, verlor aber im dichten Rauch die Kontrolle über die Maschine, die 80 Meter neben der Landebahn aufschlug. Die drei Besatzungsmitglieder starben beim Absturz (siehe auch Pan-Am-Flug 160).[337]

- 12. November – Eine Nord 262B-11 der französischen Rousseau Aviation (F-BLHT) musste wegen Treibstoffmangels in der Nähe von Craon notgelandet werden. Die Maschine war zuvor in Lyon nicht betankt worden, und vor dem Start vom Flughafen Tours hatten die Piloten den Treibstoffvorrat ebenfalls nicht überprüft. Beide Passagiere und die drei Besatzungsmitglieder überlebten.[338]

- 17. November – Eine Douglas DC-3/C-47B-10-DK der Air Vietnam (XV-NIE) wurde mit dem Ziel Quang Ngai (Südvietnam) 20 Kilometer nordnordwestlich des Flughafens in einen 400 Meter hohen Berg geflogen. Die Maschine konnte auf dem plötzlich überfluteten Flughafen nicht landen und befand sich auf dem Weg zum Ausweichflughafen Chu Lai. Bei diesem CFIT (Controlled flight into terrain) wurden alle 27 Insassen, drei Besatzungsmitglieder und 24 Passagiere, getötet.[339]

- 7. Dezember – Eine Curtiss C-46D-10-CU Commando der bolivianischen Trans Aéreos Illimani (CP-910) landete auf dem Flughafen Santa Ana (Bolivia) mit einem brennenden Triebwerk Nr. 1 (links). Das Flugzeug wurde sofort evakuiert und irreparabel beschädigt. Alle vier Insassen, drei Besatzungsmitglieder und ein Passagier, überlebten den Unfall.[340]

- 13. Dezember – Eine Douglas DC-7B der bolivianischen Frigorificos Movima (CP-1048) geriet nach der Landung auf dem Flughafen Trinidad (Bolivien) vom Rollweg ab, als die Sicht durch aufgewirbelten Staub nach ihrem vorherigen Umkehrschub beeinträchtigt war. Die Maschine kollidierte mit zwei Traktoren, woraufhin ein Feuer an der rechten Tragfläche ausbrach. Alle 33 Insassen, vier Besatzungsmitglieder und 29 Passagiere, überlebten den Unfall. Das Flugzeug brannte aus und wurde irreparabel beschädigt.[341]

- 13. Dezember – Eine Douglas DC-3/C-47A-20-DK der Yemen Airlines (4W-ABR) wurde auf dem Flughafen Taʿizz (Nordjemen) irreparabel beschädigt. Nähere Einzelheiten, auch über Personenschäden, sind nicht bekannt.[342]

- 15. Dezember – Eine Lockheed L-1049H Super Constellation der US-amerikanischen Aircraft Pool Leasing Corp. (N6917C) stürzte kurz nach dem Abheben vom Flughafen Miami (Florida, USA) 2 Kilometer östlich davon auf einen Parkplatz und etliche Häuser. Die mit Weihnachtsbäumen für Venezuela überladene Maschine startete mit über 9 Stunden Verspätung aufgrund aller möglicher technischer Probleme. Dabei ging die Flugzeugnase in eine sehr steile Längsneigung von 20 bis 30 Grad nach oben über, eventuell wegen fehlerhafter Beladung und ungesicherter, nach hinten verrutschender Fracht. Aus einer Höhe von 30 bis 35 Metern sank die Maschine wieder zu Boden. Durch den Aufschlag und die Kollision mit den Häusern wurden alle 3 Besatzungsmitglieder getötet, die einzigen Insassen auf dem Frachtflug, sowie 6 Menschen in den Gebäuden.[343]

- 15. Dezember – An einer Curtiss C-46 Commando der laotischen Air Union (Laos) (XW-PKK) brach bei der Landung auf dem Flughafen Phnom Penh (Kambodscha) das Fahrwerk zusammen. Das Flugzeug wurde irreparabel beschädigt. Es gab keine Todesfälle.[344]

- 16. Dezember – Eine Tupolew Tu-124V der sowjetischen Aeroflot (CCCP-45061) stürzte auf dem Flug von Vilnius zum Flughafen Moskau-Wnukowo durch einen Kontrollverlust infolge einer unkommandierten Verstellung der Höhenflosse bei Karacharovo ab, 16 Kilometer nördlich von Sobinka. Bei dem Unfall kamen alle 51 Insassen ums Leben, die sechs Besatzungsmitglieder und 45 Passagiere.[345]

- 17. Dezember – Von einer Curtiss C-46A-50-CU Commando der chilenischen Transportes Aéreos Suravia (CC-COA) löste sich im Flug das linke Höhenruder. Die Piloten verloren die Kontrolle über das Flugzeug; es stürzte in der Nähe von Aysén (Chile) ab. Alle 3 Besatzungsmitglieder, die einzigen Insassen auf dem Frachtflug, kamen ums Leben.[346]

- 17. Dezember – Palästinensische Terroristen warfen auf dem Flughafen Rom-Fiumicino mehrere Handgranaten in eine Boeing 707-321B der Pan American World Airways (N407PA), während Passagiere zustiegen. Dabei wurden 29 Fluggäste und ein Besatzungsmitglied getötet. Die Maschine wurde irreparabel beschädigt. Die Terroristen erschossen anschließend einen Wachmann und entführten eine Boeing 737 der Lufthansa nach Kuwait, wo sie einen Tag später aufgaben.[347]

- 21. Dezember – Eine Convair CV-440 der bolivianischen TAM – Transporte Aéreo Militar (TAM-47) streifte im Anflug auf den Flughafen Talara (Peru) Bäume und stürzte ab. Von den 9 Insassen wurden 6 getötet, ein Passagier und zwei Besatzungsmitglieder überlebten den Unfall.[348]

- (A) 22. Dezember – Eine Caravelle VI-N der belgischen Sobelair (OO-SRD), die durch Royal Air Maroc geleast war, wurde im Anflug auf den Flughafen Tanger-Boukhalef bei Dunkelheit und Regen nahe der Stadt Tétouan in den Berg Mellaline im Rif-Gebirge geflogen. Alle 106 Insassen der Maschine kamen ums Leben (siehe auch Flugunfall einer Sud Aviation Caravelle der Royal Air Maroc 1973).[349]

- 23. Dezember – Eine Tupolew Tu-124W der sowjetischen Aeroflot (CCCP-45044) verunglückte auf dem Flug nach Kiew. Kurz nach dem Start vom Flughafen Lwiw löste sich eine Verdichterschaufel im linken Triebwerk, wodurch es zu heftigen Vibrationen kam, die wiederum eine Treibstoffleitung zerrissen. Daher brach ein Feuer im Rumpfheck aus. Es kam zum Absturz bei Wynnyky, 13 Kilometer östlich des Startflughafens, wobei alle 17 Insassen starben, die sechs Besatzungsmitglieder und 11 Passagiere.[350]

- 23. Dezember – Eine Caravelle 6R der brasilianischen Cruzeiro do Sul (PP-PDV) verunglückte auf dem Flughafen Manaus-Ponta Pelada (Brasilien). Die Maschine wurde viel zu schnell und zu hoch angeflogen, setzte 850 Meter (2800 Fuß) hinter dem Landebahnanfang auf, rutschte von der Bahn und schoss mit einer Geschwindigkeit von 80 Knoten einen Abhang hinunter. Erstaunlicherweise überlebten alle 58 Insassen, 5 Besatzungsmitglieder und 53 Passagiere den Totalschaden.[351]

- 27. Dezember – Eine Douglas DC-4/C-54B-15-DO der kolumbianischen Avianca (HK-1027) brannte komplett aus, die auf dem Flughafen Cartagena (Kolumbien) geparkt war, nachdem ein Treibstofftank in der rechten Tragfläche nahe dem Triebwerk Nr. 4 explodiert war. Alle Insassen überlebten.[352]

- 29. Dezember – Eine Nord 262A-24 der Rousseau Aviation (F-BNTT) wurde auf dem Flughafen Dole-Tavaux irreparabel beschädigt.[353]

- 29. Dezember – Eine Douglas DC-3/C-53D-DO der taiwanischen China Airlines, betrieben für die US-amerikanische CIA-Organisation Air America (EM-3/B-1531), setzte zu spät auf der Landebahn auf dem Flugplatz Dalat/Cam-Ly (Vietnam) auf. Um ein Überrollen des Bahnendes zu vermeiden, machte der fliegende Pilot einen Ringelpiez (Luftfahrt), an dessen Ende das Flugzeug auf einem sehr steilen Abhang zum Stehen kam. Das Flugzeug war erheblich beschädigt und wurde aufgrund von Berichten über Landminen an der Absturzstelle aufgegeben. Alle neun Insassen, drei Besatzungsmitglieder und sechs Passagiere, überlebten den Unfall.[354]

### 1974
- Im Jahr 1974 (genaues Datum unbekannt) wurde eine Convair CV-340-49 der US-amerikanischen Tri-9 Corporation (Luftfahrzeugkennzeichen N18837) auf dem Flughafen Phnom Penh-Pochentong (Kambodscha) zerstört. Nähere Einzelheiten sind derzeit nicht verfügbar. Über Personenschäden ist nichts bekannt.[355]

- (A) 1. Januar – Eine Fokker F28-1000 Fellowship der italienischen Itavia (I-TIDE) geriet beim Anflug auf den Flughafen Turin (Italien) zu tief, streifte 3,7 Kilometer südlich des Flughafens Bäume sowie ein Gebäude und stürzte in Rückenlage ab. Bei diesem CFIT (Controlled flight into terrain) wurden von den 42 Personen an Bord 38 getötet (siehe auch Aerolinee-Itavia-Flug 897).[356]

- 2. Januar – Eine Douglas DC-6B, privat zugelassen auf Yvonne A. Culbertson (OH-KDC), brannte auf dem Flughafen Antwerpen (Belgien) vollständig aus. Die Maschine war vorher lange bei der finnischen Karair geflogen. Personen kamen nicht zu Schaden.[357]

- 5. Januar – Eine Lockheed 18 Lodestar der kolumbianischen Aeropesca Colombia (HK-1146) verunglückte bei einem Trainingsflug auf dem Flughafen Bogotá-El Dorado (Kolumbien). Nach dem letzten Start ließ sich das Fahrwerk nicht wieder einfahren. Da bei der Landung wegen eines Lecks im Hydrauliksystem auch die Bremsen ausgefallen waren, geriet die Maschine von der Landebahn ab und endete in einem Entwässerungsgraben. Alle fünf Insassen, drei Besatzungsmitglieder und zwei Passagiere, überlebten. Das Flugzeug wurde irreparabel beschädigt.[358]

- 6. Januar – Eine Curtiss C-46F-1-CU Commando der bolivianischen Servicios Aéreos Bolivianos - SAB (CP-990) wurde in der Nähe von Unduavi (Bolivien) gegen einen Berg geflogen. Durch diesen CFIT (Controlled flight into terrain) wurden alle 3 Besatzungsmitglieder und der Passagier getötet, die einzigen Insassen auf dem Frachtflug.[359]

- 9. Januar – Eine Hawker Siddeley HS 748-260 der kolumbianischen SATENA (FAC-1103) wurde nach dem Start vom Flughafen Florencia (Kolumbien) 34 Kilometer nordnordwestlich von Florencia in den Berg Gabinete geflogen. Bei diesem CFIT (Controlled flight into terrain) wurden alle 32 Insassen getötet, drei Besatzungsmitglieder und 29 Passagiere.[360]

- 10. Januar – Eine Douglas DC-4 der bolivianischen TAM – Transporte Aéreo Militar (zivile Fluggesellschaft der bolivianischen Luftwaffe) (TAM-52) verschwand auf dem Flug vom Flughafen La Paz-El Alto zum Flughafen Santa Rosa (Bolivien). Alle 24 Insassen, drei Besatzungsmitglieder und 21 Passagiere, blieben vermisst.[361]

- 17. Januar – Mit einer Douglas DC-3A-191 der kolumbianischen Cessnyca (HK-1216) ging während des Reiseflugs im Flight Level 115 (3500 Meter Höhe) die Kontrolle verloren. Das Flugzeug stürzte nahe dem Flughafen von Chigorodó (Kolumbien) in Rückenlage ab. Alle 12 Insassen, drei Besatzungsmitglieder und 9 Passagiere, kamen ums Leben.[362]

- (A) 26. Januar – Beim Start einer Fokker F28 Fellowship 1000 der Turkish Airlines (TC-JAO) am Flughafen Izmir kam es zu einem schweren Unfall. In 8 bis 10 m Höhe kam es zu einem Strömungsabriss, die Maschine drehte sich plötzlich nach links und stürzte 100 Meter von der Piste entfernt ab. Von den 73 Insassen kamen 66 ums Leben. Die Maschine sollte nach İstanbul-Atatürk fliegen. Unfallursachen waren zu starkes Rotieren (Anheben der Nase) und Raureif auf den Tragflächen (siehe auch Turkish-Airlines-Flug 301).[363]

- 28. Januar
  - Eine de Havilland Canada DHC-6 Twin Otter der kanadischen Bradley Air Services (CF-DIJ) wurde bei einem Hangarbrand auf dem Flughafen Ottawa/Carp (Ontario, Kanada) zerstört. Es befanden sich keine Personen an Bord.[364]
  - Eine Douglas DC-3/C-47B der Bradley Air Services (CF-TVK) wurde beim selben Hangarbrand auf dem Flughafen Ottawa/Carp zerstört. Auch hier befanden sich keine Personen an Bord.[365]

- (A) 30. Januar – An Bord einer Boeing 707-321B der US-amerikanischen Pan American World Airways (N454PA) wurden 97 Menschen getötet, als die Maschine in Windscherungen vor der Landebahnschwelle am Flughafen Pago Pago (Amerikanisch-Samoa) aufschlug. Vier Insassen überlebten den Unfall (siehe auch Pan-Am-Flug 806).[366]

- im Februar (genaues Datum nicht bekannt) – Eine Nord Noratlas 2501D der ecuadorianischen ATESA (HC-AXG) wurde in Montalvo (Ecuador) irreparabel beschädigt (die ehemalige 53+25 der Luftwaffe). Alle 18 Insassen überlebten.[367]

- 6. Februar – An einer Douglas DC-6A der bolivianischen ALCON (Aerolineas Comerciales Nacionales) (CP-947) brach während des Steigflugs ein Feuer im Triebwerk Nr. 4 (rechts außen) aus. Die Piloten kehrten zum Startflughafen San Juan (Bolivien) zurück. Nach einer normalen Landung brach die Maschine nach etwa 950 Metern nach links aus, verließ die Landebahn und kam 80 Meter von der Landebahnkante zum Stillstand, nachdem das Bugfahrwerk zusammengebrochen war. Das Flugzeug wurde irreparabel beschädigt. Alle 4 Besatzungsmitglieder, die einzigen Insassen des Frachtfluges, überlebten den Unfall.[368]

- 20. Februar – Eine Douglas DC-4/C-54A-5-DO der Air Vietnam (XV-NUM) wurde auf einem Flug vom Flugplatz Quy Nhơn zum Flughafen Da Nang entführt. Der Entführer forderte, nach Dong Hoi im damaligen Nordvietnam geflogen zu werden. Die Piloten landeten jedoch in Huế, Südvietnam. Als der Entführer die Täuschung bemerkte, zündete er eine Sprengladung, wodurch insgesamt 3 Menschen getötet und ein 2 × 3 m² großes Loch in den Rumpf gerissen wurde. Das Flugzeug wurde irreparabel beschädigt.[369]

- 22. Februar – Eine Curtiss C-46A-45-CU Commando der bolivianischen SAVCO (Servicios Aereos Virgen de Copacabana) (CP-1052) stürzte 8 Kilometer südwestlich von San Francisco de Moxos (Bolivien) ab. In schwerer Turbulenz rissen Seile, welche die Fracht sichern sollten. Die Verschiebung der Fracht führte dazu, dass der Schwerpunkt außerhalb der zulässigen Grenzen geriet und das Flugzeug unkontrollierbar wurde. Die Maschine war auf dem Weg vom Flughafen Trinidad zum Flughafen Oruro. Alle 7 Insassen, drei Besatzungsmitglieder und 4 Passagiere, kamen ums Leben.[370]

- (A) 3. März – Kurz nach dem Start vom Flughafen Paris-Orly stürzte die DC-10 der Türk Hava Yolları (Turkish Airlines) (TC-JAV) ab. Ursache war die nicht sachgemäß verschlossene hintere Frachttür, die sich während des Steigflugs öffnete und abfiel. Der plötzliche Druckabfall zerstörte den Boden im hinteren Teil der Kabine und riss sechs Passagiere ins Freie. Nach dem Ausfall des Triebwerks Nr. 2 und Teilen der Steuerung war die DC-10 nicht mehr kontrollierbar und stürzte bei Ermenonville in ein Waldstück. Alle 346 Insassen kamen ums Leben (siehe auch Turkish-Airlines-Flug 981).[371]

- 3. März – Eine Douglas DC-7CF der irischen Aer Turas (EI-AWG) verunglückte bei der Landung auf dem Flughafen Luton (Vereinigtes Königreich). Nach dem Aufsetzen gelang es nicht, den Umkehrschub der Propeller zu aktivieren. Das Einschalten der (ungeregelten) Notbremse führte zum Blockieren der Räder und zum Platzen der Reifen. Das Frachtflugzeug überrollte das Landebahnende einen Abhang hinunter und wurde irreparabel beschädigt. Alle 10 Insassen, 4 Besatzungsmitglieder und 6 Passagiere, überlebten.[372]

- 7. März – Eine Douglas DC-4-1009 der kongolesischen Air Zaïre (9Q-CBH) schlug in Gemena vor der Landebahnschwelle auf. Das Flugzeug wurde als Totalverlust abgeschrieben. Über Personenschäden ist nichts bekannt.[373]

- 13. März – Eine Convair CV-440 der US-amerikanischen Sierra Pacific Airlines (N4819C) wurde nach dem nächtlichen Start vom Eastern Sierra Regional Airport bei Bishop (Kalifornien) (Inyo County, USA) 8,3 Kilometer südöstlich des Startflughafens in den Bergkamm Poleto Ridge geflogen.[374] Der Unfall ereignete sich bei exzellenten Wetterbedingungen ohne technische Auffälligkeiten an der Maschine. Bei diesem CFIT (Controlled flight into terrain) wurden alle 36 Insassen getötet, vier Besatzungsmitglieder und 32 Passagiere.[375]

- 15. März – Kurz vor dem Start vom Flughafen Teheran-Mehrabad (Iran) brach das rechte Hauptfahrwerk einer Super Caravelle 10B3 der dänischen Sterling Airways (OY-STK) beim Drehen auf der Landebahn ab. Die >Maschine rutschte noch 90 Meter weiter. Der rechte Flächentank fing Feuer. Von den insgesamt 96 Personen an Bord kamen 15 Passagiere ums Leben. Ursache für den Fahrwerksdefekt war ein Ermüdungsbruch in der Tragfläche.[376]

- 22. März – In einer geparkten Sud Aviation Caravelle III der französischen Air Inter (F-BSRY) kam es auf dem Flughafen Bastia (Korsika) zu einer Explosion im vorderen Fahrwerkschacht, die erhebliche Schäden verursachte. Das Flugzeug wurde irreparabel beschädigt. Personen kamen nicht zu Schaden.[377]

- 31. März – Eine Beechcraft Model 99 der US-amerikanischen Air South (N848NS) fing während des Rollens auf dem Malcolm-McKinnon-Flughafen von Brunswick (Georgia) aus ungeklärter Ursache Feuer. Die zweiköpfige Besatzung und ihre beiden Passagiere, die sich auf dem Weg nach Atlanta befanden, konnten die Maschine verlassen; das Flugzeug hingegen wurde zerstört und musste abgeschrieben werden.[378]

- 2. Mai – Eine Jakowlew Jak-40 der sowjetischen Aeroflot (CCCP-87398) verunglückte beim Start auf dem Flughafen Rostow am Don aufgrund eines zu spät eingeleiteten Startabbruchs. Einer der 38 Passagiere starb.[379]

- 4. April – Eine Douglas DC-4/C-54B-20-DO der botswanischen Wenela Air Services (A2-ZER) stürzte 3600 Meter vom Flughafen Francistown (Botswana) entfernt ab. Kurz nach dem Abheben stiegen die Temperaturen aller Triebwerke immer weiter an, es kam zu Fehlzündungen und Zündaussetzern. Die Piloten versuchten, für eine Notlandung zurückzukehren. Die Maschine sank jedoch, kollidierte mit Bäumen und geriet in Brand. Bei dem Unfall wurden 78 der 84 Insassen getötet, drei Besatzungsmitglieder und 78 Passagiere. Nur sechs Menschen überlebten den Unfall. Die Maschine war teilweise fehlbetankt worden, da in einen Treibstofftank Kerosin (Treibstoff für Jets) statt Flugbenzin (AvGas) gefüllt worden war.[380]

- 20. April – Eine Douglas DC-3/C-47A-30-DL der laotischen Air Union (Laos) (XW-TFL) geriet beim Start vom Flughafen Svay Rieng (Kambodscha) von der Startbahn ab und kollidierte mit kleineren Holzhütten. Dort wurden 6 Menschen getötet. Alle Insassen des Flugzeugs, Besatzungsmitglieder und Passagiere, überlebten den Unfall. Die Maschine wurde irreparabel beschädigt.[381]

- (A) 22. April – Eine Boeing 707-321B der US-amerikanischen Pan American World Airways (N446PA) wurde im Anflug auf den Flughafen Denpasar etwa 68 km nordwestlich des Flughafens gegen einen Berg auf der Insel Bali geflogen (CFIT, Controlled flight into terrain). Alle 107 Insassen wurden beim Aufprall getötet (siehe auch Pan-Am-Flug 812).[382]

- 30. April – Eine Fokker F-27-200 Friendship der Burma Airways (XY-ADM) wurde bei der Landung auf dem Flughafen von Bassein (Birma) spät aufgesetzt. Die Maschine überrollte das Ende der Landebahn, woraufhin das Bugfahrwerk zusammenbrach. Alle 40 Insassen überlebten. Das Flugzeug wurde irreparabel beschädigt.[383]

- 2. Mai – Eine Douglas DC-3/C-47 der ecuadorianischen ATESA (HC-AUC) wurde in die Flanke des Vulkans Tungurahua (Ecuador) geflogen. Die Maschine wurde nach dem Start vom Flughafen Pastaza nur auf eine Höhe von 11.500 Fuß geflogen statt auf die Sicherheitsflughöhe von 12.500 Fuß. Die linke Tragfläche schlug gegen den in Wolken gehüllten Vulkan und brach ab, was zum Absturz führte. Beitragend waren die Nichtbefolgung des vorgeschriebenen Kurses, Selbstüberschätzung des Kapitäns und Ablenkung der Flugbesatzung durch die Anwesenheit eines Reiseführers im Cockpit. Durch diesen CFIT (Controlled flight into terrain) wurden von den 25 Insassen 20 getötet, zwei Besatzungsmitglieder und 18 Passagiere.[384]

- (A) 6. Mai – Eine Douglas DC-6A der isländischen Fragtflug (TF-OAE) kollidierte im Anflug auf den Flughafen Nürnberg (Bayern) etwa 4 km vor der Landebahn einige Bäume und stürzte dann in Rückenlage ab. Möglicher Grund war Vereisung; außerdem wurde bei der Obduktion des betrunkenen Kapitäns eine Blutalkoholkonzentration festgestellt, die zwischen 1,2 und 2,5 Promille lag. Alle drei Besatzungsmitglieder, die einzigen Insassen des aus Nizza kommenden Frachtflugs, wurden getötet (siehe auch Flugunfall einer Douglas DC-6 der Fragtflug bei Nürberg).[385]

- 19. Mai – Die Besatzung einer Armstrong Whitworth Argosy 101 des Innenministeriums der Vereinigten Staaten (N891U) versuchte, vom Anchorage-Campbell Airstrip (Alaska, USA) zu starten, ohne dass die Ruderverriegelungen am Höhenruder entfernt worden waren. Als die Piloten schließlich bemerkten, dass die Maschine nicht abhob, brachen sie den Start ab. Das Flugzeug überrollte das Startbahnende um 630 Meter, krachte in einen Wald und fing Feuer. Es wurde zerstört. Alle 6 Besatzungsmitglieder überlebten den Unfall.[386]

- 31. Mai – Die Piloten einer Bristol 170 Freighter Mk. 31E der kanadischen Lambair (CF-QWJ) verloren nach einem Triebwerksausfall die Kontrolle über die Maschine. Diese ging in einen Spiralsturz über und schlug nahe dem Flughafen Rankin Inlet (Kanada) auf dem Eis auf. Beide Piloten, die einzigen Insassen auf dem Flug, kamen ums Leben.[387][388]

- 8. Juni – Eine aus Bucaramanga kommende Vickers Viscount 785D der kolumbianischen Aerolineas TAO (HK-1058) stürzte bei San Cayetano, 13 Kilometer südwestlich des Zielflughafens Cúcuta (Kolumbien) ab. Während des Sinkflugs brach das gesamte linke Höhenleitwerk ab, was zum Kontrollverlust und Absturz mit einem Neigungswinkel von 60° führte. Das Abbrechen war durch einen Ermüdungsbruch am Anschluss der Höhenflosse am Rumpf ausgelöst worden. Alle 44 Insassen, sechs Besatzungsmitglieder und 38 Passagiere, wurden getötet.[389][390]

- 8. Juli – An einer Armstrong Whitworth Argosy 101 der US-amerikanischen Duncan Aviation (N894U) brach bei der Landung auf dem Flugplatz Point Hope (Alaska, USA) das Fahrwerk zusammen. Grund war ein korrosionsbedingter Bruch. Das Flugzeug wurde irreparabel beschädigt. Alle drei Besatzungsmitglieder überlebten den Unfall.[391]

- 10. Juli – Bei einer Tupolew Tu-154 der Egypt Air (SU-AXB) kam es beim Durchstarten hinter der Landebahn 23 am Flughafen Kairo-International zu einem Strömungsabriss. Das Flugzeug stürzte ab, alle 6 Insassen dieses Trainingsfluges starben.[392]

- 15. Juli – Eine Douglas DC-4/C-54A-5-DC der taiwanischen China Airlines, vermietet an Air Cambodge (B-1811), wurde auf dem Flughafen Battambang (Kambodscha) irreparabel beschädigt. Über Personenschäden ist nichts bekannt.[393]

- 24. Juli – Eine Fokker F-27-200 der Air France (F-BPUI) wurde nahe dem Flughafen Nantes in den Boden geflogen, wobei alle drei Menschen an Bord bestehend aus der Besatzung ums Leben kamen.[394]

- 24. Juli – Eine Douglas DC-4 der kolumbianischen Aeronorte (HK-728) flog bei El Libano (Kolumbien) in einer Höhe von etwa 3700 Metern gegen einen Berg. Alle drei Besatzungsmitglieder, die einzigen Insassen des Frachtfluges von Bogotá nach Barranquilla, kamen ums Leben.[395]

- 2. August – Eine Douglas DC-6B Tanker der kanadischen Conair Aviation (CF-PWA) stürzte bei einem Feuerlöscheinsatz nahe dem Flughafen Kamloops (British Columbia, Kanada) ab. Alle 3 Besatzungsmitglieder, die einzigen Insassen, kamen ums Leben.[396]

- 6. August – An einer über Nacht geparkten Fokker F-27-500 der französischen Air Inter (F-BPNF) detonierte auf dem Flughafen Quimper (Département Finistère, Frankreich) eine Bombe unter dem Rumpf, auf der Höhe des Hauptfahrwerks. Die Explosion riss den Rumpf in der Mitte 4 Meter auf. Der obere Rumpf wurde durch die Explosion ebenfalls zertrümmert und die Tragflächen verformt. Die Triebwerke und Verkleidungen wurden verformt und teilweise abgerissen. Über Personenschäden ist nichts bekannt. Das Flugzeug wurde zerstört.[397]

- 7. August – Mit einer Martin 4-0-4 der kolumbianischen Aeroproveedora Proa (HK-1485) wurde im Gegenanflug auf den Flughafen Mariquita (Kolumbien) ein Ausfall des Triebwerks Nr. 1 (links) simuliert, indem die Leistung zurückgenommen wurde. Im Endanflug kam es zu einem Strömungsabriss; die Maschine stürzte 500 Meter südlich vor der Landebahn zu Boden. Von den sechs Insassen auf dem Trainingsflug kamen 2 ums Leben, je ein Besatzungsmitglied und Passagier. Das Flugzeug wurde irreparabel beschädigt.[398]

- 12. August – Eine Douglas DC-3/C-47-DL der kolumbianischen Avianca (HK-508) wurde in den Berg Trujillo geflogen, etwa 100 Kilometer nordöstlich vom Ziel Flughafen Cali (Kolumbien). Die Piloten hatten in Regenwetter die Orientierung verloren und waren in 9670 Fuß (2950 Metern) Höhe mit dem Berg kollidiert. Bei diesem CFIT (Controlled flight into terrain) wurden alle 27 Insassen getötet, drei Besatzungsmitglieder und 24 Passagiere. Das Wrack wurde erst am 31. Oktober gefunden, gut 11 Wochen nach dem Unfall.[399]

- 14. August – Eine Vickers Viscount 749 der Linea Aeropostal Venezolana (LAV) (YV-C-AMX) wurde im Anflug auf den Flughafen Porlamar (Venezuela) in den 5 Kilometer entfernten Hügel Cerro Piache geflogen. Bei diesem CFIT (Controlled flight into terrain) wurden alle 48 Insassen, 4 Besatzungsmitglieder und 44 Passagiere, getötet.[400]

- 26. August – Eine Curtiss C-46 Commando der kambodschanischen Hang Meas Airlines (Luftfahrzeugkennzeichen unbekannt) stürzte kurz nach dem Start südlich der Startbahn in die Bucht von Kompong Som (Kambodscha). Das Flugzeug wurde zerstört. Das Schicksal der zehn Passagiere und zwei Besatzungsmitglieder ist nicht bekannt.[401]

- 26. August – Eine Curtiss C-46F-1-CU Commando der US-amerikanischen Tri-9 Corporation (N9760Z) wurde auf dem Flughafen Phnom Penh (Kambodscha) am Boden bei einem Raketenangriff zerstört. Über Personenschäden ist nichts bekannt.[402]

- 30. August – Eine Lockheed L-100 Hercules der US-amerikanischen Alaska International Air (N100AK) explodierte, als auf dem Flughafen Galbraith Lake (Alaska, USA) die aus Treibstoff bestehende Fracht entladen wurde. Personen kamen nicht zu Schaden. Das Flugzeug wurde zerstört.[403]

- 1. September – Eine Martin 4-0-4 der US-amerikanischen GSD Aircraft Leasing (N40427) geriet auf dem Flughafen Norfolk Regional (Virginia, USA) in Brand und wurde zerstört. Über Personenschäden ist nichts bekannt.[404]

- 8. September – An einer Curtiss C-46D-15-CU Commando der costa-ricanischen Transportes Aéreos de Integración (TAISA) (TI-1010C) fiel ein Triebwerk aus und die Maschine schlug in eine Bergflanke nahe Port-au-Prince ein. Startflughafen war der Flughafen Port-au-Prince (Haiti) gewesen. Alle 4 Insassen, drei Besatzungsmitglieder und ein Passagier, kamen ums Leben.[405]

- (A) 8. September 1974 – Eine Bombenexplosion im hinteren Frachtraum brachte auf dem Flug einer Boeing 707-331B der Trans World Airlines vom Flughafen Athen-Ellinikon zum Rom-Fiumicino die Maschine zum Absturz. Das Flugzeug stürzte 93 km westlich von Kefalonia ins Mittelmeer, alle 88 Personen an Bord starben. Zwei Wochen zuvor hatte es bereits einen Anschlagsversuch auf denselben Flug gegeben (siehe auch Trans-World-Airlines-Flug 841 (1974)).[406]

- 13. September – Eine Boeing 720-025 der dänischen Conair of Scandinavia (OY-DSR) setzte bei einer Landung auf dem Flughafen Kopenhagen-Kastrup zu hart auf. Alle Insassen überlebten. Aufgrund der Schadenshöhe musste das Flugzeug als Totalverlust abgeschrieben werden und wurde im Juli 1975 verschrottet.[407]

- (A) 15. September – Eine Boeing 727-121C der Air Vietnam (XV-NJC) wurde auf dem Flug von Da Nang nach Saigon entführt. Im Anflug auf die als Ausweichflugplatz vorgesehene Phan Rang Air Base kam es im Endanflug zum Kontrollverlust und Absturz. Alle 75 Insassen kamen ums Leben (siehe auch Air-Vietnam-Flug 706).[408]

- 4. Oktober – Eine Douglas DC-6B der belgischen Delta Air Transport (OO-VGB) verunglückte beim Start auf dem Flughafen Southend Municipal (England). Der Flugingenieur hatte das Fahrwerk eingefahren, kurz bevor die Maschine abheben sollte und sich gerade noch auf der Startbahn befand. Alle 105 Insassen, sechs Besatzungsmitglieder und 99 Passagiere, überlebten den Unfall. Das Flugzeug wurde als Totalverlust abgeschrieben.[409]

- 15. Oktober – Eine Curtiss C-46D-15-CU Commando der Royal Air Lao (XW-PBW) stürzte 120 Kilometer nordnordöstlich des Start- und Zielflughafens Vientiane (Laos) ab. Mit der Maschine sollte Ladung über einer unbekannten Abwurfzone in Laos abgeworfen werden. Alle 5 Besatzungsmitglieder, die einzigen Insassen auf dem Frachtflug, kamen ums Leben.[410]

- 27. Oktober – Eine Lockheed L-100 Hercules der US-amerikanischen Alaska International Air (N102AK) befand sich im Anflug auf den Flughafen Bettles (Alaska, USA), als in der Nähe von Old Man's Camp die Hälfte der rechten Tragfläche abbrach und die Maschine abstürzte. Ursache war ein Ermüdungsbruch, der aufgrund mangelhafter Wartung unentdeckt blieb. Alle 4 Besatzungsmitglieder kamen ums Leben.[411]

- (A) 30. Oktober – Eine Lockheed L-188 Electra der kanadischen Panarctic Oils (CF-PAB) wurde beim Rea Point Airfield in der kanadischen Arktis kurz vor der Landung gegen das vereiste Meer geflogen. Zwei Besatzungsmitglieder konnten sich retten, bevor die Maschine im Eismeer unterging. Die übrigen 32 Insassen der Maschine starben (siehe auch Panarctic-Oils-Flug 416).[412][413]

- 20. November – Eine Boeing 747-130 der Lufthansa (D-ABYB) verunglückte beim Start vom Flughafen Nairobi-Embakasi in (Kenia). Ursache war eine Fehlbedienung der Krügerklappen. Diese waren nicht ausgefahren und der zum Steigflug erforderliche Auftrieb wurde daher nicht erreicht. Beim Unfall gab es 59 Tote, davon 30 Deutsche (siehe auch Lufthansa-Flug 540).[414]

- 28. November – Eine Douglas DC-4/C-54B-1-DC der taiwanischen China Airlines (B-1801), betrieben für Air Cambodge, wurde in der Nähe von An Loc (Provinz Bình Phước, Südvietnam) abgeschossen. Die Maschine befand sich auf einem Flug vom Flughafen Phnom Penh zum Flughafen Kai Tak. Alle 3 Besatzungsmitglieder, die einzigen Insassen, kamen ums Leben.[415]

- 1. Dezember – Eine Boeing 727-231 der US-amerikanischen Trans World Airlines (TWA) (N54328) wurde im Anflug auf den Flughafen Washington Dulles International gegen den westlichen Berghang des Mount Weather bei Upperville (Virginia, USA) geflogen. Bei diesem CFIT (Controlled flight into terrain) wurden alle 92 Insassen getötet, 7 Besatzungsmitglieder und 85 Passagiere. Beitragende Faktoren waren das Versagen der Luftfahrtbehörde FAA, seit Jahren bekannte Probleme in den Sprechfunkgruppen zu beheben, missverständliche Anweisungen der Flugsicherung sowie eine mangelhafte Kartendarstellung des Anflugverfahrens.[416]

- 4. Dezember – Eine Douglas DC-8-55F der niederländischen Martinair Holland (PH-MBH) wurde etwa 75 km östlich des Zielflughafens Colombo (Sri Lanka) in 1300 m Höhe gegen einen Berg geflogen. An Bord waren indonesische Moslems auf der Pilgerfahrt nach Mekka. Bei diesem CFIT (Controlled flight into terrain) wurden alle 191 Insassen getötet, neun Besatzungsmitglieder und 182 Passagiere.[417]

- 9. Dezember – Eine für Egypt Air betriebene Iljuschin Il-18D der rumänischen TAROM (YR-IMK) stürzte 20 km nordwestlich des Flughafens Dschidda ins Rote Meer. Kurz nach dem Start war der Kontakt zur Besatzung abgebrochen. Alle 6 Insassen dieses Positionierungsfluges starben.[418]

- 22. Dezember – Eine Canadair CL-44D4-1 der britischen Tradewinds Airways (G-AWSC) sprang bei der Landung auf dem Flughafen Lusaka (Sambia) zweimal wieder in die Luft und setzte dann so hart auf, dass das Federbein des Bugfahrwerk brach. Daraufhin brach im vorderen unteren Frachtraum ein Brand aus. Das Flugzeug wurde irreparabel beschädigt. Alle fünf Besatzungsmitglieder, die einzigen Insassen auf dem Frachtflug, überlebten den Unfall.[419]

- 24. Dezember – Bei einer Handley Page Herald 203 der British Island Airways (G-BBXJ) wurde auf dem Flug von Southampton nach Guernsey aufgrund abnormaler Anzeigen das Triebwerk 2 (rechts) abgestellt. Auf Wunsch der Fluggesellschaft wichen die Piloten zum Flughafen Jersey (Kanalinseln) aus. Bei einer Leistungserhöhung durch den Kapitän, die der Kopilot für einen Durchstartversuch hielt und unaufgefordert das Fahrwerk einfuhr, setzte die Maschine neben der Landebahn auf dem Gras auf, drehte sich um 180 Grad und rutschte rückwärts bis zu einer Straße. Alle 53 Insassen überlebten, 49 Passagiere und 4 Besatzungsmitglieder. Das Flugzeug wurde irreparabel beschädigt.[420][421][422]

- 25. Dezember – Eine Curtiss C-46A-10-CU Commando der laotischen Lane Xang Airlines (XW-PKJ), betrieben für die Cambodian International Airlines, verunglückte bei Bannak (Kambodscha) in einem Wald. Beide Piloten, die einzigen Insassen auf dem inländischen Frachtflug zum Flughafen Phnom Penh, kamen ums Leben.[423]

- 29. Dezember – Eine Antonow An-24RV der rumänischen TAROM (YR-AMD) wurde auf dem Flug von Oradea nach Bukarest im Landeanflug zu einem Zwischenstopp am Flughafen Sibiu in die Lotrolui-Berge geflogen. Bei diesem CFIT (Controlled flight into terrain) wurden alle 33 Insassen getötet, Passagiere und Besatzung. Den Zwischenstopp soll ein hochrangiger lokaler Funktionär gefordert haben.[424]

### 1975
- 2. Januar – Mit einer Douglas DC-4/C-54P der US-amerikanischen Transvall Corp. (Luftfahrzeugkennzeichen N37AP) wurde versucht, von der Davis-Monthan Air Force Base (Arizona, USA) zu starten. Das Flugzeug raste jedoch über das Startbahnende hinaus ohne abzuheben und wurde irreparabel beschädigt. Die Ursache war, dass vor dem Start weder die Ruderverriegelung der Steuerungen entfernt noch die Freigängigkeit der Steuerflächen überprüft worden war. Vergleichbar ist dies mit dem Losfahren mit einem Auto, bei dem das Lenkradschloss verriegelt ist. Außerdem hatte der Kapitän trotzdem den Start nicht abgebrochen. Alle drei Besatzungsmitglieder überlebten den Unfall.[425]

- 7. Januar – Dreißig Minuten nach dem Start einer Convair CV-440-59 der bolivianischen Frigorificos Movima (CP-961) entstand im Triebwerk Nr. 2 (rechts) eine Treibstoffleckage. Weil die Maschine bei der Rückkehr sehr schnell an Höhe verlor und das Funkfeuer San Borja defekt war, wurde eine Sicherheitslandung 45 Kilometer südöstlich des Flughafens San Borja (Bolivien) durchgeführt. Dabei wurde das Flugzeug irreparabel beschädigt. Alle sieben Insassen, drei Besatzungsmitglieder und vier Passagiere, überlebten den Unfall.[426]

- 8. Januar – Eine Douglas DC-3/C-47 der kolumbianischen SATENA (FAC-688) stürzte bei El Doncello (Kolumbien) in einen Hügel, 32 Kilometer ostnordöstlich vom Zielflughafen Florencia entfernt. Alle 23 Insassen, vier Besatzungsmitglieder und 19 Passagiere, kamen ums Leben.[427]

- 9. Januar – Eine de Havilland Canada DHC-6-100 Twin Otter der US-amerikanischen Golden West Airlines (N6383) kollidierte im Anflug auf den Flughafen Los Angeles bei Whittier (Kalifornien, USA) mit einer Cessna 150 der CessnAir Aviation (N11421). Alle 12 Insassen, beide Piloten und 10 Passagiere, kamen ums Leben, ebenso wie die beiden Insassen der Cessna 150.[428]

- 15. Januar –eEne auf einem Positionierungsflug vom Flughafen Berlin-Schönefeld zum Flughafen Budapest befindliche Iljuschin Il-18W der ungarischen Malév (HA-MOH) bei einem versuchten Durchstarten 1.360 Meter hinter der Landebahn des Flughafens Budapest ins Gelände geflogen, wobei alle an Bord befindlichen neun Personen starben. Es wurde vermutet, dass der Flugkapitän bei dichtem Nebel die Landebahnbefeuerung mit der Beleuchtung des Vorfeldes verwechselt hatte (siehe auch Malév-Flug 801A).

- 25. Januar – Eine Fokker F-27-600 der dänischen Maersk Air (OY-APD) verunglückte bei der Landung auf dem Flughafen Vágar (Färöer). Es herrschte ein leichter Seitenwind mit 9 Knoten und eine Rückenwindkomponente von 6 Knoten, als die Maschine immer weiter nach links von der Landebahn abdriftete und schließlich im Gelände 85 Meter daneben aufschlug. Die mit Wasser und Eis bedeckte Landebahn war nur 1100 Meter lang. Das Flugzeug wurde irreparabel beschädigt. Alle 26 Insassen, die vier Besatzungsmitglieder und 22 Passagiere, überlebten den Unfall.[429]

- (A) 30. Januar – Aufgrund eines Stromausfalles konnte die Landebahn des Istanbuler Atatürk-Flughafens nicht befeuert werden. Die Piloten einer aus Izmir ankommenden und im Landeanflug befindlichen Fokker F28 Fellowship 1000 der Türk Hava Yollari (heute Turkish Airlines) (TC-JAP) brachen den Anflug ab und mussten durchstarten. Nach dem Durchstarten wurde die Maschine 30 Kilometer westlich ins Wasser geflogen (Controlled flight into terrain).[430] Alle 42 Menschen an Bord kamen ums Leben.[431] Die Überreste der Maschine wurden erst sieben Jahre später auf dem Grund des Marmarameeres lokalisiert (siehe auch Turkish-Airlines-Flug 345).[432]

- 1. Februar – Eine Vickers Viscount 806 der indonesischen Mandala Airlines (PK-RVM) überrollte auf dem Flughafen Taipeh-Songshan das Landebahnende und kam erst in einem Reisfeld zum Stillstand. Alle Insassen überlebten den Unfall. Das Flugzeug wurde irreparabel beschädigt.[433]

- 3. Februar – Die Piloten einer Hawker Siddeley HS 748-226 der Philippine Airlines (RP-C1028) meldeten zwei Minuten nach dem Start vom Flughafen Manila (Philippinen) einen Brand im Triebwerk Nr. 2 (rechts). Während der Rückkehr wurde die Freigabe zum Anflug auf Landebahn 06 erteilt, jedoch stürzte das Flugzeug 4,8 Kilometer südsüdwestlich davon in ein Reisfeld. Alle 33 Insassen, vier Besatzungsmitglieder und 29 Passagiere, kamen ums Leben. Nach einer anderen Quelle überlebten zwei Passagiere.[434][435]

- (A) 3. Februar – Nach der Landung einer Boeing 747 der Japan Airlines (JAL) auf dem Flughafen Kopenhagen mussten 197 Menschen wegen schwerer Lebensmittelvergiftungen behandelt werden, davon 144 stationär. Ein Koch der JAL am Flughafen Anchorage hatte Schinkenomelettes durch Infektionen an seinen Fingern mit Staphylokokken verunreinigt. Die Lagerungsmethoden der Lebensmittel am Flughafen Anchorage und bis zum Servieren hatten die Vermehrung der Bakterien begünstigt. Die Piloten hatten nichts von dieser Mahlzeit gegessen. Nach den Zwischenfällen beging der Catering-Manager von JAL in Anchorage Suizid. Die Federal Aviation Administration änderte ihre Bestimmungen, so dass zwei Piloten desselben Fluges Mahlzeiten essen sollten, die durch zwei Köche zubereitet wurden (siehe auch Lebensmittelvergiftungen bei der Japan Air Lines)

- 16. Februar – An einer Douglas DC-6BF der US-amerikanischen Pacific Alaska Airlines (N77DG) verloren kurz nach dem Start von der Startbahn 10 am Flughafen Fairbanks (Alaska, USA) drei Triebwerke die Leistung. Beim Versuch der Rückkehr stürzte die Maschine 2 Kilometer nördlich der Landebahn 19 ab. Offensichtlich war das Flugbenzin verunreinigt gewesen. Alle 3 Besatzungsmitglieder, die einzigen Insassen auf dem Frachtflug, kamen ums Leben.[436]

- 19. Februar – Eine Jak-40 der deutschen General Air (D-BOBD) wurde bei der Landung auf dem Flughafen Saarbrücken (Saarland) seitlich von der Landebahn weggesteuert, um ein Überrollen des Landebahnendes in einen steilen Abhang zu verhindern. Die mit 16 Passagieren besetzte Maschine durchbrach einen Zaun und kollidierte mit Bäumen. Außer dem schwerverletzten Flugkapitän kamen keine Personen zu Schaden. Das Flugzeug wurde zum Totalschaden.[437]

- 22. Februar – Eine Canadair CL-44/CC-106 Yukon der kolumbianischen Aerocondor Colombia (HK-1972) streifte 10 Kilometer vom Startflughafen Bogota-Eldorado entfernt einen Baum und stürzte 1200 Meter weiter in einen Berg. Alle fünf Besatzungsmitglieder der Frachtmaschine wurden getötet.[438]

- (A) 27. Februar – An einer Embraer EMB 110C der brasilianischen Viação Aérea São Paulo (PP-SBE) kam es kurz nach dem Start vom Flughafen São Paulo–Congonhas zu einem Triebwerksausfall. Der Kapitän flog eine Linkskurve, konnte jedoch die Höhe nicht halten. Es kam zum Kontrollverlust, die Maschine stürzte 1,5 Kilometer nordwestlich des Flughafens in eine Häuserreihe im Stadtgebiet von São Paulo und explodierte. Dabei kamen alle 15 Insassen der Embraer ums Leben. Die Ursache für den Triebwerksausfall konnte nicht festgestellt werden. Es handelte sich um den ersten Zwischenfall mit einer Embraer EMB 110 (siehe auch VASP-Flug 640).

- Im März 1975 (genaues Datum unbekannt) verunglückte eine Vickers Viscount 806 der Royal Air Lao (XW-TDN) beim Startversuch auf dem Flughafen Phnom Penh-Pochentong (Kambodscha). Ein Mensch ohne Pilotenlizenz hatte versucht, mit der Viscount zu starten. Alle 4 Insassen wurden getötet.[439]

- 12. März – Eine Douglas DC-4/C-54D-5-DC der Air Vietnam (XV-NUJ) stürzte 25 Kilometer südwestlich von Pleiku (Südvietnam) ab. Die Maschine war auf einem internationalen Linienflug von Vientiane (Laos) nach Saigon. Alle 26 Insassen, sechs Besatzungsmitglieder und 20 Passagiere, kamen ums Leben. Aufgrund der Kämpfe im Absturzgebiet konnte das Wrack nicht untersucht werden.[440]

- 18. März – Die de Havilland Canada DHC-6-100 Twin Otter ST-ADB der Sudan Airways stürzte bei Singa im Dinder-Nationalpark, Sudan ab. Ein Passagier überlebte, die anderen fünf Insassen wurden getötet. Die Maschine wurde zerstört.[441]

- 26. März – Eine Douglas DC-3/C-47A-90-DL der taiwanischen China Airlines (B-1553) stürzte nach einer Flugzeugkollision in der Luft mit einer Cessna O-1 Bird Dog nahe dem Flughafen Kompong Som (Kambodscha) ab. Über Personenschäden ist nichts bekannt.[442]

- 26. März – Mit einer Convair CV-440-86 der bolivianischen Servicio Aéreo San Francisco (CP-1078) wurde bei der Landung auf dem 2515 Meter hoch gelegenen Flugplatz Cerdas (Departement Potosí, Bolivien) eine Bauchlandung mit eingefahrenem Fahrwerk gemacht. Dabei wurde das Flugzeug irreparabel beschädigt. Alle drei Besatzungsmitglieder, die einzigen Insassen auf dem Flug, überlebten den Unfall.[443]

- 27. März – Eine Curtiss C-46A-45-CU Commando des US-amerikanischen Fairbanks Air Service (N4860V) setzte kurz vor der Landebahn am Flughafen Deadhorse (Alaska, USA) auf. Das rechte Hauptfahrwerk brach ab und es wurde ein Durchstarten eingeleitet. Das Triebwerk Nr. 2 reagierte nicht; der Propeller wurde in die Segelstellung gebracht und die Besatzung entschied sich für eine Bauchlandung. Das Flugzeug rutschte noch 460 Meter weit, bevor es auf der Landebahn zum Stillstand kam. Die Maschine wurde irreparabel beschädigt. Beide Piloten, die einzigen Insassen auf dem Frachtflug, überlebten den Unfall.[444]

- 9. April – Beim Start einer Fokker F28-1000 Fellowship der italienischen Itavia (I-TIDA) vom Flughafen Bergamo (Italien) kam es zu einem Strömungsabriss. Das Flugzeug sank auf die Startbahn zurück und blieb 200 Meter vor deren Ende liegen. Alle 31 Insassen überlebten den Unfall. Die Maschine wurde zum Totalschaden.[445]

- 10. April – Eine Douglas DC-4/C-54A-5-DO der Royal Air Lao (XW-PKH) wurde auf dem Flughafen Phnom Penh (Kambodscha) bei einem Angriff von Terroristen der Roten Khmer zerstört. Über Personenschäden ist nichts bekannt.[446]

- 24. April – Eine Curtiss C-46D-10-CU Commando der bolivianischen SAVCO (Servicios Aereos Virgen de Copacabana) (CP-1063) wurde in 4350 Metern Höhe in den Berg Machu Sayari geflogen. Die Maschine befand sich im Sinkflug zum Flughafen Cochabamba (Bolivien). Das Flugzeug war auf einem Flug nach Sichtflugregeln, die Piloten flogen jedoch in Instrumentenflugbedingungen, also in Wolken. Durch diesen CFIT (Controlled flight into terrain) wurden alle 3 Besatzungsmitglieder getötet, die einzigen Insassen.[447]

- 3. Mai – Eine Douglas DC-3/C-47 der kolumbianischen SATENA (FAC-663) flog 8 Minuten vor der Ankunft am Flughafen Cúcuta (Kolumbien) in hügeliges Gelände. Die Maschine befand sich auf dem Eröffnungsflug der neuen Linie von Ocaña nach Cucuta. Alle 4 Besatzungsmitglieder wurden getötet, die drei Passagiere überlebten den Totalschaden.[448]

- 10. Mai – An einer Bristol 170 Freighter Mk. 21E der australischen Air Express (VH-SJQ) fiel das linke Triebwerk aus. Die Höhe konnte nicht gehalten werden, und nach gut 30 Minuten schlug das Flugzeug 4,6 Kilometer südöstlich von Cape Paterson (Victoria (Australien)) auf dem Wasser auf, zerbrach und sank in eine Wassertiefe von 40 Meter. Beide Piloten, die einzigen Insassen auf dem Frachtflug, kamen ums Leben.[449][450]

- 10. Mai – An einer Hawker Siddeley HS 748-222 der Philippine Airlines (RP-C1029) platzte während des Einfahrvorgangs des Fahrwerks nach dem Start vom Flughafen Manila (Philippinen) ein Reifen. Dies führte zum Ausfall des Triebwerks Nr. 1 (links). Bei der Notlandung in einem Reisfeld in einem Vorort Manilas wurde das Flugzeug irreparabel beschädigt. Alle 43 Insassen überlebten den Unfall, zwei wurden verletzt.[451][452]

- 11. Mai – Eine Lockheed L-1049H Super Constellation der US-amerikanischen Aircraft Specialties (N45516) wurde bei einer Notlandung in der Wüste nahe dem Startflugplatz Mesa-Falcon Field (Arizona) (nicht zu verwechseln mit Phoenix-Mesa Gateway Airport) zerstört. Kurz nach dem Start fielen alle vier Triebwerke aus, bedingt durch Überhitzung wegen fehlender Anti-Detonations-Flüssigkeit. Alle 6 Insassen, 3 Besatzungsmitglieder und 3 Passagiere, wurden getötet.[453]

- 11. Mai – Eine Vickers Viscount 769D der uruguayischen PLUNA (CX-AQO) geriet bei der Landung auf dem Flughafen Buenos Aires–Jorge Newbery (Argentinien) von der Landebahn ab und geriet in schlammigen Untergrund. Alle 57 Insassen, die fünf Besatzungsmitglieder und 52 Passagiere, überlebten den Unfall. Das Flugzeug wurde allerdings irreparabel beschädigt.[454][455]

- 3. Juni – Eine Lockheed L-1049H Super Constellation der US-amerikanischen Sky Truck International (N6931C) wurde bei einer Notlandung auf dem Flughafen Pointe-à-Pitre (Guadeloupe) irreparabel beschädigt und 1979 verschrottet. Über Personenschäden ist nichts bekannt.[456]

- 6. Juni – Eine Curtiss C-46F-1-CU Commando der bolivianischen Trans Aéreos Illimani (TAI) (CP-941) verunglückte beim Start vom Flugplatz San Borja (Bolivien), nachdem die Piloten die Kontrolle über das Flugzeug verloren hatten. Alle vier Insassen überlebten den Unfall. Das Flugzeug wurde zerstört.[457]

- 9. Juni – Bei einer Curtiss C-46A-40-CU Commando der bolivianischen Frigorifico Santa Rita (CP-855) ließen sich im Anflug auf den Flughafen Riberalta (Bolivien) das linke Hauptfahrwerk und das Spornrad nicht ausfahren. Beim Versuch, das Fahrwerk manuell auszufahren, brach der entsprechende Hebel ab. Es kam zu einer Bauchlandung. Das Flugzeug wurde irreparabel beschädigt. Alle Insassen überlebten.[458]

- 12. Juni – An einer Boeing 747-128 der Air France (N28888) platzte auf dem Flughafen Bombay (Indien) bei der erforderlichen 180°-Drehung am Startbahnanfang ein Reifen des Hauptfahrwerks. Während des Startlaufs platzte auch der benachbarte Reifen, woraufhin die Räder und Bremsen auf der Startbahn schleiften und ein Feuer auslösten. Ein Startabbruch mit verspätetem Abstellen der Triebwerke sowie extrem lange Verzögerungen beim Einsatzbeginn der Flughafenfeuerwehr ließen das Feuer zunehmen und führten zur Zerstörung des Flugzeugs. Alle 394 Insassen, 18 Besatzungsmitglieder und 376 Passagiere, überlebten den Unfall.[459]

- 17. Juni – Die Piloten einer Hawker Siddeley HS 748-235 2A der brasilianischen VARIG (PP-VDN) landeten auf dem Flughafen Pedro Afonso (Brasilien) mit weit überhöhter Geschwindigkeit und setzten das Flugzeug erst auf den letzten 300 Metern der Landebahn auf. Das Flugzeug raste über eine Straße und krachte in ein Haus. Von den 15 Insassen wurden ein Besatzungsmitglied sowie weitere 3 Menschen am Boden getötet.[460]

- 17. Juni – Eine Sud Aviation Caravelle VI-N der Indian Airlines (VT-DVJ) setzte bei der Landung auf dem Flughafen Bombay (Indien) erst sehr spät auf der regennassen Landebahn auf. Trotz voller Bremsleistung und Benutzung des Bremsschirms gelang es nicht, das Flugzeug rechtzeitig zu stoppen. Die Benutzung des (nicht regelbaren) Notbremssystems blockierte die Räder, so dass alle Reifen des Hauptfahrwerks platzten. Schließlich schwenkte der Kapitän das Flugzeug scharf auf dem Überroll-Bereich, was zum Abscheren des Backbordfahrwerks und anderen strukturellen Schäden am Flugzeug führte. Alle 93 Insassen, sechs Besatzungsmitglieder und 87 Passagiere, überlebten den Unfall.[461]

- 22. Juni – Mit einer Handley Page Herald 101 der kolumbianischen Lineas Aereas La Urraca (HK-715) musste nach dem Ausfall des Triebwerks 2 (rechts) bei La Libertad (Kolumbien) eine Notlandung auf Gras durchgeführt werden. Alle 3 Insassen, die beiden Piloten und der einzige Passagier, überlebten.[462]

- (A) 24. Juni – Eine Boeing 727-225 der US-amerikanischen Eastern Air Lines (N8845E), planmäßig aus New Orleans kommend, wurde im Anflug auf den John F. Kennedy International Airport, New York (USA) durch eine Windscherung (Downburst) zu Boden gedrückt. Die Verkehrsmaschine zerbrach beim Aufprall und fing Feuer. Von den 124 Menschen an Bord starben 113. Wissenschaftliche Analysen gehen bei der Unfallursache statt eines Blitzschlages von einer Windscherung (Downburst) aus.[463]

- 30. Juni – Eine Douglas DC-4 der kolumbianischen Taxi Aéreo El Venado (HK-1309) verunglückte in hügeligem Gelände 27 Kilometer von Saravena (Kolumbien) entfernt. Die Maschine war auf einem Inlandsflug von Cúcuta nach Tame. Alle 3 Besatzungsmitglieder des Frachtfluges kamen ums Leben.[464]

- (A) 2. Juli – An einer Beech 99 der französischen Touraine Air Transport (TAT) (F-BTQE) kam es beim Start vom Flughafen Nantes zu einem Ausfall und Brand des Triebwerks Nr. 2 (rechts). Beim Versuch der Rückkehr stürzte die Maschine auf eine Eisenbahnlinie. Alle 8 Insassen, darunter die beiden Piloten und sechs Passagiere, kamen bei diesem Unfall ums Leben (siehe auch Flugunfall der Touraine Air Transport in Nantes).[465]

- 10. Juli – Ein Frachtflugzeug des Typs Lockheed L-188AF Electra der kolumbianischen Aerocondor Colombia (HK-1976) drehte kurz nach dem Abheben vom Flughafen Bogota-Eldorado plötzlich nach rechts, sank zurück und stürzte in eine Douglas DC-6 der Aerocosta (HK-756). Beide Flugzeuge fingen Feuer und wurden zerstört. Zwei der vier Besatzungsmitglieder an Bord der Electra kamen ums Leben.[466][467]

- 16. Juli – An einer Douglas DC-4 der kolumbianischen Aerotal Colombia (HK-654) brach bei der Landung auf dem Flughafen von Arauca (Kolumbien) das Bugfahrwerk zusammen. Das Flugzeug wurde irreparabel beschädigt. Alle acht Insassen überlebten.[468]

- 31. Juli – Eine Vickers Viscount 837 der taiwanischen Far Eastern Air Transport (B-2029) verunglückte bei der Landung auf dem Flughafen Taipeh-Songshan (Taiwan). Bei der vom Flughafen Hualien kommenden Maschine kam es in einem Starkregenfeld zu einem Strömungsabriss; das Flugzeug stürzte auf die Landebahn. Von den 75 Insassen starben 27, es überlebten 48.[469]

- (A) 3. August – Eine Boeing 707 der jordanischen Alia (JY-AEE), auf einem Charterflug für Royal Air Maroc von Frankreich kommend, wurde im Anflug auf den Flughafen Agadir-Inezgane, Marokko, 40 Kilometer vor dem Ziel in 700 Meter Höhe gegen einen Berg geflogen. Bei diesem CFIT (Controlled flight into terrain) wurden alle 188 Menschen an Bord getötet (siehe auch Flugunfall bei Agadir).[470]

- 3. August – Eine auf Robert L Vaughn privat zugelassene US-amerikanische Convair CV-240-23 (N77WA) wurde bei einer Bauchlandung in Belize City (Belize) irreparabel beschädigt. Über Personenschäden ist nichts bekannt.[471]

- 8. August – An einer Curtiss C-46F-1-CU Commando der US-amerikanischen Rich International Airways (N4873V) fielen im Anflug auf den Flughafen Aguadilla-Borinquen (Puerto Rico, USA) beide Triebwerke wegen Benzinmangels aus. Es kam zu einer Notwasserung 800 Meter nordwestlich des Flughafens in 15 Meter tiefem Wasser. Das Flugzeug war in St. Petersburg nicht aufgetankt worden. Es hatte 4082 kg (9000 lb) Dynamit an Bord. Als Unfallursachen wurden unzureichende Flugvorbereitung, unsachgemäße Entscheidungen und Planungen während des Fluges sowie falsches Management des Treibstoffsystems festgestellt. Beide Piloten, die einzigen Insassen auf dem Frachtflug, überlebten den Unfall.[472]

- 20. August – Um 1:13 Ortszeit (23:13 UTC am 19. August) wurde eine Iljuschin Il-62 der tschechoslowakischen ČSA (OK-DBF) auf dem Linienflug von Prag über Damaskus (Syrien) nach Teheran ins Gelände geflogen. Im Anflug zur Zwischenlandung in Damaskus flog die Maschine bei gutem Wetter ca. 17 Kilometer vor der Landebahn in einen Hügel. Als Ursache werden Fehler bei der Einstellung der Höhenmesser für möglich gehalten. Bei diesem CFIT (Controlled flight into terrain) wurden 126 der 128 Personen an Bord getötet, darunter der polnische Theaterregisseur Konrad Swinarski.[473]

- 30. August – An einer Curtiss C-46F-1-CU Commando der bolivianischen Trans Aéreos Beni (CP-714) fiel drei Minuten nach dem Start vom Flughafen Trinidad (Bolivien) das Triebwerk Nr. 2 (rechts) aus. Beim Versuch der Rückkehr kam es zu einer Notlandung kurz vor dem Flughafen. Das Flugzeug wurde zerstört. Alle drei Besatzungsmitglieder, die einzigen Insassen, überlebten den Unfall.[474]

- 1. September – Eine aus Stuttgart kommende Tupolew Tu-134 der DDR-Fluggesellschaft Interflug (DM-SCD) sank im Landeanflug auf Leipzig (DDR) bei schlechtem Wetter und Sichtweiten unter 500 Meter unter den Gleitpfad des Präzisionsanflugradars. Dabei streifte die Maschine etwa 1 Kilometer vor der Schwelle der Landebahn 10 einen Betonfunkmast und zerschellte am Boden. Bei diesem CFIT (Controlled flight into terrain) wurden 27 der 34 Menschen an Bord getötet, drei Besatzungsmitglieder und 24 Passagiere.[475]

- 15. September – Eine Hawker Siddeley Trident 1E der British Airways Regional Division Northeast (vormals Northeast Airlines) (G-AVYD) verunglückte beim Start auf dem Flughafen Bilbao (Spanien). Die Maschine sollte nach London-Heathrow fliegen; der Start auf der sehr nassen Startbahn wurde erst nach Überschreiten der Entscheidungsgeschwindigkeit V1 abgebrochen. Als der Kapitän erkannte, dass die verbleibende Bremsstrecke nicht ausreichen würde, lenkte er die Maschine nach links von der Bahn ins Gras, wobei sie irreparabel beschädigt wurde. Alle 117 Insassen, sieben Besatzungsmitglieder und 110 Passagiere, überlebten den Unfall.[476]

- 17. September – Während eines Testfluges einer Convair CV-240-4 der Asiatic International Airways aus Singapur mit US-amerikanischer Zulassung (N8329C) fiel das Triebwerk Nr. 1 (links) aus. Nach dessen Abstellen versuchten die Piloten, zum Ausgangspunkt zurückzukehren, dem Flughafen Singapur-Seletar (Singapur). Allerdings setzte dabei auch das Triebwerk Nr. 2 (rechts) dreimal aus, so dass die Piloten gezwungen waren, die Maschine 400 Meter vor der Landebahn notzuwassern, wobei das Flugzeug im 8 Meter tiefen Wasser versank. Beide Besatzungsmitglieder, die einzigen Insassen auf dem Testflug, überlebten den Unfall. Seit der Ankunft der Maschine vier Monate zuvor war daran keinerlei Wartung durchgeführt worden.[477]

- 27. September – Eine Canadair CL-44/CC-106 Yukon der argentinischen Aerotransportes Entre Rios (LV-JSY) überschoss das Startbahnende am Miami International Airport, durchschlug die Flughafenumzäunung, streifte einen VW-Bus, stürzte in einen Kanal, brach auseinander und brannte aus. Sechs der zehn Personen an Bord des Frachtfluges starben, vier Crewmitglieder und zwei Passagiere. Als Unfallursache wurde eine vor dem Start nicht entfernte, provisorische Ruderverriegelung am rechten Höhenruder ermittelt.[478]

- 30. September – Eine Tupolew Tu-154 der ungarischen Fluggesellschaft Malév (HA-LCI) stürzte im Landeanflug auf den Flughafen Beirut 10 Kilometer vor dem Ziel aus bis heute unerklärlichen Gründen ins Mittelmeer. Dabei wurden alle 60 Insassen getötet, 10 Besatzungsmitglieder und 50 Passagiere.[479]

- 30. September – Eine de Havilland Canada DHC-6-200 Twin Otter der kanadischen Northern Thunderbird Air (CF-MHU) wurde bei Kluatantan (British Columbia, Kanada) gegen einen Bergkamm geflogen und stürzte ab. Durch diesen CFIT (Controlled flight into terrain) wurden alle 7 Insassen getötet, beide Besatzungsmitglieder und 5 Passagiere.[480]

- 17. Oktober – Eine Britten-Norman BN-2A-26 Islander der irischen Aer Arann (EI-BBA) verunglückte bei der Landung auf dem Flugplatz Inishmore (Irland) und wurde zerstört. Alle 7 Insassen überlebten den Unfall.[481]

- 19. Oktober – Eine Curtiss C-46A-5-CU Commando der bolivianischen Aerovias Las Minas (CP-992) verunglückte in der Nähe von Trinidad (Bolivien). Nähere Einzelheiten sind derzeit nicht verfügbar. Das Flugzeug wurde irreparabel beschädigt. Alle 3 Besatzungsmitglieder, die einzigen Insassen auf dem Überführungsflug, kamen ums Leben.[482]

- 23. Oktober – Eine De Havilland DH.114 Riley Heron der australischen Connair (VH-CLS) startete im Landeanflug auf den Flughafen Cairns, Queensland (Australien) in der Nähe eines Gewitters durch und stürzte dabei ab. Alle 11 Menschen an Bord starben.[483]

- 27. Oktober – Eine Convair CV-440 der bolivianischen TAM – Transporte Aéreo Militar (TAM-44) wurde nach dem Start vom Flugplatz in Tohomonoco (Bolivien) in die Berge von Cerro Colorado geflogen. Der nur rund 150 km lange Flug sollte zum Flughafen La Paz-El Alto führen. Da die Maschine stark überladen war, gelang es nicht, über die Berge nordöstlich von La Paz zu steigen. Bei diesem CFIT (Controlled flight into terrain) wurden alle 67 Insassen getötet, vier Besatzungsmitglieder und 63 Passagiere. Es war der schwerste Unfall einer Convair CV-440 in ihrer über 65-jährigen Geschichte, gemessen an der Zahl der Todesopfer.[484]

- 30. Oktober – Eine aus Tivat kommende Douglas DC-9-32 der jugoslawischen Adria Airways (YU-AJO) wurde beim Landeanflug acht Kilometer vor dem Flughafen Prag in einen Hügel geflogen. Während des Unfallzeitpunkts herrschte Nebel mit Sichtweiten unter 1500 Meter. Unfallursache war Controlled flight into Terrain. Von den 120 Flugzeuginsassen starben 75.[485]

- 12. November – Eine McDonnell Douglas DC-10-30CF der Overseas National Airways (ONA) (N1032F) brannte nach einem Startabbruch auf dem JFK International Airport aus. Während die Maschine auf der Startbahn beschleunigte, wurde das rechte Triebwerk kurz vor dem Abheben durch Vogelschlag schwer beschädigt. Motorteile durchschlugen die rechte Tragfläche, wodurch Feuer ausbrach. Die Besatzung versuchte ein Überrollen des Bahnendes zu verhindern, indem sie das Flugzeug mit hoher Geschwindigkeit in einen Rollweg lenkte. Hierbei brach das Fahrwerk. Die DC-10 sollte nach Saudi-Arabien überführt und dort im Auftrag von Saudi Arabian Airlines betrieben werden. An Bord befanden sich 139 Personen, allesamt Angestellte der ONA. Sie konnten sich nahezu unverletzt in Sicherheit bringen.[486]

- 18. November – Eine Douglas DC-3/C-47-DL der guatemaltekischen Aviateca (TG-AGA) flog bei regnerischem Wetter mit begrenzter Sicht 2 Kilometer von El Caoba (Guatemala) entfernt ins Gelände. Die Maschine war vom Flughafen Flores (Guatemala) gestartet und verunglückte 25 Kilometer nordöstlich davon. Bei diesem CFIT (Controlled flight into terrain) wurden von den 22 Insassen 15 getötet, alle vier Besatzungsmitglieder und 11 Passagiere.[487]

- (A) 22. November – Eine Antonow An-24B der Balkan Bulgarian Airlines (LZ-ANA) wurde bei Schneefall für einen Flug nach Warna enteist. Nachdem die Maschine zum Start rollte, verzögerte sich der Start, da die Startbahn durch Winterdienstfahrzeuge geräumt wurde. In dieser Zeit verstrich die Wirksamkeitsdauer der durchgeführten Enteisung. Als die Startbahn wieder freigegeben wurde und den Piloten die Startfreigabe erteilt wurde, gewann diese nach dem Start nicht an Höhe und stürzte hinter der Startbahn in den Graben des Flusses Iskar. Von den 45 Insassen der Maschine starben der Erste Offizier und zwei Passagiere, die nach dem Aufprall im Fluss ertranken.

### 1976
- Im Jahr 1976 (genaues Datum unbekannt) wurde eine Convair CV-440-86 der bolivianischen Servicio Aéreo San Francisco (Luftfahrzeugkennzeichen CP-1008) an einem unbekannten Ort in Bolivien irreparabel beschädigt. Über Personenschäden ist nichts bekannt.[488]

- 1. Januar – Im vorderen Gepäckraum einer Boeing 720 der libanesischen Middle East Airlines (MEA) (OD-AFT) explodierte auf dem Flug von Beirut nach Dubai eine Bombe. Das Flugzeug stürzte 37 Kilometer nordwestlich von Qaisumah (Saudi-Arabien) in die Wüste, wobei alle 81 Insassen ums Leben kamen.[489]

- 2. Januar – Eine McDonnell Douglas DC-10-30CF der US-amerikanischen Overseas National Airways (N1031F) musste nach einem Unfall auf dem Flughafen Istanbul-Yeşilköy als Totalverlust abgeschrieben werden. Das Flugzeug, das als Ersatz für die zuvor verunglückte Maschine für Saudi Arabian Airlines zum Einsatz kam, sollte Haddsch-Pilger zurück nach Ankara bringen, musste aber wetterbedingt nach Istanbul ausweichen. Dort führten die Piloten den Anflug zu niedrig durch. Die Maschine schlug kurz vor der Landebahnschwelle auf. An Bord befanden sich 364 Passagiere und 13 Besatzungsmitglieder. Alle Insassen überlebten, lediglich ein Besatzungsmitglied wurde verletzt.[490]

- 3. Januar – Eine Tupolew Tu-124V der sowjetischen Aeroflot (CCCP-45037) stürzte 7 Kilometer westlich des Startflughafens Moskau-Wnukowo (Sowjetunion) ab. Unmittelbar nach dem Start von der Startbahn 24 geriet das Flugzeug in Wolken. Kurz darauf fielen beide künstlichen Horizonte aus. Die Piloten hatten keine visuellen Anhaltspunkte außerhalb des Flugzeugs mehr und verloren das Lagebewusstsein. Das Flugzeug neigte sich nach links, bis der Rollwinkel etwa 95 Grad erreichte. Mit einer Sinkgeschwindigkeit von 50 m/s schlug das Flugzeug auf dem Boden auf und zerstörte mehrere Häuser. Alle 61 Insassen, Besatzungsmitglieder und Passagiere, kamen ums Leben. In einem der Häuser wurde ein weiterer Mensch getötet. Dies war der schwerste Unfall einer Tu-124, gemessen an der Zahl der Todesopfer.[491]

- 7. Januar – Eine Vickers Viscount 806 der indonesischen Mandala Airlines (PK-RVK) überrollte am Flughafen Manado das Ende der nassen Landebahn um 180 Meter und wurde irreparabel beschädigt. Alle 16 Insassen überlebten den Unfall.[492]

- 15. Januar – Eine Douglas DC-4/C-54A der kolumbianischen Taxi Aéreo El Venado (HK-172) streifte 30 Kilometer östlich von Chipaque (Kolumbien) in einer Höhe von 3.540 Metern (11.600 Fuß) einen wolkenverhangenen Berg und stürzte 800 Meter tief in eine Schlucht. Die Maschine befand sich auf einem Inlandsflug vom Flughafen Bogota-Eldorado nach La Macarena (Kolumbien). Durch diesen CFIT (Controlled flight into terrain) wurden alle 13 Insassen getötet, drei Besatzungsmitglieder und 10 Passagiere.[493]

- 17. Januar – Bei einer Handley Page Herald 401 der Malaysischen Luftstreitkräfte (FM1025) ließ sich im Anflug auf die Luftwaffenbasis Kuala Lumpur-Simpang das linke Hauptfahrwerk nicht ausfahren. Die Piloten wichen zum geeigneteren Flughafen Kuala Lumpur-Subang (Malaysia) aus. Dort wurde eine kontrollierte Bauchlandung durchgeführt. Das Flugzeug wurde irreparabel beschädigt und ausgeschlachtet. Alle 25 Insassen überlebten.[494][495]

- 20. Januar – Eine Hawker Siddeley HS-748-246 Srs. 2A der TAME Ecuador (HC-AUE/FAE 683) kollidierte kurz nach dem Start vom Flughafen Catamayo (Loja, Ecuador) mit Bäumen und anschließend mit einem Berg. Von den 42 Insassen kamen 34 ums Leben, alle sechs Crewmitglieder und 28 Passagiere.[496]

- 21. Januar – Eine Antonow An-24 der chinesischen CAAC (B-492) verunglückte im Anflug auf den Flughafen Changsha-Datuopu (China). Alle 40 Insassen kamen ums Leben.[497]

- (A) 22. Januar – Eine Embraer EMB 110 der Transbrasil (PT-TBD) verunglückte beim Start in Chapecó. Ein Kieselstein hatte einen Reifen perforiert, bei der anschließenden Bremsung blockierten die Räder, woraufhin die Maschine in einen Graben schlitterte und in Brand geriet. Bei dem Unfall starben sieben der neun Insassen (siehe auch Transbrasil-Flug 107).[498]

- 23. Januar – Eine Hawker Siddeley HS 748-216 2A der Bouraq Indonesia Airlines (PK-IHD) kam bei der Landung auf dem Flughafen Mutiara (Indonesien) von der Landebahn ab und schlug in einen größeren Sandhaufen ein, der für die Reparatur der Bahn vorgesehen war. Die linke Tragfläche brach außerhalb des linken Triebwerks ab. Das Flugzeug wurde irreparabel beschädigt. Alle 32 Insassen, fünf Besatzungsmitglieder und 27 Passagiere, überlebten den Unfall.[499]

- 27. Januar – Eine Douglas DC-6A der Aerotécnicos Asociados de México (XA-RIO) stürzte fünf Minuten nach dem Start 25 Kilometer nördlich des Flughafens Cozumel (Mexiko) ab. Alle 4 Besatzungsmitglieder, die einzigen Insassen auf dem Überführungsflug, kamen ums Leben.[500]

- 2. Februar – Eine Douglas DC-3/C-49J der kanadischen Atlantic Central Airlines (CF-HPM) wurde auf dem Flughafen Saint John (New Brunswick, Kanada) bei einem Gewittersturm zerstört. Das Heck wurde mit solcher Wucht angehoben, dass der Pilotensitz bis auf den Boden durchgedrückt wurde. Außerdem wurde die DC-3 in einige Piasecki H-21-Hubschrauber geschoben. Personen kamen nicht zu Schaden.[501]

- 4. Februar – Eine Douglas DC-6A/B der kolumbianischen LAC Líneas Aéreas del Caribe (HK-1389) stürzte kurz nach dem Start vom Flughafen in Santa Marta (Kolumbien) ins angrenzende Meer. Vorausgegangen waren Triebwerksprobleme. Alle drei Besatzungsmitglieder, die einzigen Insassen des Frachtfluges, kamen ums Leben.[502]

- 8. Februar – An einer Douglas DC-6/YC-112A-DO der US-amerikanischen Mercer Airlines (N901MA) löste sich kurz nach dem Start vom Hollywood Burbank Airport (Kalifornien, USA) ein Propellerblatt des Triebwerks Nr. 3 (rechts innen). Das Propellerblatt zerstörte Pneumatik-, Hydraulik- und Notbremsleitungen ebenso wie Bremsklappenleitungen sowie die elektrische Verkabelung der Propellersteuerung und einiger Motorinstrumente. Nach dem Aufsetzen in Burbank gingen die Propeller nicht in den Umkehrschub und der Kapitän startete trotz der desolaten Situation durch und wollte zum Flughafen Van Nuys (Kalifornien, USA) ausweichen. Dabei fiel auch das Triebwerk Nr. 2 (links innen) aus. Damit konnte der Flugplatz nicht mehr erreicht werden, und nun wurde eine Notlandung auf einem Golfplatz versucht, etwa 1,6 Kilometer südlich vom Flugplatz Van Nuys. Dabei sprang die Maschine dreimal wieder hoch und prallte auf ein 61 cm hohes Betonfundament eines teilweise errichteten Gebäudes. Das Flugzeug kam gegen einen in der Nähe geparkten Wohnwagen zum Stillstand. Bei dem zerstörten Flugzeug handelte es sich um den DC-6-Prototyp, der am 15. Februar 1946 erstmals geflogen war (damalige Typenbezeichnung XC-112A). Von den 6 Insassen wurden 3 Besatzungsmitglieder getötet.[503]

- 25. Februar – An einer Curtiss C-46D-20-CU Commando der Lineas Aereas de Nicaragua (LANICA) (AN-AOC) brach bei der Landung auf dem Flughafen Managua (Nicaragua) das rechte Hauptfahrwerk zusammen. Alle Insassen, Besatzungsmitglieder und Passagiere, überlebten den Unfall. Das Flugzeug wurde irreparabel beschädigt.[504]

- 1. März – Eine Iljuschin Il-14P der rumänischen TAROM (YR-ILO) verunglückte 1169 Meter westlich der Landebahn 09 des Flughafens Hermannstadt (Sibiu) (Rumänien). Nähere Einzelheiten sind derzeit nicht verfügbar. Von den 9 Insassen wurden 6 getötet. Das Flugzeug wurde zerstört.[505]

- 2. März – Eine IAI Arava 201 der bolivianischen TAM – Transporte Aéreo Militar (TAM-76) verunglückte im Dschungel. Die Maschine befand sich auf einem Inlandsflug von Camiri (Bolivien) nach Itaguasurenda. Von den 22 Insassen kamen 19 ums Leben. Das Wrack wurde erst zwei Tage später gefunden.[506]

- 17. März – Eine Curtiss C-46A-35-CU Commando der Lineas Aereas de Nicaragua (LANICA) (AN-BGU) wurde auf dem Flughafen Puerto Cabezas (Nicaragua) irreparabel beschädigt. Nähere Einzelheiten sind derzeit nicht verfügbar. Alle Insassen überlebten den Unfall.[507]

- 19. März – Eine Jakowlew Jak-40 der Syrian Arab Airlines (YK-AQC) wurde auf dem Flughafen Beirut (Libanon) während des Einsteigevorgangs von der Granate einer Panzerfaust getroffen. Der schon an Bord befindliche libanesische Ministerpräsident Raschid Karami überlebte ebenso wie alle anderen Insassen die Explosion und das ausgebrochene Feuer. Das Flugzeug wurde zerstört.[508]

- 24. März – Eine Douglas DC-3/C-47A-90-DL der Royal Air Lao (XW-TAF) wurde auf dem Flughafen Vientiane (Laos) bei einem schweren Sturm irreparabel beschädigt. Über Personenschäden ist nichts bekannt.[509]

- 24. März – Eine Douglas DC-3/C-47A-DL der Royal Air Lao (XW-TDF) wurde auf dem Flughafen Vientiane (Laos) bei einem schweren Sturm irreparabel beschädigt. Über Personenschäden ist nichts bekannt.[510]

- 24. März – Eine Douglas DC-3/C-47B-35-DK der Royal Air Lao (XW-TDR) wurde auf dem Flughafen Vientiane (Laos) bei einem schweren Sturm irreparabel beschädigt. Über Personenschäden ist nichts bekannt.[511]

- 24. März – Eine Douglas DC-4/C-54A-1-DO der Royal Air Lao (XW-PND) wurde auf dem Flughafen Vientiane bei einem schweren Sturm irreparabel beschädigt. Über Personenschäden ist nichts bekannt.[512]

- 24. März – Eine Douglas DC-4/R5D-1 der Royal Air Lao (XW-PNF) wurde auf dem Flughafen Vientiane (Laos) bei einem schweren Sturm irreparabel beschädigt. Über Personenschäden ist nichts bekannt.[513]

- 24. März – Eine Douglas DC-4/C-54A-15-DC der Royal Air Lao (XW-PNI) wurde auf dem Flughafen Vientiane (Laos) bei einem schweren Sturm irreparabel beschädigt. Über Personenschäden ist nichts bekannt.[514]

- 24. März Eine Dornier Do 28A-1 der unter falschen laotischen Kennzeichen fliegenden Continental Air Services (US Central Intelligence Agency, CIA) (XW-PCT) wurde auf dem Flughafen Vientiane (Laos) bei einem schweren Sturm irreparabel beschädigt. Über Personenschäden ist nichts bekannt.[515]

- 2. April – Eine Douglas DC-3/C-47 der kolumbianischen SATENA (FAC-676) stürzte im Anflug auf den Flughafen von Puerto Asís (Kolumbien) in einen See. Von den 16 Insassen kamen 5 ums Leben, ein Besatzungsmitglied und 4 Passagiere.[516]

- 5. April – Eine Boeing 727-81 der US-amerikanischen Alaska Airlines (N124AS) verunglückte bei der Landung auf dem Flughafen Ketchikan. Nach dem Aufsetzen mit Rückenwind, überhöhter Geschwindigkeit und schlechter Bremswirkung entschied sich der Kapitän, durchzustarten. Der Umkehrschub ließ sich jedoch nicht vollständig deaktivieren, so dass keine volle Triebwerksleistung erreicht wurde. Daraufhin wurden die Störklappen erneut ausgefahren und der Durchstartversuch wieder abgebrochen. Das Flugzeug überrollte das Landebahnende um 210 Meter und wurde zerstört. Von den 57 Insassen kam ein Passagier ums Leben.[517]

- (A) 14. April – Im Flug einer Avro 748 der argentinischen Yacimientos Petrolíferos Fiscales (LV-HHB) riss nach einem Strukturversagen die rechte Tragfläche ab. Alle 34 Insassen kamen ums Leben (siehe auch Flugunfall der Yacimientos Petrolíferos Fiscales 1976). Dieselbe Maschine war am 30. August 1962 bereits in einen weiteren tödlichen Zwischenfall verwickelt, zu dem es ebenfalls wegen eines Strukturversagens gekommen war (für diesen Zwischenfall siehe Aerolíneas-Argentinas-Flug 737).

- 22. April – Eine Boeing 720-022 der US-amerikanischen Fluggesellschaft US Global of Florida (N37777) verunglückte im Anflug auf den Flughafen Barranquilla (Kolumbien). Die Maschine schlug vor der Landebahn im Gelände auf. Alle vier Besatzungsmitglieder, die einzigen Insassen auf dem Frachtflug, überlebten den Unfall.[518]

- (A) 27. April – Eine Boeing 727-95 der US-amerikanischen American Airlines (N1963) schoss über das Landebahnende am Flughafen Saint Thomas, Amerikanische Jungferninseln hinaus und prallte auf eine Straßenböschung. Vorausgegangen war ein sehr spätes Aufsetzen, die Einleitung des Durchstartens und dann wieder dessen Abbruch, alles auf einer nur 2134 Meter langen Landebahn. Dabei wurden 37 der 88 Insassen getötet (siehe auch American-Airlines-Flug 625).[519]

- 2. Mai – Eine Convair CV-640 der Air Algérie (7T-VAH) wurde auf dem Flughafen Djanet-Inedbirene (Algerien) irreparabel beschädigt. Nähere Einzelheiten sind nicht bekannt. Personen kamen nicht zu Schaden. Das Flugzeug war von 1957 bis 1968 bei Lufthansa als D-ACIB im Einsatz gewesen.[520]

- 2. Mai – Eine Douglas DC-6BF der salvadorianischen TACA International Airlines (YS-35C) setzte bei der Landung auf dem Flughafen Rubelsanto (Guatemala) vor der Landebahn auf und wurde irreparabel beschädigt. Personen kamen nicht zu Schaden.[521]

- 3. Mai – An einer de Havilland Canada DHC-6-300 Twin Otter des kanadischen Herstellers de Havilland Canada (C-GDHA) fiel während des Starts vom Flugplatz Monze (Sambia) das Triebwerk Nr. 2 (rechts) aus. Die Maschine sank und schlug 1000 Meter vom Startbahnende im Gelände auf. Sie war zu einem Vorführflug gestartet. Alle 11 Insassen, ein Besatzungsmitglied und 10 Passagiere, kamen ums Leben.[522]

- (A) 9. Mai – Eine Boeing 747-131(F) der Kaiserlichen Iranischen Luftwaffe (IrAF 5-8104) stürzte im Endanflug auf den Flughafen Madrid-Barajas ab, nachdem ein Blitz in die Maschine eingeschlagen und einen Treibstofftank zur Explosion gebracht hatte. Eine Tragfläche riss dabei ab, woraufhin die Maschine unkontrolliert zu Boden ging. Bei dem Unfall kamen alle 16 Personen an Bord der Maschine ums Leben (siehe auch Imperial-Iranian-Air-Force-Flug 48).

- 19. Mai – Im Reiseflug zerlegte sich der Propeller Nr. 1 (links außen) an einer Lockheed L-1049H Super Constellation der US-amerikanischen F & B Livestock Corp (N468C). Dabei schlug er in das Nachbartriebwerk Nr. 2 ein, welches auch abgestellt werden musste. Im Anflug auf den Ausweichflugplatz, den Flughafen Belize International, ließ sich das linke Hauptfahrwerk nicht verriegeln. Nach dem Aufsetzen schlug die linke Tragfläche auf der Landebahn auf. Die Maschine kam knapp 8 Meter vom Landebahnrand zum Stillstand und wurde irreparabel beschädigt. Alle drei Besatzungsmitglieder, die einzigen Insassen auf dem Überführungsflug, überlebten den Unfall.[523]

- 23. Mai – Eine BAC 1-11-527FK der Philippine Airlines (RP-C1161) wurde von sechs islamischen Terroristen auf den Flughafen Zamboanga auf Mindanao entführt und dort festgehalten. Nach dem Eingreifen der Rettungstruppen eskalierte die Situation und es kam zu einem Schusswechsel und zur Zündung mehrerer Handgranaten durch die Entführer, wobei 10 Passagiere und drei der Terroristen getötet wurden. Die anderen drei wurden zum Tode verurteilt. Das Flugzeug wurde irreparabel beschädigt.[524]

- 4. Juni – Bei einer Lockheed L-188A Electra der philippinischen Air Manila International (RP-C1061) fiel beim Start von der Naval Air Station Guam-Agana (Marianeninseln, USA) kurz vor dem Abheben das Triebwerk Nr. 3 (rechts innen) aus. In etwa 30 Metern Höhe fuhren die Piloten nicht nur das Fahrwerk, sondern auch die Landeklappen ein. Dadurch konnte die Maschine nicht mehr über das ansteigende Gelände hinweg steigen, kollidierte 1500 Meter nordöstlich des Startbahnendes mit einem Hügel und ging in Flammen auf. Alle 45 Insassen, zwölf Besatzungsmitglieder und 33 Passagiere, kamen ums Leben. Außerdem starb eine Person am Boden.[525]

- 27. Juni – Eine Boeing 720-047B der libanesischen Middle East Airlines (MEA) (OD-AGE) wurde auf dem Flughafen Beirut durch Beschuss mit Raketen und Granaten zerstört, kurz nachdem die Passagiere ausgestiegen waren. Eines der drei noch an Bord befindlichen Besatzungsmitglieder wurde getötet.[526]

- 24. Juli – Eine Fokker F-27-100 der Indian Airlines (VT-DMD) schlug bei der Landung auf dem Flughafen Bhubaneswar (Indien) so heftig auf, dass sie wieder in die Luft sprang, steil nach rechts rollte und es zu einem Strömungsabriss kam. Beim Aufschlag auf dem Bugfahrwerk platzte dort ein Reifen, das Flugzeug drehte sich und kam mit abgerissenem rechten Triebwerk und Außenflügel zum Stillstand. Natürlich war das Flugzeug danach irreparabel beschädigt. Alle 23 Insassen, vier Besatzungsmitglieder und 19 Passagiere, überlebten den Unfall.[527]

- (A) 28. Juli – Eine Iljuschin Il-18 der Československé Aerolinie, CSA (OK-NAB) stürzte in den See Zlaté piesky, Slowakei. Von den sechs Crewmitgliedern und 73 Passagieren überlebten nur drei Passagiere (siehe auch ČSA-Flug 001).

- 2. August – Eine intakte Boeing 707-373C der Korean Air Lines (HL7412) flog auf einem Frachtflug der Korean Air nach dem Start vom Flughafen Teheran-Mehrabad gegen einen Berg, da die Piloten nach rechts statt nach links gesteuert hatten. Alle fünf Personen an Bord kamen um.[528]

- 6. August – Ein zur Frachtmaschine umgebauter Bomber des Typs North American TB-25N der Air Chicago (N9446Z) stürzte während einer versuchten Notlandung 1200 Meter westlich des Flughafens Chicago Midway (Illinois, USA) ab. Vorausgegangen waren ein Triebwerksausfall und Feuer an Bord. Die beiden Piloten und eine Person am Boden starben.[529]

- (A) 15. August – Eine Vickers Viscount 785D der ecuadorianischen SAETA (HC-ARS) verschwand mit 59 Menschen an Bord auf ihrem Flug von Quito nach Cuenca. Die Maschine war in 5500 Meter Höhe in die Ostflanke des 6263 Meter hohen Vulkans Chimborazo geflogen worden. Erst am 17. Oktober 2002, nach 26 Jahren, fanden Bergsteiger auf einer selten begangenen Route Überreste von Menschen und der Maschine. Bei diesem CFIT (Controlled flight into terrain) wurden alle 59 Insassen getötet, vier Besatzungsmitglieder und 55 Passagiere (siehe auch SAETA-Flug 232).[530]

- 16. August – Eine Boeing 720-047B der kolumbianischen Avianca (HK-723) landete auf dem Flughafen Mexiko-Stadt während des Durchzugs einer Böenwalze. Die Maschine hob wieder ab; es kam zum Strömungsabriss und zum Aufschlag auf dem Bugfahrwerk. Alle 127 Insassen überlebten den Totalschaden.[531]

- 21. August – Eine Convair CV-880 des US-amerikanischen Airtrust Singapore (N48060) konnte beim Start vom Flughafen Singapur-Seletar nicht abgehoben werden, weil der Schwerpunkt der Maschine durch gravierende Falschberechnungen so weit vor dem zulässigen Bereich lag, dass ein Abheben nicht möglich war und die Maschine das Startbahnende überrollte. Dabei brach das Bugfahrwerk zusammen und das Flugzeug wurde irreparabel beschädigt. Alle 9 Insassen, vier Besatzungsmitglieder und 5 Passagiere, überlebten den Unfall.[532]

- 28. August – Eine Canadair CC-106 Yukon der Aeronaves del Peru (OB-R-1104) befand sich auf einem Frachtflug von Lima (Peru) nach Caracas (Venezuela). Sie kam nie an ihrem Zielort an und wurde für vermisst erklärt. Es wird vermutet, dass die Maschine in einem bergigen und bewaldeten Gebiet nahe dem Fluss Shanisu, etwa 400 Kilometer nördlich von Lima verunfallt ist. Das Wrack konnte nie lokalisiert werden.[533]

- 28. August – Ein Vietnamese wollte eine Sud Aviation Caravelle III der Air France (F-BSGZ) auf dem Flughafen Tan-Son-Nhat (Südvietnam) entführen. Nach Freilassung von Crew und Passagieren zündete er zwei Handgranaten, wodurch er getötet und das Flugzeug irreparabel beschädigt wurde.[534]

- 7. September – An einer Boeing 707-328 der Air France (F-BHSH), die auf dem Flughafen Ajaccio (Korsika) stand, wurden von sieben maskierten Personen Dynamit-Sprengladungen angebracht und gezündet. Das Flugzeug wurde irreparabel beschädigt. Über Personenschäden ist nichts bekannt.[535]

- 9. September – Eine Jakowlew Jak-40 der sowjetischen Aeroflot (СССР-46518) kollidierte mit einer Antonow An-24 derselben Gesellschaft (СССР-46518) über dem Schwarzen Meer in der Nähe von Anapa. Alle 70 Insassen beider Maschinen starben.[536][537]

- (A) 10. September – Zwei Flugzeuge, eine Douglas DC-9 der jugoslawischen Inex Adria Aviopromet und eine Hawker Siddeley HS-121 Trident der British Airways, kollidierten bei Zagreb, Jugoslawien, in der Luft. Es gab 176 Tote, davon 27 Deutsche (siehe auch Flugzeugkollision von Zagreb).

- 16. September – Eine Curtiss C-46D-15-CU Commando der kolumbianischen Aerosucre (HK-1282) verschwand auf dem Flug von Barranquilla zum Flughafen Aruba (Königreich der Niederlande) vor der Küste Arubas. Beide Piloten, die einzigen Insassen auf dem Frachtflug, blieben vermisst.[538]

- 19. September – Auf dem Weg von Istanbul nach Antalya wurde eine Boeing 727-2F2 der Türk Hava Yollari (TC-JBH) in den Hang eines Hügels bei Karatepe in Isparta geflogen. Durch diesen CFIT (Controlled flight into terrain) wurden alle 154 Insassen getötet, acht Besatzungsmitglieder und 146 Passagiere.[539]

- 22. September – Eine de Havilland Canada DHC-6-100 Twin Otter der kanadischen Airwest Airlines (C-FAWF) wurde nach dem Start vom Wasserflugplatz Bella Bella/Shearwater (British Columbia, Kanada) beim Steigflugverfahren aus einem engen Tal heraus in eine Baumgruppe geflogen, um einen bevorstehenden Strömungsabriss zu verhindern. Durch diesen CFIT (Controlled flight into terrain) wurde von den 19 Insassen 1 Passagier getötet.[540]

- 4. Oktober – Eine Douglas DC-7CF der in Mali registrierten Emirates Air Transport (TZ-ARC) wurde im Anflug auf den Flughafen Nairobi-Embakasi (Kenia) gegen das 5199 Meter hohe Mount-Kenya-Massiv geflogen. Die Maschine befand sich auf einem Überführungsflug. Durch diesen CFIT (Controlled flight into terrain) wurden alle 4 Besatzungsmitglieder, die einzigen Insassen, getötet.[541]

- 6. Oktober – Eine vom Airport Barbados gestartete Douglas DC-8-43 der Cubana (CU-T1201) wurde durch einen Terroranschlag auf dem Weg über den Flughafen Kingston nach Kuba zerstört. Alle 73 Insassen, 48 Passagiere und 25 Besatzungsmitglieder, wurden getötet. Zwei Bomben wurden durch eine CIA-nahe Terrororganisation des Exilkubaners Luis Posada Carriles an Bord gebracht. Die Zündung erfolgte während des Steigflugs, so dass die Maschine acht Kilometer westlich des Startflughafens ins Meer stürzte. Luis Posada Carriles wurde bis heute nicht für seine Tat durch die USA bestraft. Unter den Passagieren befanden sich 24 Mitglieder der kubanischen Fechtmannschaft, die gerade alle Goldmedaillen in der zentralamerikanischen und karibischen Meisterschaft erhalten hatten.[542]

- (A) 12. Oktober – Eine Sud Aviation Caravelle VI-N der Indian Airlines (VT-DWN) verunglückte nach dem Start vom Flughafen Bombay, Indien. Durch die Explosion eines der Rolls-Royce-Avon-Triebwerke wurde die hydraulische Steuerung zerstört, so dass es zum Kontrollverlust und Absturz kam. Alle 95 Insassen kamen ums Leben (siehe auch Indian-Airlines-Flug 171).[543]

- (A) 13. Oktober – Eine Frachtmaschine des Typs Boeing 707 der US-amerikanischen Jet Power, geleast durch Lloyd Aéreo Boliviano (N730JP) stürzte kurz nach dem Abheben vom Flughafen Santa Cruz-El Trompillo auf eine belebte Straße in Santa Cruz, Bolivien. Drei Besatzungsmitglieder und 88 Menschen am Boden starben (siehe auch Flugunfall einer Boeing 707 in Santa Cruz).[544] Es war der bis dahin schwerste Flugunfall in Bolivien.[545]

- 13. Oktober – Eine Douglas DC-6B der Ethiopian Airlines (ET-AAZ) sollte mit einem stillgelegten Triebwerk Nr. 1 (links außen) zu einem Überführungsflug vom Flughafen Asmara (Äthiopien) gestartet werden. Beim Startlauf drehte die Maschine nach links und rammte eine 1 Meter hohen Startbahnmarkierung aus Beton. Das rechte Hauptfahrwerk riss ab, dennoch wurde das Flugzeug abgehoben. Bei der Rückkehr zum Flughafen waren nur noch die zwei verbliebenen Fahrwerke ausgefahren. Die Maschine wich von der befestigten Landebahn ab, kippte auf die rechte Tragfläche und wurde irreparabel beschädigt. Alle 8 Insassen, zwei Besatzungsmitglieder und 6 Passagiere, überlebten den Unfall.[546]

- 25. Oktober – Bei einer Douglas DC-3 Hyper der kolumbianischen Taxi Aéreo El Venado (HK-149) kam es zu einem Ausfall von Triebwerk 1 (links). Beim Versuch der Rückkehr zum Startflugplatz in Yopal (Kolumbien) (El Alcaraván) kam es zu einem Strömungsabriss; die Maschine stürzte 6,5 Kilometer vom Flugplatz entfernt ab und explodierte. Die Maschine befand sich auf einem inländischen Passagier-Linienflug nach Cúcuta. Alle 36 Menschen an Bord wurden getötet, die vier Besatzungsmitglieder sowie 32 Passagiere.[547]

- 30. Oktober – Eine Convair CV-440-88 der US-amerikanischen OMCO Petroleum Co. (N985) verunglückte beim Start vom Flughafen Kairo (Ägypten). Die Maschine fing Feuer und wurde zerstört. Alle Insassen überlebten den Unfall.[548]

- (A) 21. November – Eine Lockheed L-100-20 Hercules der kanadischen Pacific Western Airlines (C-FPWX) stürzte bei Kisangani, Zaire ab. Die Piloten suchten nach einer Möglichkeit, die Maschine bei schlechter Sicht auf dem Flughafen Kisangani-Bangoka notzulanden, als ihre Maschine mit Bäumen und Termitenhügeln kollidierte. Dabei starben fünf von sechs Personen an Bord. Für eine Umkehr zu einem anderen Flughafen war nicht genug Kerosin an Bord (siehe auch Flugunfall der Pacific Western Airlines bei Kisangani).[549]

- 23. November – Eine intakte NAMC YS-11 der griechischen Olympic Airways (SX-BBR) flog nahe Kozani, Griechenland, in einen Berg. Alle 46 Passagiere und vier Besatzungsmitglieder starben. Unfallursache war ein Controlled flight into Terrain (CFIT).[550]

- 16. Dezember – Eine Convair CV-880 der US-amerikanischen Air Trine (N5865) überrollte das Startbahnende auf dem Flughafen Miami (Florida, USA) um 275 Meter, als versucht wurde, den Start abzubrechen, und wurde irreparabel beschädigt. Der Schwerpunkt der Maschine lag durch gravierende Falschbeladung so weit vor dem zulässigen Bereich, dass ein Abheben nicht möglich war und die Maschine schließlich in einem Entwässerungsgraben endete. Alle drei Besatzungsmitglieder, die einzigen Insassen auf dem Frachtflug, überlebten den Unfall.[551]

- 17. Dezember – Beim Flugunfall der Jakowlew Jak-40 CCCP-88208 der sowjetischen Aeroflot, einem Frachtflug von Ust-Kut nach Kirensk, starben alle 7 Insassen.

- 25. Dezember – Eine Boeing 707 der Egypt Air (SU-AXA) stürzte beim Landeanflug in Bangkok (Thailand) etwa 2 Kilometer vor der Landebahn in ein Industriegebiet. Alle 53 Menschen an Bord starben, außerdem 19 Personen aus dem Industriegebiet.

- 30. Dezember – Eine Douglas DC-4/C-54A-1-DO der peruanischen Faucett Perú (OB-R-247) flog sieben Minuten nach dem Start vom Flughafen Trujillo (Peru) in den 27 Kilometer nördlich davon gelegenen Berg Cerro Pintado. Alle 24 Insassen, fünf Besatzungsmitglieder und 19 Passagiere, wurden getötet.[552]

### 1977
- Im Jahr 1977 (genaues Datum unbekannt) wurde eine Douglas DC-7CF der US-amerikanischen Consolidated Air (Luftfahrzeugkennzeichen N73675) an einem unbekannten Ort in South Carolina (USA) irreparabel beschädigt. Über Personenschäden ist nichts bekannt.[553]

- 13. Januar – Eine Tupolew Tu-104 der sowjetischen Aeroflot (CCCP-42369) stürzte durch einen Triebwerksbrand etwa 3 Kilometer vor Erreichen des Flughafens Alma-Ata (UdSSR) ab. Alle 96 Menschen starben.[554]

- (A) 13. Januar – Die Douglas DC-8-62AF-Frachtmaschine JA8054 der Japan Airlines wurde kurz nach dem Start vom Flughafen Anchorage (Alaska, USA) in einen Strömungsabriss geflogen und stürzte zu Boden. Alle fünf Besatzungsmitglieder der Maschine starben, einschließlich des stark betrunkenen US-amerikanischen Kapitäns (siehe auch Japan-Air-Lines-Cargo-Flug 8054).[555]

- 14. Januar – Eine de Havilland Canada DHC-6-300 Twin Otter der kanadischen Northern Thunderbird Air (C-GNTB) wurde mit drei Mann Besatzung und 0 Passagieren an Bord unterwegs vom Flughafen Prince George im Anflug auf den Flughafen Terrace-Kitimat während eines Schneesturms in einen Hügel geflogen. Durch diesen CFIT (Controlled flight into terrain) wurden alle 12 Insassen getötet.[556]

- (A) 15. Januar – Eine durch Linjeflyg von der schwedischen Skyline gemietete Vickers Viscount 838 (SE-FOZ) stürzte beim Anflug auf Stockholm/Bromma auf einen Parkplatz in Kälvesta, einem Vorort von Stockholm. Alle 22 Personen an Bord kamen ums Leben. Einige Autos wurden zerstört und an einigen Wohnhäusern entstanden Brandschäden durch das brennende Flugzeug. Der Unfall wurde durch eine Vereisung der Höhenflosse ausgelöst, die dazu führte, dass das Flugzeug beim Ausfahren der Landeklappen in die Endstellung unsteuerbar wurde. Die schwedischen Piloten waren nicht darüber informiert, dass der Flugzeugtyp für diese Form der Vereisung anfällig war, die in Nordeuropa im Winter des Öfteren vorkommt (siehe auch Linjeflyg-Flug 618).[557]

- 19. Januar – Eine Convair CV-440-86 der bolivianischen North East Bolivian Airways (NEBA) (CP-925) überrollte beim Start auf dem Flugplatz La China (Bolivien) das Startbahnende und wurde irreparabel beschädigt. Die CV-440 hatte ihren Start unter Bedingungen begonnen, die ihre Leistungsgrenzen überschritten: die Länge der Startbahn, das Startgewicht des Flugzeugs und die Umgebungstemperatur. Alle vier Besatzungsmitglieder, die einzigen Insassen auf dem Frachtflug, überlebten den Unfall.[558]

- 20. Januar – Eine Martin 4-0-4 der bolivianischen CAMBA (CP-1317) verunglückte bei der Landung auf dem Flughafen El Peru del Apere (Bolivien). Da der erste Teil der Landebahn durch Rindviecher blockiert war, konnte der Kapitän erst nach der Hälfte der nassen Landebahn aufsetzen. Als das linke Hauptfahrwerk auch noch in ein größeres Schlagloch geriet, brach es zusammen. Die Maschine drehte nach links und überrollte das Landebahnende. Das Flugzeug wurde irreparabel beschädigt. Alle 6 Insassen des Frachtfluges, vier Besatzungsmitglieder und 2 Passagiere, überlebten den Unfall.[559]

- 26. Januar – Bei einer Douglas DC-4/C-54D-5-DC der bolivianischen Frigorifico Reyes (CP-1208) kam es während des Startvorgangs auf dem Flughafen San Borja (Bolivien) zu einem Triebwerksausfall. Aufgrund fehlerhafter Reaktionen der Besatzung geriet die Maschine nach links von der Startbahn ab und kollidierte mit einer geparkten Douglas DC-3. Das Flugzeug wurde irreparabel beschädigt. Alle 7 Insassen des Frachtfluges, drei Besatzungsmitglieder und 4 Passagiere, überlebten.[560]

- Im Februar 1977 (genaues Datum unbekannt) wurde eine Curtiss C-46A-35-CU Commando der bolivianischen Frigorifico Reyes (CP-1009) auf einem unbekannten Flugplatz in Bolivien irreparabel beschädigt. Die näheren Umstände sowie Angaben über Personenschäden sind nicht bekannt.[561]

- Im Februar 1977 (genaues Datum unbekannt) wurde eine Iljuschin Il-18 der chinesischen CAAC (B-204) auf dem Flughafen Shenyang Dongta (China) irreparabel beschädigt. Über Personenschäden ist nichts bekannt.[562]

- Im Februar 1977 (genaues Datum unbekannt) wurde eine Curtiss C-46D-15-CU Commando der bolivianischen Servicios Aéreos Bolivianos - SAB (CP-540) bei der Landung auf dem Flugplatz Espiritu (Beni, Bolivien) irreparabel beschädigt. Über Personenschäden ist nichts bekannt.[563]

- 3. Februar – Während des Reiseflugs einer Convair CV-440-11 der bolivianischen Servicio Aéreo San Francisco (CP-1314) fiel das Triebwerk Nr. 2 (rechts) aus. Trotz maximaler Leistung und Wassereinspritzung auf dem verbliebenen Triebwerk Nr. 1 konnte die Höhe nicht gehalten werden. Es kam zu einer Bruchlandung in einem Sumpf. Die Untersuchung zeigte, dass die Maschine mit einem über dem Limit liegenden Startgewicht vom Flughafen San Francisco (Moxos) (Bolivien) gestartet war. Außerdem hatte der Flugingenieur keine Lizenz und der Passagier war nicht auf dem offiziellen Ladungsmanifest eingetragen. Alle vier Insassen auf dem Frachtflug, davon drei Besatzungsmitglieder, überlebten den Unfall.[564]

- 8. Februar – An einer Curtiss C-46D-5-CU Commando der dominikanischen Aerolineas Argo (HI-208) konnte nach einem Triebwerksausfall der Propeller nicht in die Segelstellung gebracht werden. Das Flugzeug verlor an Geschwindigkeit und Höhe und musste notwassern, bevor es den Startflughafen Isla Grande (Puerto Rico, USA) wieder erreichen konnte. Beide Piloten, die einzigen Insassen auf dem Frachtflug, überlebten den Unfall.[565]

- 9. Februar – Eine Hawker Siddeley HS 748-235 2A der Bouraq Indonesia Airlines (PK-IHK) setzte auf dem Flughafen Makassar (Indonesien) erst nach 3200 Fuß (985 Meter) hinter der Landebahnschwelle extrem hart auf und sprang wieder hoch. Beim erneuten Aufschlag brach das Bugfahrwerk zusammen. Alle 51 Insassen, fünf Besatzungsmitglieder und 46 Passagiere, überlebten den Unfall. Das Flugzeug wurde irreparabel beschädigt.[566]

- 1. März – Eine Douglas DC-3/C-47A-25-DK der südjemenitischen Alyemda (7O-ABF) stürzte nach dem Start vom Flughafen Aden ins Meer. Die Maschine befand sich auf dem Flug nach Seiyun. Alle 19 Insassen kamen ums Leben.[567]

- 4. März – An einer Douglas DC-4/C-54E-1-DO der US-amerikanischen Interamerica Air Lease (N174DP) brach bei einer Landung in offenem Gelände des Everglades-Nationalparks (Florida, USA) das Bugfahrwerk zusammen. Das Flugzeug wurde irreparabel beschädigt. Mit der Maschine wurde eine Ladung von 1690 kg Marihuana befördert. Die beiden Besatzungsmitglieder und ein Passagier, die einzigen Insassen des Schmuggelfluges, überlebten den Unfall.[568]

- 16. März – Eine IAI Arava 201 der bolivianischen TAM – Transporte Aéreo Militar (TAM-77) wurde an einem unbekannten Ort in Bolivien irreparabel beschädigt. Über Personenschäden ist nichts bekannt.[569]

- (A) 27. März – Der bislang (Juni 2022) schwerste Unfall der zivilen Luftfahrt ereignete sich auf Teneriffa. Dabei stieß ein Boeing 747 der niederländischen KLM (PH-BUF) auf dem Flughafen Los Rodeos auf der Startbahn mit einer Boeing 747 der US-amerikanischen Pan Am (N736PA) zusammen. Dabei wurden 583 Menschen getötet, nur 61 überlebten. Der Kapitän des KLM-Jumbos startete bei dichtem Nebel ohne Startfreigabe und kollidierte mit dem Pan-Am-Jumbo, der sich noch auf der Startbahn befand (siehe auch Flugzeugkatastrophe von Teneriffa).[570][571]

- 29. März – Eine de Havilland Canada DHC-6-300 Twin Otter der indonesischen Merpati Nusantara Airlines (PK-NUP) befand sich im Sinkflug von 9000 auf 5000 Fuß, als der Kapitän am Bainaha Valley plötzlich einen Berg direkt vor sich sah. Er gab Vollgas und ging in einen steilen Steigflug über, was jedoch zum Strömungsabriss und Absturz in eine Baumgruppe führte. Die Maschine befand sich auf einem Inlandsflug von Palu nach Tolitoli (Indonesien). Von den 23 Insassen kamen 13 ums Leben, zwei Besatzungsmitglieder und 11 Passagiere.[572]

- 30. März – Auf dem Flughafen Schdanow (nach 1989 Mariupol) kam es zu einem Unfall, als die Piloten einer Jakowlew Jak-40 der sowjetischen Aeroflot (CCCP-87738) aus Dnepropetrowsk in aufsteigendem Nebel bei der Landung die Orientierung verloren. Beim Durchstarten kollidierte das Flugzeug 1,5 Kilometer vom Flughafen entfernt in einer Höhe von nur 6 Metern über dem Boden mit einem neun Meter hohen Mast, geriet in Seitenlage, stürzte auf ein Feld und fing Feuer. Durch diesen CFIT (Controlled flight into terrain) wurden 8 Insassen getötet, außerdem 20 verletzt.[573]

- (A) 2. April – Eine mit Fleischprodukten beladene Tupolew Tu-134A der jugoslawischen Aviogenex (YU-AJS) befand sich im Landeanflug auf den Flughafen Libreville in Gabun, als die Piloten bemerkten, dass die Landebahn durch eine rangierende Boeing 707 blockiert war. Der diensthabende Fluglotse hatte die Piloten zuvor nicht darüber in Kenntnis gesetzt. Beim hastigen Einleiten des Durchstartens bei Regen verriss der übermüdete Kapitän die Steuersäule, wodurch die Maschine einen Schlenker flog, dabei einen 60 Meter hohen Affenbrotbaum streifte und abstürzte. Alle acht Menschen an Bord kamen dabei ums Leben (siehe auch Flugunfall der Aviogenex bei Libreville).[574]

- (A) 4. April – Eine Douglas DC-9-31 der US-amerikanischen Southern Airways (N1335U) hatte einen Ausfall beider Triebwerke durch ein Unwetter. Daraufhin versuchten die Piloten eine Notlandung auf einer doppelspurigen Autobahn bei New Hope nahe Dallas (Georgia) (USA). Von den 85 Menschen an Bord starben 62, außerdem noch 8 Menschen, die sich auf der Autobahn befanden (siehe auch Southern-Airways-Flug 242).[575]

- 9. April – Das rechte Triebwerk einer Convair CV-240-0 der US-amerikanischen American Velodur Metal Comp. (N10AV) verlor im Anflug auf den Flugplatz Hyannis-Barnstable (Massachusetts, USA) an Leistung. Da direkt vor ihnen ein dichtbesiedeltes Gebiet lag, machten die Piloten eine Notlandung auf einem Strand. Dabei schlug die Maschine gegen drei große Felsbrocken, wodurch das Triebwerk Nr. 1 (links) abriss. Das Flugzeug wurde irreparabel beschädigt. Alle 5 Insassen, die beiden Besatzungsmitglieder und 3 Passagiere, überlebten den Unfall.[576]

- 10. April – Eine Douglas DC-3A-438 der kolumbianischen Taxi Aéreo El Venado (HK-556) verunglückte in der Nähe von Saliente del Rio Guape in den östlichen Kordilleren (Kolumbien) auf einer Geländehöhe von 2200 Metern (7200 Fuß). Die Maschine war auf einem Flug von Uribe zum Flughafen Bogota-Eldorado. Alle 35 Insassen, vier Besatzungsmitglieder und 31 Passagiere, kamen ums Leben. Das Flugzeug wurde erst 35 Tage später gefunden.[577]

- 18. April – Eine Douglas DC-8-53 der Philippine Airlines (RP-C803) hob beim Start auf dem Flughafen Tokio-Haneda (Japan) schon nach 1000 Metern Rollstrecke verfrüht ab, kippte nach links, setzte wieder auf und geriet von der Startbahn ab, bevor sie 800 Meter weiter auf dem Gras rutschte. Als sie zum Stillstand kam, waren alle Triebwerke und das Fahrwerk abgerissen. Alle 140 Insassen, dreizehn Besatzungsmitglieder und 127 Passagiere, überlebten den Unfall. Ursachen waren der Ausfall der Antriebsarm-Baugruppen für die linke Höhenruderzunge und das Rad für die Höhenruderverriegelung.[578]

- 27. April – An einer Convair CV-440 der guatemaltekischen Aviateca (TG-ACA) fiel nach dem Start vom Flughafen Guatemala-Stadt das Triebwerk Nr. 1 (links) wegen Ölmangels aus. Da der Propeller nicht in die Segelstellung gebracht werden konnte, wurde eine Notlandung in unwegsamem Gelände durchgeführt. Dabei wurde das Flugzeug irreparabel beschädigt. Die Ursache für den massiven Ölverlust lag darin, dass Motorzylinder und Öl-Hochdruckschlauch nach der Wartung nicht korrekt wieder angeschlossen worden waren. Alle 28 Insassen, sechs Besatzungsmitglieder und 22 Passagiere, überlebten den Unfall.[579]

- 29. April – Die Piloten einer NAMC YS-11A-202 der brasilianischen Cruzeiro do Sul (PP-CTI) verloren bei der Landung auf dem Flughafen Navegantes (Brasilien) im Nebel die Kontrolle über das Flugzeug. Das Flugzeug geriet nach rechts von der Landebahn ab. Das linke Hauptfahrwerk sowie das Bugfahrwerk brachen zusammen. Die Maschine wurde irreparabel beschädigt. Die beiden Piloten, einzige Insassen auf dem Frachtflug, überlebten den Unfall.[580]

- 6. Mai – An einer Curtiss C-46F-1-CU Commando der US-amerikanischen Inter Air (N355W) überhitzte nach dem Start vom Flughafen Fort Lauderdale (Florida, USA) das Triebwerk Nr. 2 (rechts), was zu einem Leistungsverlust führte. Da der Propeller nicht in die Segelstellung gebracht werden konnte, musste das Flugzeug in 4 Meter Wassertiefe, 300 Meter vor der Küste notgewassert werden. Die Maschine war mit drei Enstrom-Hubschraubern auf dem Weg nach San Juan mit einem Zwischenstopp in Miami. Alle drei Besatzungsmitglieder, die einzigen Insassen auf dem Frachtflug, überlebten den Unfall. Das Flugzeug wurde zerstört.[581]

- 14. Mai – Eine als Frachtmaschine für die britische IAS Cargo Airlines eingesetzte Boeing 707-321C der ebenfalls britischen Dan-Air (G-BEBP) stürzte im Anflug 3,6 Kilometer westlich des Flughafens Lusaka (Sambia) senkrecht ab. Grund war der Ermüdungsbruch der gesamten rechten Hälfte des Höhenruders. Alle sechs Insassen wurden getötet.[582]

- (A) 16. Mai – Das rechte Hauptfahrwerk eines Hubschraubers des Typs Sikorsky S-61L der New York Airways (N619PA) brach, nachdem er zweieinhalb Minuten zuvor auf der Dachplattform des Pan Am Buildings gelandet war. Der Hubschrauber kippte auf die Seite, wobei der laufende Hauptrotor Bodenkontakt bekam und zersplitterte. Vier Passagiere, die gerade zusteigen wollten, wurden von den Rotorblättern erschlagen. Mehrere Trümmerteile stürzten vom Dach herab und töteten eine Fußgängerin. Weitere 24 Personen wurden verletzt, davon zwei schwer (siehe auch New-York-Airways-Flug 972 (1977)).[583][584]

- (A) 7. Juli – Auf einem werksseitigen, durch die Let Kunovice durchgeführten Testflug mit einem Prototyp der neu entwickelten Let L-410UVP (OK-162) testete die sowjetisch-tschechoslowakische Besatzung die Funktion des Seitenruders abrupt und unter Volllast. Dabei wurden die strukturellen Belastungsgrenzen der Maschine überschritten, die in der Folge abstürzte. Da die tschechoslowakische Seite uneingeschränkt auf ihre Entwicklung vertraute, wurden auch bei diesem Testflug keine Rettungsfallschirme mitgeführt, so dass die vier Besatzungsmitglieder nicht aus der abstürzenden Maschine abspringen konnten. Die vier Männer kamen ums Leben (siehe auch Flugunfall bei Nedakonice).[585]

- 21. Juni – Mit einer Curtiss C-46D-20-CU Commando der kolumbianischen Aeronorte (HK-75) wurde wegen eines Triebwerksbrandes von Motor Nr. 1 (links) beim Start vom Flughafen Bogotá-El Dorado (Kolumbien) eine Notlandung durchgeführt. Diese gelang, jedoch breitete sich das Feuer über die linke Tragfläche und Rumpfseite aus. Das Flugzeug wurde irreparabel beschädigt. Alle fünf Besatzungsmitglieder des Frachtfluges überlebten.[586]

- 17. Juli – An einer NAMC YS-11A-301 der Philippine Airlines (RP-C1419) fiel im Anflug auf den Flughafen Mactan-Cebu (Philippinen) das Triebwerk Nr. 1 (links) aus. Das Flugzeug verlor an Höhe und musste notgewassert werden. Die Maschine versank in 5 Meter tiefem Wasser. Alle 25 Insassen, drei Besatzungsmitglieder und 22 Passagiere, überlebten den Unfall.[587]

- 20. August – Eine Convair CV-880 der US-amerikanischen Monarch Aviation (N8817E) streifte 2,5 Kilometer südöstlich des Flughafens San José-Juan Santamaría (Costa Rica) mehrere Bäume, 2 Minuten und 20 Sekunden nach dem Abheben. Die stark überladene Maschine stürzte ab und fing Feuer. Alle 3 Besatzungsmitglieder, die einzigen Insassen auf dem Frachtflug, wurden getötet.[588]

- 24. August – An einer Curtiss C-46D-10-CU Commando der US-amerikanischen Quarterwinds Aviation (N74689) kam es zu Problemen mit dem Triebwerk Nr. 1 (links). Es begann mit Fehlzündungen, woraufhin das Triebwerk gedrosselt wurde und kurze Zeit später stehenblieb. Ein Abfall des Öldrucks zwang die Piloten, die Leistung des verbliebenen Triebwerks zu reduzieren. Das Flugzeug begann zu sinken und wurde querab von Goyave (Guadeloupe) vor der Küste notgewassert. Das Flugzeug war mit Orangen und Bananen vom Flughafen Dominica-Douglas-Charles zum Flughafen St. Croix-Henry Rohlsen (Amerikanische Jungferninseln) unterwegs. Alle vier Besatzungsmitglieder, die einzigen Insassen auf dem Frachtflug, überlebten den Unfall. Das Flugzeug wurde zerstört.[589]

- (A) 2. September – An einer Canadair CL-44D4-2 der britischen Transmeridian Air Cargo (G-ATZH), mit der ein Flug vom Flughafen Kai Tak in Hongkong zum Flughafen Bangkok-Don Mueang durchgeführt werden sollte, kam es unmittelbar nach dem Start zu einem Triebwerksschaden an Triebwerk Nr. 4, wodurch sich ein Brand entwickelte. Die Besatzung versuchte noch, zum Flughafen zurückzukehren, jedoch griff der Brand auf das Treibstoffsystem und die Tragflächenstruktur über. Nur acht Minuten nach dem Start brach das Triebwerk Nr. 4 mit einem Teil der rechten Tragfläche von der Maschine ab und das Flugzeug stürzte ins Meer (siehe auch Transmeridian-Air-Cargo-Flug 3751).[590]

- 4. September – Eine Vickers Viscount 764D der SAN Ecuador (HC-BCL) wurde etwa 40 Kilometer nördlich des Zielflughafens Cuenca (Ecuador) in die Berge geflogen. Das Flugzeug war nach Sichtflugregeln unterwegs, wurde aber trotzdem in Wolken geflogen. Bei diesem CFIT (Controlled flight into terrain) wurden alle 33 Insassen, vier Besatzungsmitglieder und 29 Passagiere, getötet.[591]

- 6. September – Eine de Havilland Canada DHC-6-200 Twin Otter der US-amerikanischen Alaska Aeronautical Industries (N563MA) wurde in einer Höhe von 7000 Fuß (2130 Metern) gegen die Südwestflanke des Mount Iliamna (Alaska, USA) geflogen, da die Piloten nicht die verfügbaren Navigationshilfen genutzt hatten. Die Kollision erfolgte nach dem Start vom Flughafen Iliamna, als die Piloten unter Instrumentenflugbedingungen weiterflogen. Durch diesen CFIT (Controlled flight into terrain) wurden alle 13 Insassen getötet, beide Besatzungsmitglieder und 11 Passagiere.[592]

- 8. September – Eine de Havilland Canada DHC-6-300 Twin Otter der burmesischen Burma Airways (XY-AEH) kollidierte mit dem Berg Loi Hsam Hsao. Die Maschine befand sich auf dem Flug von Mong Hsat nach Keng Tung. Alle 25 Insassen, 3 Besatzungsmitglieder und 22 Passagiere, wurden getötet.[593]

- 12. September – Eine Douglas DC-7BF der US-amerikanischen Safe Air Cargo (N6314J) stürzte 4 Kilometer nordwestlich des Flughafens Yakutat (Alaska, USA) in ein abgeholztes Gebiet. Nach dem Abheben stieg die Maschine kaum und flog nur rund 10 Meter über die Bäume am Startbahnende hinweg. Das Flugzeug war überladen und hatte auf einem Triebwerk die Leistung verloren. Außerdem fuhr dessen Propeller auch nicht in die Segelstellung, da das hierfür vorgesehene System gar nicht angeschlossen war. Alle 4 Besatzungsmitglieder, die einzigen Insassen auf dem Frachtflug, wurden getötet.[594]

- 27. September – Die Douglas DC-8-62 JA8051 der Japan Airlines wurde beim Anflug 6,5 km vor der Landebahn am Flughafen Kuala Lumpur-Subang (Malaysia) in einen niedrigen Hügel geflogen. Von den 79 Menschen an Bord wurden durch diesen CFIT (Controlled flight into terrain) 34 getötet.[595]

- 29. September – Eine Curtiss C-46 Super C Commando der kanadischen North Coast Air Services (CF-CZH) verlor aufgrund von Triebwerksproblemen an Höhe. Beim Versuch der Rückkehr wurde dann eine Notlandung in Bäumen 24 Kilometer südöstlich des Flughafens Thompson (Manitoba) (Kanada) durchgeführt, bei der das Flugzeug irreparabel beschädigt wurde. Beide Piloten, die einzigen Insassen auf dem Frachtflug, überlebten den Unfall.[596]

- 30. September – Bei einer Bristol Britannia 253 der irischen Interconair (EI-BBY) kam es kurz vor der Landung auf dem Flughafen Shannon (Irland) zu starken Vibrationen. Der Anflug wurde abgebrochen und ein Durchstarten eingeleitet. Die Maschine sank jedoch weiter, schlug vor der Landebahn auf und sprang wieder hoch, wobei die rechte Tragfläche abbrach. Sie rutschte weiter, fing Feuer und brannte aus. Alle 6 Insassen, 4 Besatzungsmitglieder und 2 Passagiere, überlebten den schweren Unfall.[597]

- 6. Oktober – Bei einer Douglas DC-6/C-118A der bolivianischen Aerovias Las Minas (CP-1336) entstand während eines Agrarfluges ein Triebwerksbrand. Bei der Notlandung nahe La China (Bolivien) wurde das Flugzeug irreparabel beschädigt. Alle drei Besatzungsmitglieder überlebten den Unfall.[598]

- 18. Oktober – Eine Hawker Siddeley HS 748-232 der indonesischen Mandala Airlines (PK-RHS) stürzte nach dem Start vom Flughafen Manila (Philippinen) in ein Wohngebiet. Die Maschine befand sich auf einem Testflug für ihre weitere Zulassung, bei dem das Triebwerk Nr. 2 (rechts) absichtlich abgestellt worden war. Von den fünf Besatzungsmitglieder kamen 2 ums Leben, auch wurden 3 Menschen am Boden getötet.[599][600]

- 20. Oktober – Eine Convair CV-300 (N55VM), gechartert von der Band Lynyrd Skynyrd, stürzte bei Gillsburg, Mississippi ab, nicht weit vom Flugplatz in McComb (Mississippi). Am Ende des Fluges von Greenville, South Carolina nach Baton Rouge, Louisiana fielen aufgrund Treibstoffmangels beide Triebwerke aus. Ein Jahr später gab ein Gericht auf Grund menschlichem Versagens der Crew die Schuld.[601] Die beiden Piloten sowie 4 der 24 Passagiere wurden getötet, davon drei Bandmitglieder sowie ein Manager.

- 22. Oktober – Eine Lockheed L-749A-79-52 Constellation der US-amerikanischen Lanzair (N273R) wurde auf dem Flughafen Lomé (Togo) durch ein Feuer zerstört. Die Ursache war Brandstiftung. Über Personenschäden ist nichts bekannt.[602][603]

- (A) 19. November – Bei starkem Regen und schlechter Sicht kam auf dem Flughafen Madeira eine Boeing 727-200 der portugiesischen Transportes Aéreos Portugueses (TAP) (CS-TBR) nach der Landung auf der damals noch kurzen Bahn nicht zum Stehen und stürzte 40 Meter tief auf die Klippen. Von den 164 Menschen an Bord fanden 131 den Tod (siehe auch TAP-Flug 425).[604]

- (A) 19. November – Eine Boeing 707-360C der Ethiopian Airlines (ET-ACD) stürzte kurz nach dem Start zu einem Frachtflug vom Flughafen Rom-Fiumicino zum Flughafen Asmara ab. Die Maschine gewann nach dem Start kaum an Höhe, streifte Baumwipfel und ging zu Boden. Alle fünf Besatzungsmitglieder an Bord kamen ums Leben (siehe auch Absturz einer Boeing 707 der Ethiopian Airlines in Rom).[605]

- 20. November – Eine Bristol 170 Freighter Mk. 31M der kanadischen Norcanair (C-FWAD) ging beim Start vom Flugplatz Hay River (Kanada) in einer Höhe von 200 Fuß (60 Meter) in eine fast senkrechte Steigfluglage über. Es kam zum Strömungsabriss und Absturz. Die Ursache war das Verrutschen der unsachgemäß gesicherten Ladung aus gewelltem Stahlblech beim Start. Einer der beiden Piloten, der einzigen Insassen auf dem Frachtflug, wurde getötet.[606][607]

- 21. November – Eine BAC 1-11-420-EL auf einem Flug der argentinischen Austral Líneas Aéreas (LV-JGY) wurde im Landeanflug auf den Flughafen Bariloche 21 Kilometer östlich des Ziels ins Gelände geflogen. Die Maschine kam vom Flughafen Buenos Aires–Jorge Newbery, zusammen mit zwei weiteren BAC 1-11 der Austral. Auf den Charterflügen sollte eine große Gruppe von Touristen befördert werden, überwiegend frisch getraute Hochzeitspaare. Bei einer Art Rennen schob sich die LV-JGY vor die anderen, indem die Piloten beim Fliegen einer Abkürzung in einen Hügel flogen. Bei diesem CFIT (Controlled flight into terrain) wurden von den 79 Passagieren und Besatzungsmitgliedern 46 getötet; bei diesem zweitschwersten Unfall einer BAC 1-11 überlebten nur 33 Passagiere.[608][609]

- 24. November – Eine Iljuschin Il-18V der bulgarischen TABSO (LZ-BEN) wurde nach dem Start 8 Kilometer vom Flughafen Bratislava (Tschechoslowakei) entfernt in das umliegende Gebirge geflogen. Alle 82 Personen an Bord wurden getötet.[610]

- 26. November – Eine Douglas DC-4/C-54B-1-DC der kongolesischen African Lux (9Q-CAM) wurde über der Provinz Tete (Mosambik) abgeschossen. Die Maschine befand sich auf einem Flug von Rhodesien nach Zaire. Die beiden Besatzungsmitglieder, einzige Insassen auf dem Frachtflug, überlebten den Abschuss.[611]

- (A) 2. Dezember – Eine an Libyan Arab Airlines verleaste Tupolew Tu-154A der Balkan Bulgarian Airlines (LZ-BTN) konnte wegen dichten Nebels nicht auf dem Zielflughafen Bengasi (Libyen) landen. Das vom Flughafen Dschidda kommende Flugzeug befand sich auf einem Haddsch-Flug. Es gelang der Besatzung nicht, den Ausweichflughafen zu finden. Es wurde noch versucht, den Flughafen von Al-Baida zu erreichen, wegen Treibstoffsmangels kam es aber zu einer missglückten Notlandung, bei der das Flugzeug zerstört wurde. Von den 159 Passagieren an Bord überlebten 59 den Unfall nicht. Die Piloten hatten nicht berücksichtigt, dass der ägyptische Luftraum für libysche Flugzeuge gesperrt war, sodass zu geringe Kraftstoffreserven vorhanden waren (siehe auch Flugunfall einer Tupolew Tu-154 der Libyan Arab Airlines).[612]

- (A) 4. Dezember – Eine Boeing 737-200 der Malaysia Airlines (9M-MBD) stürzte während einer Entführung der Maschine bei Johor Bahru (Malaysia) ab. Alle 100 Menschen an Bord starben (siehe auch Malaysia-Airlines-Flug 653).[613]

- 9. Dezember – An einer Sud Aviation Caravelle VI-N der französischen Aerotour (F-BYAU) brach auf dem Flughafen Oujda-Angads (Marokko) das Fahrwerk zusammen. Es gab keine Todesfälle. Das Flugzeug wurde irreparabel beschädigt.[614]

- 13. Dezember – Eine Douglas DC-3/C-53 der US-amerikanischen Air Indiana (N51071) stürzte auf dem Flughafen Evansville-Dress (Indiana, USA) weniger als 90 Sekunden nach dem Abheben ab. Die Ruderverriegelungen sowohl des Seitenruders als auch des rechten Querruders waren von den Piloten nicht entfernt worden, sodass diese Ruder auch im Flug blockiert waren. Auch war das Gepäck abweichend vom Lademanifest so verstaut worden, dass der Schwerpunkt zu weit hinten lag. Alle 29 Insassen, drei Besatzungsmitglieder und 26 Passagiere, wurden getötet.[615]

- 14. Dezember – Eine Vickers Viscount 817 der kolumbianischen TAC Colombia (HK-1267) wurde bei der Landung auf dem Flughafen Bucaramanga-Palonegro (Kolumbien) irreparabel beschädigt. Nach einem sehr harten Aufsetzen sprang das Flugzeug wieder hoch und setzte auf dem letzten Drittel der Landebahn erneut auf. Der Kapitän führte einen sehr heftigen Ringelpiez durch. Dabei brachen das Bugfahrwerk und das linke Hauptfahrwerk zusammen; das Flugzeug kam zum Stillstand, wobei die linke Tragfläche sowie die Propeller und Motoren Nr. 1 und Nr. 2 (links außen und innen) beschädigt wurden. Personen kamen nicht zu Schaden.[616]

- (A) 18. Dezember – Eine Douglas DC-8-54F der US-amerikanischen United Airlines (N8047U) flog aufgrund eines Fehlers in der Elektrik Warteschleifen über Salt Lake City. Siebeneinhalb Minuten lang verloren die Piloten dabei den Funkkontakt zur Flugsicherung. In dieser Zeit flog die Maschine in ein bergiges Gebiet. Als der Funkkontakt wieder hergestellt werden konnte, wies der diensthabende Fluglotse die Besatzung an, sofort eine Linkskurve zu fliegen und in den Steigflug überzugehen. Sekunden später zerschellte die DC-8 an einem Berghang in 2200 Metern Höhe. Die dreiköpfige Besatzung kam ums Leben (siehe auch United-Airlines-Flug 2860).[617]

- (A) 18. Dezember – Eine Caravelle 10R der schweizerischen S.A. de Transport Aérien (SATA) (HB-ICK) wurde während des Landeanflugs auf Funchal (Madeira) ins Meer geflogen. Beide Piloten waren nicht zur Nachtlandung auf diesem schwierig anzufliegenden Flughafen berechtigt. Bei diesem CFIT (Controlled flight into terrain) wurden von den 57 Personen an Bord 36 getötet (siehe auch S.A.-de-Transport-Aérien-Flug 730).[618]

- 21. Dezember – Eine de Havilland Canada DHC-6 Twin Otter 300 der kanadischen Kenn Borek Air (C-FABW) stürzte im Landeanflug auf den Flughafen von Nanisivik (Nordwest-Territorien) ab, nachdem die Besatzung die Kontrolle über die Maschine verloren hatte. Alle acht Insassen starben.[619]

- 29. Dezember – Erneut wurde eine Vickers Viscount 764D der SAN Ecuador (HC-BEM) in der Nähe des Zielflughafens Cuenca (Ecuador) in einen Hügel geflogen. Durch diesen weiteren CFIT (Controlled flight into terrain) der SAN Ecuador innerhalb von drei Monaten wurden alle 24 Insassen, vier Besatzungsmitglieder und 20 Passagiere, getötet. Auch hierbei war das Flugzeug wieder nach Sichtflugregeln unterwegs, wurde aber trotzdem in Wolken geflogen.[620]

### 1978
- (A) 1. Januar – Bombay, Indien. Eine Boeing 747 der Air India (Luftfahrzeugkennzeichen VT-EBD) stürzte wenige Minuten nach dem Start vom Flughafen Bombay infolge eines Instrumentenfehlers und der daraus resultierenden räumlichen Desorientierung der Piloten ins Meer. Alle 213 Menschen an Bord starben (siehe auch Air-India-Flug 855).[621]

- (A) 12. Januar – Eine Boeing 737-2A8 der Indian Airlines (VT-EFL) erfasste bei der Landung auf dem Flughafen Hyderabad-Begumpet einen Fußgänger, der unbefugt die Landebahn betreten hatte. Der Mann wurde getötet, die 105 Insassen der Maschine blieben unverletzt (siehe auch Indian-Airlines-Flug 117).

- 24. Januar – Triebwerksprobleme mit dem Motor Nr. 2 (rechts) an einer Convair CV-440 der bolivianischen TAM – Transporte Aéreo Militar (TAM-45) zwangen die Piloten, zum Startflugplatz San Ramón (Bolivien) umzukehren. Bei der Notlandung kam die Maschine von der Landebahn ab, geriet in einen Graben und wurde irreparabel beschädigt. Alle Insassen überlebten den Unfall, allerdings wurde eine Person am Boden getötet.[622]

- 28. Januar – Eine Douglas DC-3D der kolumbianischen SADELCA (HK-1351) kollidierte am Cerro de Granada 24 Kilometer vor dem Zielflughafen San Vicente mit einem Berg. Alle zwölf Menschen an Bord wurden getötet. Das Flugzeug war auf einem Linienflug von Neiva (Huila) nach San Vicente del Caguán (Caquetá) im Landesinneren. Die Unfallstelle liegt auf 2100 Meter Höhe. Der Berg war zu dieser Zeit von Wolken verdeckt.[623]

- 10. Februar – Der Unfall einer DC-3 mit den meisten Todesopfern und gleichzeitig der bis dahin schwerste Luftfahrtunfall in der Geschichte Uruguays ereignete sich, als eine Douglas DC-3/C-47A der uruguayischen TAMU (CX-BJH) mit dem Flugziel Montevideo kurz nach dem Start zwei Kilometer vom Flughafen Artigas (Uruguay) entfernt abstürzte und in Flammen aufging. Alle 44 Personen an Bord, 6 Crew-Mitglieder und 38 Passagiere, kamen ums Leben.[624]

- 10. Februar – Mit einer de Havilland Canada DHC-6-100 Twin Otter der US-amerikanischen Pilgrim Airlines (N124PM) kam es nahe Waterford (Connecticut) (USA) zu einer Notwasserung. Nach mehrfachem Ausweichen von verschiedenen Flugplätzen wegen schlechten Wetters war der gesamte Treibstoff verbraucht. Alle 5 Insassen, beide Piloten und 3 Passagiere, wurden getötet. Als Unfallursache stand im Untersuchungsbericht: Treibstoffmangel infolge unzureichender Flugvorbereitung und falscher Entscheidungen des verantwortlichen Piloten während des Fluges.[625]

- (A) 11. Februar – Die Piloten einer Boeing 737-200 der kanadischen Pacific Western Airlines (C-FPWC) landeten gerade auf dem Cranbrook/Canadian Rockies International Airport, als sie feststellen mussten, dass ein Schneepflug ihre Landebahn noch nicht verlassen hatte. Sie aktivierten zunächst die Schubumkehr, leiteten jedoch im nächsten Moment ein Durchstartmanöver ein. Da beim Durchstarten die linke Schubumkehr noch aktiviert war, neigte sich das Flugzeug nach links und stürzte ab. Von den 49 Personen an Bord kamen 42 ums Leben (siehe auch Pacific-Western-Airlines-Flug 314).[626]

- 15. Februar – Eine Boeing 707 der belgischen Sabena (OO-SJE) setzte am Flughafen Teneriffa-Los Rodeos (Kanarische Inseln) vor der Landebahn auf, wobei das Bugfahrwerk kollabierte und das Flugzeug rund 1000 Meter über die Bahn rutschte, bis es seitlich davon abkam. Drei der 196 Insassen erlitten leichtere Verletzungen. Die Maschine brannte aus.[627][628]

- 16. Februar – Eine Beechcraft Model 99 der französischen Air Alpes (F-BRUX) verunglückte bei der Landung auf dem Flughafen Le-Puy-en-Velai. Kurz nach dem Aufsetzen auf der Landebahn 33 rutschte das Flugzeug nach rechts, verließ die Landebahn und drehte sich um 180 Grad. Die Landebahn war mit einer 2–3 cm dicken Schneeschicht bedeckt, aber anscheinend war sie stellenweise vereist. Zu dieser Zeit regnete es und die Temperatur betrug −3 Grad Celsius. Alle 11 Insassen überlebten den Totalschaden.[629]

- 17. Februar – Mit einer Douglas DC-6B der US-amerikanischen Skyways International (N6523C) musste im flachen Wasser der Laguna de Brus (Honduras) eine Notlandung durchgeführt werden. Dabei wurde das Flugzeug irreparabel beschädigt. Alle Insassen überlebten den Unfall.[630]

- 24. Februar – An einer Douglas DC-6BF der US-amerikanischen West Indies Air Transport (N6103C) ließ sich im Anflug auf den Flughafen San Juan (Puerto Rico, USA) das rechte Hauptfahrwerk nicht ausfahren. Die Maschine schleuderte von der Landebahn herunter und kam in einem Abwassergraben 60 Meter rechts von der Landebahn zum Stillstand. Sie wurde irreparabel beschädigt. Alle drei Besatzungsmitglieder, die einzigen Insassen auf dem Frachtflug, überlebten den Unfall.[631]

- (A) 1. März – Eine McDonnell Douglas DC-10-10 der US-amerikanischen Continental Airlines (N68045) befand sich gerade im Startlauf vom Los Angeles International Airport, als unmittelbar vor dem Erreichen der Entscheidungsgeschwindigkeit nacheinander drei Fahrwerksreifen platzten. Nach einem Startabbruch überrollte die Maschine das Startbahnende, wobei das linke Hauptfahrwerk brach, zwei Tragflächentanks beschädigt wurden und ein Brand ausbrach. Gegen Ende der Evakuierung der Maschine versagten nacheinander alle Notrutschen. Von 200 Insassen der Maschine wurden 31 verletzt, zwei Passagiere starben (siehe auch Continental-Airlines-Flug 603).[632]

- 3. März – In einer Hawker Siddeley HS 748-2A der Linea Aeropostal Venezolana (LAV) (YV-45C) gab es Probleme mit einem Künstlichen Horizont. Beim Versuch der Rückkehr zum Startflughafen Caracas (Venezuela) stürzte das Flugzeug rund 8 Kilometer nordnordöstlich davon ins Meer. Alle 47 Insassen, vier Besatzungsmitglieder und 43 Passagiere, kamen ums Leben.[633]

- 3. März – Eine Fairchild F-27F der US-amerikanischen Hughes Airwest, betrieben für Saudi Arabian Airlines (N747L), wurde auf dem Flughafen Dschidda (Saudi-Arabien) irreparabel beschädigt, als das Fahrwerk zusammenbrach. Alle Insassen überlebten.[634]

- (A) 16. März – Eine Tupolew Tu-134 der Balkan Bulgarian Airlines stürzte auf dem Flug von Sofia nach Warschau, Polen, aus ungeklärter Ursache bei Gabar, Bulgarien, ab. Alle 73 Insassen kamen ums Leben (siehe auch Balkan-Bulgarian-Airlines-Flug 107).

- 21. März – An einer Convair CV-340-38 der US-amerikanischen Florida Aircraft Leasing (N4807C) fing das Triebwerk Nr. 2 (rechts) im Reiseflug in einer Höhe von 6000 Fuß (1830 Meter) Feuer. Die Piloten leiteten einen Notsinkflug ein. Dabei löste sich der Motor aus seinen Befestigungen. Bei Elma (Iowa, USA) wurde eine Notlandung durchgeführt. Die Haupt- und Pleuelstangen hatten versagt, was zu einem Ölbrand im Motor geführt hatte. Alle vier Insassen, je zwei Besatzungsmitglieder und Passagiere, überlebten den Unfall. Das Flugzeug wurde irreparabel beschädigt.[635]

- 23. März – Eine Tupolew Tu-154 der Balkan Bulgarian Airlines (LZ-BTB) flog beim Anflug auf den Flughafen Damaskus (Syrien) 23 Kilometer nordöstlich davon in bergiges Gelände. Alle 4 Besatzungsmitglieder, die einzigen Insassen, kamen ums Leben.[636]

- 25. März – Eine Fokker F-27-200 Friendship der Burma Airways (XY-ADK) verlor nach dem Start vom Flughafen Rangun (Birma) an Höhe. Sie streifte Bäume 16 Kilometer nördlich des Flughafens und stürzte in ein Reisfeld. Alle 48 Insassen, 4 Besatzungsmitglieder und 44 Passagiere, kamen ums Leben. Das Flugzeug wurde zerstört.[637]

- 1. April – Mit einer Convair CV-300 der US-amerikanischen Onyx Aviation (N777DC) wurde in der Lagune Cienéga Unguía (Kolumbien) eine Notlandung durchgeführt. Die Maschine hatte die Grenze von Panama nach Kolumbien illegal überflogen. Die drei Besatzungsmitglieder, die einzigen Insassen, überlebten den Unfall.[638]

- 4. April – Eine Convair CV-990 der spanischen Fluggesellschaft Spantax landete auf dem Flughafen Köln/Bonn (Nordrhein-Westfalen), ohne dass das Fahrwerk ausgefahren worden war. Durch die schnelle Reaktion der Flughafen-Feuerwehr konnten alle 146 Insassen aus dem brennenden Flugzeug gerettet werden.

- 4. April – Eine Boeing 737-229C der belgischen Sabena (OO-SDH) wurde nach mehreren Platzrunden auf dem Flughafen Charleroi (Belgien) von einem Vogelschwarm getroffen. Der Trainingskapitän versuchte, den begonnenen Start fortzusetzen, brach ihn dann aber doch ab. Die verbliebene Landebahnlänge war viel zu kurz, so dass die Maschine das Bahnende überrollte, die Localizer-Antennen demolierte und ins Rutschen geriet. Das rechte Hauptfahrwerk brach ab, Triebwerk Nr. 2 riss ab und das Flugzeug kam erst 300 Meter hinter dem Landebahnende zum Stillstand. Dort brannte es aus. Alle 3 Piloten, die einzigen Insassen auf dem Trainingsflug, überlebten den Unfall.[639]

- 18. April – Eine Douglas DC-4 der US-amerikanischen Panavia Cargo (N88909) wurde auf dem North Caicos Airport (Turks- und Caicosinseln) vor der Landebahn aufgesetzt. Das Flugzeug wurde irreparabel beschädigt. Alle 6 Insassen, die beiden Besatzungsmitglieder und 4 Passagiere, überlebten den Unfall.[640]

- (A) 20. April – Eine Boeing 707-321B der Korean Air (HL7429) von Paris über Anchorage nach Seoul nahe Murmansk wurde von sowjetischen Abfangjägern beschossen und zur Notlandung gezwungen. Die Piloten hatten ihren Kurs fehlerhaft geändert und waren dadurch mit ihrer Maschine in den sowjetischen Luftraum eingedrungen. Da die Piloten die Aufforderung ignorierten, den Suchoi Su-15-Jägern zu folgen, wurden zwei Abfangraketen abgefeuert. Zwei Passagiere verloren dadurch ihr Leben, eine Tragfläche wurde beschädigt. Es kam zu einer Notlandung, nach der die weiteren 97 Passagiere und zwölf Crewmitglieder von den Russen geborgen wurden (siehe auch Korean-Air-Lines-Flug 902).[641]

- 29. April – Eine Douglas DC-6/C-118A der kolumbianischen LAC Líneas Aéreas del Caribe (HK-1705) verunglückte beim Start etwa einen Kilometer nordwestlich des Startflughafens Bogota-Eldorado (Kolumbien). Nach dem Abheben gewann die Maschine nicht genügend Höhe, kollidierte mit einem Baum und stürzte ab. Das nur für Frachttransport zugelassene und nicht mit Sitzen ausgerüstete Flugzeug hatte auch neun Passagiere an Bord. Von den 12 Insassen wurden 8 getötet, alle drei Besatzungsmitglieder und 5 der 9 Passagiere.[642]

- 30. April – Eine auf Jim McGeorge privat zugelassene Douglas DC-7CF (N356AL) wurde bei der Landung auf dem Flughafen Miami (Florida, USA) irreparabel beschädigt. Über Personenschäden ist nichts bekannt.[643]

- 5. Mai – Eine Douglas DC-6A der Surinam Airways (N3493F) wurde im Anflug auf den Flughafen Suriname/Zanderij (Surinam) bei 200 Metern Sicht 1800 Meter vor der Landebahn in Bäume geflogen. Das Flugzeug wurde irreparabel beschädigt. Diesen CFIT (Controlled flight into terrain) überlebten alle drei Besatzungsmitglieder, die einzigen Insassen auf dem Frachtflug.[644]

- (A) 8. Mai – Die Besatzung einer Boeing 727-235 (N4744) der US-amerikanischen National Airlines unterschritt im Anflug auf Pensacola die Mindestsinkflughöhe und setzte den Sinkflug nach dem ersten Ertönen des Ground Proximity Warning Systems noch weitere 18 Sekunden lang fort. Die Maschine schlug im flachen Wasser der Escambia Bay auf. Drei Passagiere kamen ums Leben (siehe auch National-Airlines-Flug 193).[645]

- 12. Mai – An einer Convair CV-440-86 der US-amerikanischen Argosy Airlines (N9302) fiel eines der beiden Triebwerke aus, das andere verlor an Leistung. Bei Shippingport (Pennsylvania, USA) wurde eine Notwasserung im Ohio River durchgeführt. Alle drei Besatzungsmitglieder, die einzigen Insassen, überlebten den Unfall.[646]

- 23. Mai – Eine Douglas DC-6/C-118A der bolivianischen Transportes Aereos Bolivar (CP-1338) wurde beim Start im Departament Beni (Bolivien) irreparabel beschädigt. Die näheren Umstände sind nicht bekannt. Alle drei Besatzungsmitglieder überlebten den Unfall.[647]

- 25. Mai – Eine Convair CV-880 der US-amerikanischen Groth Air (N8815E) überrollte bei einem versuchten Startabbruch das Startbahnende auf dem Flughafen Miami (Florida, USA) um knapp 90 Meter und wurde irreparabel beschädigt. Der Schwerpunkt der Maschine war durch gravierende Falschbeladung so weit außerhalb des zulässigen Bereichs, dass ein Start nicht möglich wurde. Alle 6 Insassen, je drei Besatzungsmitglieder und Passagiere, überlebten den Unfall. Das Flugzeug wurde irreparabel beschädigt.[648]

- 4. Juni – Eine Convair CV-240/VT-29C der philippinischen Commercial Air Transport (RP-C12) überrollte bei der Landung auf dem Flughafen von Roxas City (Philippinen) das Landebahnende und wurde irreparabel beschädigt. Alle Insassen überlebten den Unfall.[649]

- (A) 8. Juni – Ein mit Pferden und Kühen beladener und in Miami gestarteter Frachter des Typs Douglas DC-6BF der guatemaltekischen Aviateca (TG-ADA) geriet im Endanflug auf den Flughafen Guatemala-Stadt außer Kontrolle und stürzte auf ein kleines, mitten in einem Wohngebiet gelegenes Fußballfeld. Obwohl sich der Unfall im Stadtgebiet ereignete, kam außer den drei getöteten Besatzungsmitgliedern am Boden niemand zu Schaden. Als Unfallursache wurde eine Schwerpunktverlagerung im Endanflug festgestellt, nachdem sich die nicht ordnungsgemäß festgebundenen Tiere im Frachtraum umherbewegten (siehe auch Flugunfall einer Douglas DC-6 in Guatemala-Stadt 1978).[650]

- 10. Juni – Bei einer Vickers Viscount 814 der ghanaischen West African Air Cargo (9G-ACL) brach bei der Landung auf dem Flughafen Monrovia-Spriggs Payne (Liberia) das Bugfahrwerk zusammen und das Flugzeug streifte ein Gebäude. Das Flugzeug, die ehemalige D-ANUR der Lufthansa (1959–1972), wurde irreparabel beschädigt. Alle vier Besatzungsmitglieder, die einzigen Insassen auf dem Frachtflug, überlebten.[651][652]

- (A) 26. Juni – Eine Douglas DC-9-32 der Air Canada (CF-TLV) schoss beim Start in Toronto, Kanada, über das Startbahnende hinaus und stürzte einen Abhang herunter in das Tal eines Baches. Von 107 Menschen an Bord starben 2 (siehe auch Air-Canada-Flug 189).

- Im Juli 1978 (genaues Datum unbekannt) wurde eine Douglas DC-6BF der US-amerikanischen Rosenbalm Aviation (N111AQ) bei einer Hangarexplosion auf dem Flughafen Detroit-Willow Run (Michigan, USA) zerstört. Personen kamen nicht zu Schaden.[653]

- 6. Juli – An einer Canadair CL-44D4-6 der britischen Tradewinds Airways (G-BCWJ) ließ sich das rechte Hauptfahrwerk nach dem Start von Mombasa beim Einfahren nicht verriegeln. Die Piloten der mit 20 Tonnen Zement beladene Maschine wichen zum Flughafen Nairobi-Embakasi (Kenia) aus. Bei der dortigen Landung brach das rechte Hauptfahrwerk dann zusammen. Das Flugzeug wurde irreparabel beschädigt. Alle vier Besatzungsmitglieder, die einzigen Insassen auf dem Frachtflug, überlebten den Unfall.[654]

- 14. Juli – Eine Convair CV-440 der US-amerikanischen 09 Charlie Inc. (N4809C) stürzte vor der Insel South Caicos (Turks- und Caicosinseln) in den Atlantischen Ozean. Über Personenschäden ist nichts bekannt.[655]

- 22. Juli – An einer Curtiss C-46A-60-CK Commando der US-amerikanischen DR & M Incorporated (N157K) fielen beide Triebwerke aus. Dies erzwang eine Notwasserung querab des Ausgangsflugplatzes Opa-Locka (Florida, USA). Alle drei Besatzungsmitglieder, die einzigen Insassen auf dem Trainingsflug, überlebten den Unfall.[656]

- 25. Juli – Eine Convair CV-580 (N4825C) startete der US-amerikanischen North Central Airlines im Nebel um 7:00 Uhr Ortszeit vom Kalamazoo/Battle Creek International Airport in Michigan. Das Flugzeug hatte direkt nach dem Abheben von der Startbahn 17 einen Vogelschlag und verlor die Leistung im rechten Triebwerk. Die Maschine hielt sich 79 Sekunden in der Luft, neigte sich dann nach links und stürzte in ein Kornfeld östlich der Flughafens. Von den vierzig Passagieren und drei Besatzungsmitgliedern an Bord wurden zwei Passagiere und ein Besatzungsmitglied schwer verletzt, es gab keine Toten. Das Flugzeug wurde irreparabel beschädigt.[657]

- 30. Juli – Eine privat registrierte Percival Pembroke C.51 (N51963) verunglückte auf einem illegalen Flug in der Bananenplantage einer Farm in Ciénaga (Kolumbien). Die Insassen flohen, möglicherweise verletzt. Das Flugzeug wurde zerstört.[658]

- 3. August – Eine privat registrierte Percival Pembroke C.51 (N51951) überrollte auf einem illegalen Flug bei der Landung nahe Sylvester (Georgia, USA) das Landebahnende und kollidierte mit Gräben. Das Flugzeug hatte etwa 2000 Pfund Marihuana an Bord. Laut dem Buch "Trafficking" war dieses Flugzeug auf dem Rückflug in die USA mit Marihuana aus Kolumbien. Das Ziel war Valdosta, GA. Das Bodenpersonal hatte es versäumt, die Landebahn zu beleuchten, und zwang den Piloten Jim Cooper zur Umleitung nach Sylvester, wo die Maschine von der Landebahn abkam. Die Besatzung verbrannte das Flugzeug absichtlich, um Beweise zu vernichten. Der Pilot, der einzige Insasse auf dem Schmuggelflug, überlebte den Unfall.[659]

- 14. August – Eine Curtiss C-46F Commando der kolumbianischen Aeropesca Colombia (HK-1350) wurde bei Tota Boyaca (Kolumbien) in den Berg Paramo de Laura geflogen. Das Flugzeug war nach Sichtflugregeln und ohne funktionierende Funknavigationsgeräte auf dem Weg von Bogota nach Tame (Kolumbien) und weit vom Kurs abgekommen, als es bei schlechtem Wetter in einer Höhe von 3540 Metern gegen den Berg flog. Alle 18 Insassen, drei Besatzungsmitglieder und 15 Passagiere, wurden bei diesem CFIT (Controlled flight into terrain) getötet. Das Frachtflugzeug war nur für 6 Passagiere zugelassen, nicht für 15.[660]

- 17. August – Eine Douglas DC-3/C-47B-20-DK der britischen Skyways Cargo Airline (G-AMSM) driftete beim Start vom Flughafen Lydd (England) nach links. Der Erste Offizier korrigierte zu stark zurück, woraufhin die Maschine die Startbahn in einem Winkel von 20 Grad nach rechts verließ, teilweise schon in der Luft. Beim Versuch, einem Windsack auszuweichen, kratzte die rechte Tragfläche über die kreuzende Startbahn 14, woraufhin das Flugzeug wieder aufsetzte und bis zum Stillstand rutschte. Im rechten Triebwerk brach ein Feuer aus, das Flugzeug wurde irreparabel beschädigt. Alle drei Besatzungsmitglieder, die einzigen Insassen auf dem Frachtflug, überlebten den Unfall.[661]

- 23. August – Eine de Havilland Canada DHC-6 Twin Otter der kanadischen Bradley Air Services (C-FQDG) verunglückte kurz vor der Landung auf dem Zielflughafen Frobisher Bay (Nordwest-Territorien, Kanada). In etwa 10 Meter Höhe rollte die Maschine plötzlich scharf nach links, streifte eine Antenne und schlug in Rückenlage auf. Einer der beiden Piloten kam ums Leben, der andere sowie die vier Passagiere überlebten.[662]

- 26. August – Eine de Havilland Canada DHC-6-300 Twin Otter der Burma Airways (XY-AEI) stürzte auf dem Flug nach Bagan kurz nach dem Start vom Flugplatz Papun aus 120 Meter Höhe ab. Alle 14 Insassen, 3 Besatzungsmitglieder und 11 Passagiere, kamen ums Leben.[663]

- 27. August – Eine Douglas DC-6B der US-amerikanischen New World Air Charter (N122A) startete vom Flughafen Maskat (Oman). Statt wie vorgeschrieben um 40 Grad nach rechts zu drehen kurvte sie um 40 Grad nach links ein. Dabei wurde sie in den Berg Hameem geflogen. Durch diesen CFIT (Controlled flight into terrain) wurden alle Besatzungsmitglieder getötet, die einzigen Insassen auf dem Frachtflug.[664]

- 2. September – Eine mit Schwimmern versehene de Havilland Canada DHC-6-200 Twin Otter der kanadischen Airwest Airlines (C-FAIV) stürzte im Endanflug auf den Wasserflugplatz Vancouver-Coal Harbour (British Columbia, Kanada) aus 50 Metern Höhe in den Hafen, etwa 750 Meter vor dem Landebereich. Der Auslöser war der Bruch der linken inneren Steuerstange für die Landeklappen, wodurch die Landeklappen einseitig und schlagartig komplett einfuhren, was zum sofortigen Kontrollverlust führte. Die Steuerstange war stark spannungskorrodiert und wies mindestens drei Längsrisse auf. Von den 13 Insassen kamen 11 ums Leben, beide Besatzungsmitglieder und 9 Passagiere.[665]

- (A) 3. September – Eine Vickers Viscount 782D der Air Rhodesia (VP-WAS) wurde nach dem Start vom Flughafen Kariba (Rhodesien) von Joshua Nkomo's Terroristengruppe ZIPRA mit einer Flugabwehrrakete abgeschossen. Die Maschine befand sich auf dem Flug zum Flughafen Salisbury. Sie wurde an der rechten Tragfläche getroffen. Die Piloten führten eine Außenlandung in einer großen Lichtung der Buschlandschaft durch. Dabei rutschte das Flugzeug über einen Bewässerungsdamm, machte einen Ringelpiez, brach auseinander und fing Feuer. Dabei wurden 38 Insassen getötet. Danach ermordeten die Terroristen die 10 Überlebenden, die sie noch am Wrack antrafen. Nur acht Passagiere kamen mit dem Leben davon. Insgesamt wurden 48 Menschen getötet (siehe auch Air-Rhodesia-Flug 825).[666]

- 4. September – An einer Convair CV-240-8 der US-amerikanischen Mission Air Lift Inc (N7177B) fiel im Steigflug nach dem Start vom Flugplatz Clewiston-Airglades (Florida, USA) ein Triebwerk aus. Bei der Notlandung in der Nähe von Clewiston kamen beide Piloten, die einzigen Insassen, ums Leben. Das Flugzeug wurde irreparabel beschädigt.[667]

- 6. September – Eine Douglas DC-7CF der US-amerikanischen Advance Aviation Inc (N244B) kollidierte um 3 Uhr nachts fünf Kilometer südlich von Farmerville, Louisiana (USA) mit einem dicht bewaldeten Gebiet in nur 250 Fuß (75 Metern) Höhe. Die Maschine befand sich auf einem Drogen-Schmuggelflug vom Flughafen Curaçao zum Almyra Municipal Airport in Arkansas. Im Wrack wurden 35 Ballen Marihuana gefunden. Von den 6 Insassen, zwei Besatzungsmitglieder und 4 Passagiere, wurde ein Passagier getötet.[668]

- 6. September – Mit einer Convair CV-440-86 der bolivianischen North East Bolivian Airways (NEBA) (CP-924) kam es nach einem Triebwerksausfall nahe dem Flugplatz El Desengano (Bolivien) zu einem Strömungsabriss. Das Flugzeug wurde irreparabel beschädigt. Über Personenschäden ist nichts bekannt.[669]

- 7. September – Ein Sprengsatz explodierte an Bord einer Hawker-Siddeley HS 748 Srs.2 der Air Ceylon (4R-ACJ) vor dem Abflug vom Flughafen Colombo-Ratmalana. Die Maschine sollte ohne Passagiere zum Flughafen Colombo-Katunayake überführt werden. Die beiden Piloten, die sich als einzige Insassen im Flugzeug befanden, überlebten den Anschlag. Das Flugzeug wurde irreparabel beschädigt.[670]

- 9. September – Eine de Havilland Canada DHC-6-100 Twin Otter der mexikanischen Lineas Aéreas del Centro (XA-BOP) verunglückte in bergigem Gelände 65 Kilometer westlich des Abflugorts Mexiko-Stadt. Von den 21 Insassen kamen 18 ums Leben, ein Besatzungsmitglied und 17 Passagiere.[671]

- (A) 25. September – Über San Diego stieß eine Boeing 727 der US-amerikanischen Pacific Southwest Airlines (N533PS) im Landeanflug mit einem Sportflugzeug des Typs Cessna 172 zusammen. Beim Unfall starben insgesamt 144 Menschen (siehe auch Pacific-Southwest-Airlines-Flug 182).

- 3. Oktober – Bei einer Fokker F-27-600 Friendship der Burma Airways (XY-ADY) verloren nach dem Start vom Flughafen Mandalay-Chanmyathazi (Birma) beide Triebwerke an Leistung. Es wurde eine Notlandung auf einer Sandbank des Flusses Irrawaddy durchgeführt. Von den 44 Insassen überlebten 42, je ein Besatzungsmitglied und ein Passagier wurden getötet. Das Flugzeug wurde irreparabel beschädigt.[672]

- Am 7. Oktober 1978 stürzte eine Jakowlew Jak-40 der sowjetischen Aeroflot (CCCP-87437) auf dem Flug vom Flughafen Swerdlowsk nach Qostanai kurz nach dem Start ab, wobei alle 38 Insassen starben.[673]

- 15. Oktober – Die Flugbesatzung einer Lockheed L-1049H Super Constellation der US-amerikanischen Skyways International (N6924C) fuhr beim Start vom Flughafen Riohacha (Almirante Padilla) (Kolumbien) das Fahrwerk zu früh ein. Die zu einem illegalen Flug gestartete Maschine stürzte ab. Eines der drei Besatzungsmitglieder wurde getötet.[674]

- 17. Oktober – Eine Douglas DC-4/C-54 eines unbekannten Betreibers (Kennzeichen unbekannt) verunglückte an der Hacienda del Cesar bei Valledupar (Kolumbien). Mit der Maschine wurde eine Ladung Marihuana befördert. Alle 3 Besatzungsmitglieder, die einzigen Insassen des Schmuggelfluges, wurden getötet. Das Flugzeug wurde irreparabel beschädigt.[675]

- 23. Oktober – Eine Antonow An-24 der sowjetischen Aeroflot (CCCP-46327) verunglückte auf dem Flug von Stawropol nach Simferopol, wobei alle 26 Insassen starben. Ursächlich für den Unfall war ein Kontrollverlust infolge vereister Triebwerke, da die Enteisungsanlage während des Fluges zu spät eingeschaltet wurde.[676]

- 5. November – Eine Douglas DC-3/C-47B der ägyptischen Nile Delta Air Services (SU-AZM) stürzte ins Mittelmeer, die vom Flughafen Alexandria El Nouzha (Ägypten) gestartet war. Alle 17 Insassen, vier Besatzungsmitglieder und 13 Passagiere, kamen ums Leben.[677]

- 18. November – Eine privat auf den US-Amerikaner J. Whaley zugelassene Martin 4-0-4 (N13415) wurde bei Punta Fija (Venezuela) nach einem Triebwerksausfall im Golf von Venezuela notgewassert. Alle drei Insassen, zwei Besatzungsmitglieder und ein Passagier, überlebten den Unfall.[678]

- 14. November – Eine Douglas DC-3/C-47A-20-DK der Yemen Airlines (4W-ABY) wurde bei einer harten Landung auf dem Flugplatz von Ma'rib (Nordjemen) irreparabel beschädigt. Alle Insassen überlebten.[679]

- (A) 15. November – Eine Douglas DC-8-63CF der isländischen Loftleidir (TF-FLA), im Auftrag der indonesischen Garuda auf dem Rückflug von Mekka, wurde durch zahlreiche Fehler beider Piloten beim Landeanflug auf den Flughafen Colombo/Bandaranaike (Sri Lanka), etwa 2 Kilometer entfernt in den Boden geflogen. Dabei starben 183 der 262 Menschen an Bord (siehe auch Loftleiðir-Flug 001).[680]

- 18. November – Eine de Havilland Canada DHC-6-300 Twin Otter der französischen Air Guadeloupe (F-OGHD) wurde durch eine heftige Sturmbö im Anflug auf den Flughafen Marie-Galante (Guadeloupe) aus einer Flughöhe von 60 bis 90 Metern derart nach unten gedrückt, dass sie mit der linken Tragflächenspitze das Meer berührte, abstürzte und im 13 Meter tiefen Wasser versank. Von den 20 Insassen kamen 15 ums Leben, ein Besatzungsmitglied und 14 Passagiere.[681]

- 21. November – Eine Douglas DC-3/C-47A der kolumbianischen Taxi Aéreo El Venado (HK-1393) kollidierte rund 30 Kilometer südlich von Rubio (Kolumbien) in einer Höhe von 3.400 Metern (11.200 Fuß) mit dem Berg Judio. Die Maschine war auf einem Inlandsflug von Cúcuta nach Arauca. Alle 28 Insassen, die drei Besatzungsmitglieder und 25 Passagiere, wurden getötet.[682]

- 29. November – Eine Convair CV-240/VT-29A, die privat auf den Argentinier J.M. Cuadros registriert war (LV-MMR), verunglückte bei einem Trainingsflug auf dem Flugplatz Kendall-Tamiami (Florida, USA). Der auszubildende Pilot verlor bei einem simulierten Triebwerksausfall während des Starts die Kontrolle über das Flugzeug. Die Convair schlug schließlich in einem Kanal auf und brannte aus. Einer der beiden Piloten, der einzigen Insassen, kam ums Leben.[683]

- 8. Dezember – Eine Douglas DC-6A/B der kolumbianischen LAC Líneas Aéreas del Caribe (HK-1707) verschwand im Gebiet Sierra Cucuy (Kolumbien), 17 Minuten vor der geplanten Landezeit. Die Maschine befand sich auf einem Frachtflug von Port of Spain (Trinidad und Tobago) zum Flughafen Bogota-Eldorado. Alle drei Besatzungsmitglieder, die einzigen Insassen, wurden getötet.[684]

- 16. Dezember – Eine Douglas DC-4 eines unbekannten Betreibers (Kennzeichen unbekannt) verunglückte beim Versuch einer Nachtlandung auf einer Hacienda im Departament del Cesar (Kolumbien). Das Flugzeug fing bei der Bruchlandung Feuer und brannte aus. Mit der Maschine wurde eine Ladung Marihuana befördert. Ein Pilot des Schmuggelfluges wurde verbrannt im Wrack gefunden.[685]

- (A) 17. Dezember – An einer Boeing 737-200 der Indian Airlines (VT-EAL) waren beim Start vom Flughafen Hyderabad die Auftriebshilfen nicht ausgefahren. Das Flugzeug gewann kaum an Höhe und machte auf der Startbahn eine Bauchlandung mit eingezogenem Fahrwerk. Die Maschine rutschte durch die Flughafenumzäunung, über einen Kanal und kam in steinigem Gelände zum Stehen. Ein Feuer brach aus, das die Maschine vollständig zerstörte. Von den 132 Personen an Bord wurde ein Passagier getötet, außerdem starben drei Landschaftsgärtner, die zum Unfallzeitpunkt die Wiese nahe der Flughafenumzäunung mähten (siehe auch Indian-Airlines-Flug 403).[686]

- (A) 23. Dezember – Eine Douglas DC-9 der italienischen Alitalia (I-DIKQ) wurde beim Landeanflug in Palermo, Sizilien (Italien), etwa 3 Kilometer vor dem Flughafen ins Mittelmeer geflogen. Bei diesem CFIT (Controlled flight into terrain) wurden 108 Insassen getötet. Durch Besatzungen von Fischerbooten wurden 21 Menschen gerettet (siehe auch Alitalia-Flug 4128).

- (A) 28. Dezember – Einer Douglas DC-8 der US-amerikanischen United Airlines (N8082U) ging kurz vor der Landebahn des Zielflughafens in Portland, Oregon (USA) der Treibstoff aus. Von den 189 Menschen an Bord starben 10, 179 wurden gerettet (siehe auch United-Airlines-Flug 173).[687]

### 1979
- Im Jahr 1979 (genaues Datum unbekannt) verunglückte eine auf R.A. Armstrong privat zugelassene Douglas DC-7CF (Luftfahrzeugkennzeichen N302G) an einem unbekannten Ort in Kolumbien und wurde zerstört. Über Personenschäden ist nichts bekannt. Die Maschine befand sich offenbar auf einem Schmuggelflug.[688]

- 12. Januar – Eine Douglas DC-4/C-54D-10-DC der bolivianischen Trak Airways (Transportes Aéreos Kantuta) (CP-1352) wurde bei einem Unfall 48 Kilometer nordöstlich von San Borja (Bolivien) irreparabel beschädigt. Alle Insassen überlebten den Unfall.[689]

- 24. Januar – Eine Nord 262A-44 der Air Algérie (7T-VSU) wurde im Anflug auf den Flughafen Bechar 15 Kilometer vor dem Ziel in den Boden geflogen. Während die dreiköpfige Besatzung überlebte, wurden 14 der 20 Passagiere getötet.[690]

- 28. Januar – Eine Fokker F-27-500 Friendship der französischen Air Rouergue (F-BYAH) wurde auf einem Testflug vom und zum Flughafen Rodez-Marcellac (Département Aveyron, Frankreich) 17,4 Kilometer südöstlich des Flughafens im Anflug auf die Landebahn 31 gegen einen wolkenverhangenen Berg geflogen, als es in Vorbereitung auf einen ILS-Anflug einschwenkte. An Bord befanden sich außer den beiden Piloten auch zwei Mechaniker, ein Fokker-Techniker und ein Pilot von Air Alpes. Faktoren waren eine mangelnde Flugvorbereitung, die Nichtverwendung des Funkhöhenmessers und ein möglicher Schwerpunkt außerhalb der zulässigen Grenzen, welcher die Längsmanövrierfähigkeit beeinträchtigte. Außerdem war im Cockpit keine Anflugkarte für diesen Flugplatz vorhanden. Durch diesen CFIT (Controlled flight into terrain) wurden 5 der 6 Insassen getötet.[691]

- (A) 30. Januar – Eine Frachtmaschine des Typs Boeing 707-323C der brasilianischen VARIG (PP-VLU) verschwand aus unbekanntem Grund spurlos über dem Pazifik, nachdem sie den Radarbereich der Flugsicherung ca. 200 Kilometer vor der japanischen Küste verlassen hatte. Der Verbleib des Flugzeugs konnte nicht aufgeklärt werden. Auch die sechsköpfige Besatzung wird seither vermisst (siehe auch VARIG-Flug 967).[692]

- 8. Februar – Eine Embraer EMB 110 Bandeirante der brasilianischen Transportes Aéreos Regionais (PT-SBB) verunfallte auf dem Weg vom Flughafen Bauru nach São Paulo-Congonhas. Kurz nach dem Start streifte die Maschine Bäume und zerschellte. Alle 18 Insassen starben.[693][694]

- 9. Februar – Mit einer Douglas DC-9-14 der US-amerikanischen Eastern Air Lines (N8910E) wurden am Dade-Collier Training and Transition Airport Übungsflüge durchgeführt. An Bord befanden sich ein Fluglehrer und vier Flugschüler. Bei einem der Starts stellte der Ausbilder während der Rotation das linke Triebwerk ab, um einen Triebwerksausfall zu simulieren. Daraufhin rollte das Flugzeug nach links und die linke Tragfläche berührte den Boden. Beim folgenden Aufprall wurde die Unterseite des Bugbereichs der Maschine fast völlig zerstört. Alle fünf Personen an Bord wurden verletzt, zwei davon schwer. Das Flugzeug musste abgeschrieben werden.[695][696]

- (A) 12. Februar – Erneut wurde eine Vickers Viscount 748D der Air Rhodesia (VP-YND) nach dem Start vom Flughafen Kariba (Rhodesien) von Joshua Nkomo's Terroristengruppe ZIPRA mit einer Flugabwehrrakete abgeschossen. Die Maschine befand sich auf dem Flug zum Flughafen Salisbury. Sie wurde am Triebwerk 2 (links innen) getroffen, fing Feuer und stürzte unkontrollierbar ab. Alle 59 Insassen, 5 Besatzungsmitglieder und 54 Passagiere, wurden getötet (siehe auch Air-Rhodesia-Flug 827).[697]

- 12. Februar – Eine Mohawk 298 (Nord 262) der US-amerikanischen Allegheny Airlines (N29824) stürzte unmittelbar nach dem Start vom Flughafen Clarksburg (West Virginia) in winterlichen Bedingungen aufgrund von Schnee auf den Tragflächen und dem Leitwerk ab. Von den 25 Menschen an Bord kamen 2 ums Leben.[698]

- 19. Februar – Eine Douglas DC-3/C-47B-35-DK der Ethiopian Airlines (ET-AFW) stürzte nach einer Bombenexplosion südwestlich des Flughafens Asmara (Äthiopien) ab. Alle 5 Insassen wurden getötet.[699]

- 26. Februar – Eine Douglas DC-6B der Air Gabon (TR-LXN) stürzte 11 Kilometer vom Flughafen Moanda (Gabon) entfernt in einen Sumpf. Alle 3 Besatzungsmitglieder, die einzigen Insassen, kamen ums Leben.[700]

- 12. März – Eine Sud Aviation Caravelle III der Air France (F-BHRL) kollidierte beim Rollen auf dem Flughafen Frankfurt (Hessen) mit einer stabilen Bau-Absperrung. Ein Tragflächenende wurde so weit aufgerissen, dass etwa 500 kg Treibstoff ausliefen. Der Kapitän hatte schwungvoll eine S-Kurve der Leitlinie geschnitten. Alle 41 Insassen, sechs Besatzungsmitglieder und 35 Passagiere, blieben unverletzt. Das Flugzeug wurde aufgrund seines Alters von 19 Jahren als irreparabel eingestuft und verschrottet.[701]

- (A) 14. März – Eine Boeing 727-2D3 der Alia Royal Jordanian Airlines (JY-ADU) wurde beim dritten Landeversuch auf dem Flughafen Doha während eines Gewitters durch heftige Scherwinde und Downburst im Landeanflug zu Boden gedrückt, sprang wieder hoch, drehte sich auf den Rücken und stürzte auf den Flughafen. Bei dem Unfall starben 45 der 64 Insassen (siehe auch Alia-Royal-Jordanian-Airlines-Flug 600).[702]

- 14. März – Eine Hawker Siddeley Trident 2E der chinesischen CAAC (B-274) stürzte kurz nach dem Start vom Flughafen Peking-Xijiao (China) in eine Fabrik. Dabei kamen alle 12 Besatzungsmitglieder, die einzigen Insassen, sowie 32 Menschen am Boden ums Leben. Die Maschine befand sich auf einem Trainingsflug.[703]

- 17. März – Nach einem Fehlalarm wegen eines nur vermeintlich brennenden Triebwerks wurde eine Tupolew Tu-104 der sowjetischen Aeroflot (CCCP-42444) kurz vor der Landung auf dem Flughafen Moskau-Wnukowo ins Gelände geflogen. Dadurch wurden von 113 Passagieren und 6 Besatzungsmitgliedern 57 Passagiere und 1 Flugbegleiter getötet.[704]

- 17. März – Eine de Havilland Canada DHC-4A Caribou der kanadischen Air Inuit (C-GVYW) verschwand nahe Barbados. Das Flugzeug befand sich auf einem Überführungsflug von Guyana, wo es zuvor für 15 Monate eingelagert worden war. Südlich von Barbados meldete der Pilot einen Triebwerksausfall und das Überhitzen des anderen Triebwerks. Das Flugzeug wurde trotz intensiver Suche nie gefunden. Die drei Insassen wurden für tot erklärt.[705]

- (A) 26. März – Bei der Iljuschin Il-18 DM-STL der Interflug (DDR) kam es während des Starts auf dem Flughafen Luanda (Angola) zu verringerter Leistung eines der vier Triebwerke. Der späte Startabbruch führte zum Überschießen des Startbahnendes. Das Flugzeug kollidierte mit dem Landekurssender des Instrumentenlandesystems und zerschellte in einer Senke dahinter. Explosionen und Feuer zerstörten das Flugzeug vollständig. Alle zehn Insassen, vier Besatzungsmitglieder und sechs Passagiere, kamen ums Leben (siehe auch Flugunfall der Interflug bei Luanda).[706]

- (A) 29. März – Eine mit 21 Passagieren und drei Besatzungsmitgliedern besetzte Fairchild F-27 der kanadischen Quebecair (C-FQBL) stürzte infolge einer Triebwerksexplosion kurz nach dem Start in Québec ab. Die Besatzung und 14 Fluggäste kamen bei dem Absturz ums Leben (siehe auch Quebecair-Flug 255).[707]

- 16. April – Eine Convair CV-440 des US-amerikanischen Besitzers Jose Benitez (N94480) verunglückte nach einem Triebwerksausfall bei der Landung auf dem Flughafen Key West (Florida, USA). Das Flugzeug wurde irreparabel beschädigt. Beide Besatzungsmitglieder, die einzigen Insassen, überlebten den Unfall.[708]

- (A) 18. April – Ein Hubschrauber des Typs Sikorsky S-61L der New York Airways (N618PA) verlor kurz nach dem Start vom Flughafen Newark ein Blatt des Heckrotors. Zu diesem Zeitpunkt befand sich der Hubschrauber in einer Höhe von 1.200 Fuß (etwa 365 Meter). Die Piloten leiteten aufgrund der Unwucht einen Notsinkflug ein und entschieden, nach Newark zurückzukehren. Infolge der durch die Unwucht verursachten Vibrationen löste sich der Heckrotor in einer Flughöhe von 150 Fuß (etwa 45 Meter) vollständig vom Rumpf. Der Hubschrauber kippte daraufhin über die Nase ab und ging in einen steilen Sturzflug über. Beim Aufprall kamen drei Passagiere ums Leben, zehn weitere Fluggäste und drei Besatzungsmitglieder wurden schwer verletzt (siehe auch New-York-Airways-Flug 972 (1979)).[709]

- 23. April – Eine Vickers Viscount 785D der ecuadorianischen SAETA (HC-AVP) wurde in der Provinz Pastaza (Ecuador) ins Gebirge geflogen. Das Flugzeug war auf dem Weg von Quito nach Cuenca gewesen. Das Wrack der Maschine wurde erst fünf Jahre später (1984) in 5500 Meter Höhe aufgefunden, 25 nautische Meilen (46 Kilometer) von der vorgeschriebenen Flugstrecke entfernt. Alle 57 Insassen, 5 Besatzungsmitglieder und 52 Passagiere, wurden bei diesem CFIT (Controlled flight into terrain) getötet.[710]

- (A) 26. April – Im Anflug auf den Flughafen Madras (Indien) explodierte ein Sprengsatz in der vorderen Bordtoilette einer Boeing 737-200 der Indian Airlines (VT-ECR), was zu einem kompletten Ausfall der Elektronik führte. Da deshalb auch die Landeklappen nicht ausgefahren werden konnten, das Antiblockiersystem und die Schubumkehr ausgefallen waren, überrollte die Maschine bei der Landung das Bahnende und brannte aus. Alle 67 Personen, sechs Besatzungsmitglieder und 61 Passagiere konnten sich aus der Maschine retten (siehe auch Flugunfall einer Boeing 737 der Indian Airlines 1979 auf dem Flughafen Madras).[711]

- 15. Mai – Eine Douglas DC-4/C-54S der US-amerikanischen Biegert Aviation (N44905) hob während des Startvorgangs vom Mesa-Falcon Field (Arizona, USA) nicht ab und kollidierte mit einem Dreckhaufen. Das Flugzeug wurde irreparabel beschädigt. Ursache war, dass vor dem Start weder die Ruderverriegelung des Höhenruders entfernt noch die Freigängigkeit der Steuerflächen überprüft worden war. Vergleichbar ist dies mit dem Losfahren mit einem Auto, bei dem das Lenkradschloss verriegelt ist. Alle 2 Besatzungsmitglieder überlebten den Unfall.[712]

- 15. Mai – Eine Britten-Norman BN-2A Trislander Mk III-1 der britischen Loganair (G-BCYC) wurde auf dem Flughafen Aberdeen (Schottland) aus unbekannten Gründen irreparabel beschädigt. Es gab keine Personenschäden. Das Wrack der Maschine wurde von Aurigny Air Services übernommen, einem anderen Betreiber des Typs Trislander.[713]

- 17. Mai – Eine Douglas DC-4 der US-amerikanischen Bush Aviation (Kennzeichen unbekannt) geriet während des Fluges in Brand und musste im Golf von Mexiko notgewassert werden. Alle 3 Besatzungsmitglieder überlebten den Unfall.[714]

- (A) 25. Mai – Eine McDonnell Douglas DC-10 der US-amerikanischen American Airlines (N110AA)stürzte ab, nachdem während des Starts in Chicago (Illinois, USA) ein Triebwerk abgerissen war und dabei alle drei Hydrauliksysteme außer Funktion gebracht hatte. An Bord starben 271 Menschen sowie 2 am Boden. Dies war der bis dahin schwerste Flugunfall in den USA (siehe auch American-Airlines-Flug 191).[715]

- 30. Mai – Eine de Havilland Canada DHC-6-200 Twin Otter der US-amerikanischen Downeast Airlines (N68DE) wurde im Anflug auf den Rockland-Knox County Regional Airport (Maine, USA) 1,9 Kilometer südsüdwestlich davon in den Boden geflogen, nachdem der Anflug trotz des miserablen Wetters unter die Entscheidungshöhe fortgesetzt worden war. Durch diesen CFIT (Controlled flight into terrain) wurden von den 18 Insassen 17 getötet, beide Besatzungsmitglieder und 15 Passagiere.[716]

- 1. Juni – Eine Armstrong Whitworth Argosy C.1 der deutschen OTRAG (9Q-COE) wurde auf dem Flughafen Lubumbashi-Luano (Demokratische Republik Kongo) derart hart gelandet, dass sie irreparabel beschädigt wurde. Personen kamen nicht zu Schaden.[717]

- 1. Juni – An einer Douglas DC-4/C-54A-5-DO der kanadischen Aero Trades Western (C-FQIX) entstand nach dem Start ein Brand im Triebwerk Nr. 1 (links außen). Die Feuerlöschanlage erwies sich als defekt, und es wurde mit noch brennendem Motor eine Notlandung auf dem Startflugplatz Thompson (Manitoba, Kanada) durchgeführt. Nach der Landung wurden die linke Tragfläche und Rumpfseite durch das Feuer zerstört. Die beiden Besatzungsmitglieder, einzige Insassen auf dem Flug, überlebten den Unfall.[718]

- 6. Juni – Eine Douglas DC-6BF eines unbekannten nicaraguanischen Betreibers (AN-BFN) überrollte in Charleston (West Virginia) (USA) bei der Landung das Landebahnende eines nicht bekannten Flugplatzes. Die Maschine hatte etwa 9100 Kilogramm Marihuana geladen. Der Kapitän war mit der DC-6 nicht vertraut. Das Flugzeug wurde irreparabel beschädigt. Alle drei Insassen überlebten den Unfall.[719]

- 21. Juni – Bei einer als Agrarflugzeug eingesetzten Lockheed L-749/VC-121B Constellation der kanadischen Beaver Air Spray (C-GXKS) kam es zu einem Hydraulikausfall. Daher wurde eine Sicherheitslandung auf dem Flugplatz von Rivière-du-Loup (Québec, Kanada) durchgeführt. Wegen des Ausfalls der Bremsen und einiger Bedienungsfehler überrollte die Maschine das Ende der rund 1800 Meter langen Landebahn um 335 Meter. Sie wurde dabei irreparabel beschädigt. Alle vier Besatzungsmitglieder überlebten den Unfall.[720][721]

- 22. Juni – Mit einer Douglas DC-7CF der US-amerikanischen Go Transportation (N357AL) musste unmittelbar nach dem Start vom Flugplatz Barstow-Daggett (Kalifornien, USA) eine Notlandung durchgeführt werden. Die Frachtmaschine war knapp 1,5 Tonnen überladen, außerdem war ein nicht zugelassener Treibstoff mit nur 100 statt 145 Oktan getankt worden. Obwohl schon beim Start ein Leistungsverlust auftrat, brach der Kapitän den Start nicht ab. Bei der Notlandung wurde das Flugzeug zerstört. Von den sechs Insassen, zwei Besatzungsmitgliedern und vier Passagieren, wurde ein Besatzungsmitglied getötet.[722]

- Im Juli 1979 (genaues Datum unbekannt) wurde eine Douglas DC-6BF der US-amerikanischen New World Air Charter (N19CA) auf dem Flughafen Larnaka (Zypern) irreparabel beschädigt. Nähere Einzelheiten sind derzeit nicht verfügbar. Personen kamen nicht zu Schaden. Die Maschine wurde im Oktober 1996 verschrottet.[723]

- 5. Juli – Eine Fairchild F-27A der französischen Touraine Air Transport (TAT) (F-GBRS) wurde auf dem Flughafen Paris-Orly irreparabel beschädigt. Alle 18 Insassen überlebten den Totalschaden.[724]

- 15. Juli – Eine Hawker Siddeley HS 748-259 2A der kanadischen Austin Airways (C-GPAA) explodierte auf dem Flughafen Moosonee (Ontario, Kanada). Am Vorabend war das Flugzeug mit zwei Gummifrachtbehältern beladen worden, jeweils mit knapp 7300 Litern Flugbenzin gefüllt. Über Nacht entwickelten sich Benzindämpfe bis in fast alle Rumpfteile hinein. Als nach dem Anlassen der Triebwerke die Generatoren eingeschaltet wurden, kam es zu einer heftigen Explosion, bei der die hintere Tür nach außen geschleudert wurde und das Bugfahrwerk zusammenbrach. Beide Piloten, die einzigen Insassen, konnten sich retten, bevor die Maschine durch ein heftiges Feuer vollständig zerstört wurde.[725]

- 20. Juli – Eine Douglas DC-6A der US-amerikanischen Kimex Inc. (N43865) stürzte beim zweiten Landeversuch auf dem Flughafen Kingston (Jamaika) ab. Beim ersten Versuch des mit Hühnereiern aus Florida beladenen Flugzeugs musste wegen zu großer Anflughöhe durchgestartet werden. Beim zweiten Anlauf flog die Maschine 1,5 Kilometer vor der Landebahn in das dort etwa 3 Meter tiefe Meer. Von den vier Besatzungsmitgliedern, den einzigen Insassen auf dem Frachtflug, kamen zwei ums Leben.[726]

- 23. Juli – Eine Boeing 707 der libanesischen Trans Mediterranean Airways (OD-AFX) verunglückte auf dem Flughafen Beirut bei einem Trainingsflug ohne Passagiere. Beim dritten Touch-and-Go des Fluges kam das Flugzeug in eine unkontrollierbare Fluglage und stürzte auf dem Flugplatz ab. Alle sechs Besatzungsmitglieder kamen ums Leben.[727]

- 24. Juli – Eine De Havilland DH.114 Prinair Heron 2B der puerto-ricanischen Prinair (N575PR) verunglückte während des Starts vom Flughafen Saint Croix (Amerikanische Jungferninseln). Nach dem Abheben rollte die Maschine nach links und rechts und schwankte auch nach oben und unten. Sie schlug schließlich 1680 Meter hinter dem Startbahnende 240 Meter rechts von der Startlinie auf dem Boden auf, wobei 8 Insassen ums Leben kamen, einer der Piloten und 7 der 19 Passagiere. Die Unfalluntersuchung ergab, dass das Flugzeug mit 480 kg (1060 Pfund) stark überladen war und sich der Schwerpunkt 8 Zoll (rund 20 cm) hinter dem hinteren Limit befand. Für diese Beladefehler wurden sowohl Prinair als auch fehlende Überwachung durch die Behörde Federal Aviation Administration (FAA) verantwortlich gemacht.[728]

- (A) 26. Juli – Eine Boeing 707-330C der Lufthansa (D-ABUY) kollidierte auf einem Frachtflug kurz nach dem Start von Rio de Janeiro nach Dakar mit einem Berg bei Petrópolis. Grund waren fehlerhafte Anweisungen der Flugsicherung. Die dreiköpfige Besatzung kam ums Leben (siehe auch Lufthansa-Flug 527).[729]

- (A) 31. Juli – Die Hawker-Siddeley HS 748 G-BEKF der britischen Dan Air Services schoss beim Start auf dem Flughafen Sumburgh (Shetlandinseln) (Großbritannien) über das Startbahnende hinaus und stürzte ins Meer, da das Höhenruder verriegelt war. An Bord starben 17 Menschen, 30 überlebten (siehe auch Dan-Air-Flug 0034).[730]

- 4. August – Eine Hindustan Aeronautics HAL 748 der Indian Airlines (VT-DXJ) wurde nahe Panvel in den Boden geflogen. Die Maschine war auf dem Weg vom Flughafen Pune zum Flughafen Bombay, als sie 29 Kilometer vor dem Zielflughafen in niedriges Gelände flog. Bei diesem CFIT (Controlled flight into terrain) wurden alle 45 Insassen getötet, 5 Besatzungsmitglieder und 40 Passagiere. Beitragende Faktoren waren mehrere Fehler des Radar Controllers. Es war der Unfall einer HAL 748 mit den meisten Todesopfern.[731]

- 4. August – Eine Curtiss C-46A-45-CU Commando der US-amerikanischen Aircraft Line Maintenance (N8040Y) wurde in einer Höhe von 5000 Metern gegen den dort 6570 Meter hohen Vulkan Tupungato (Chile) geflogen. Bei diesem CFIT (Controlled flight into terrain) wurden alle 5 Besatzungsmitglieder getötet, die einzigen Insassen auf dem Überführungsflug. Es handelte sich um die ehemalige LV-FSA der argentinischen Austral Líneas Aéreas, die gerade in die USA verkauft worden war. Das Wrack wurde erst 1981 bei der Suche nach einem vermissten Hubschrauber gefunden.[732]

- 11. August – Auf Grund des Fehlers eines Fluglotsen stießen zwei Maschinen des Typs Tupolew Tu-134 der sowjetischen Aeroflot im Luftraum von Dniprodserschynsk zusammen (CCCP-65816 und CCCP-65735). Alle 178 Insassen an Bord beider Flugzeuge kamen bei dem Zusammenstoß ums Leben.[733]

- 19. August – Eine Boeing 707-123B der Cyprus Airways (5B-DAM) sprang nach dem Aufsetzen am Flughafen Bahrain wieder hoch und setzte danach auf dem Bugfahrwerk auf. Selbiges brach zusammen und beim anschließenden Schleudervorgang wurde die Maschine irreparabel beschädigt. Alle 66 Insassen überlebten den Unfall.[734]

- 22. August – Eine Hawker Siddeley HS 748-260 der kolumbianischen SATENA (FAC-1101) wurde vom Flughafen Bogotá (Kolumbien) gestohlen. Ein 23 Jahre alter Mann, der schon nach 2 Jahren als Mechaniker wieder entlassen worden war, startete mit dem gestohlenen Flugzeug und stürzte damit in einem Vorort von Bogota ab. Außer sich selbst tötete er damit drei Einwohner.[735]

- 26. August – Mit einer Convair CV-440 der US-amerikanischen Cornerstone Construction Inc. (N14478) wurden aufgrund von Problemen beim Ausfahren des rechten Hauptfahrwerks auf dem Flughafen San Juan (Puerto Rico, USA) zwei Touch-and-Go-Landungen durchgeführt. Der Kapitän entschied sich dann für eine Bauchlandung. Dabei wurde das Flugzeug irreparabel beschädigt. Alle drei Insassen, die beiden Besatzungsmitglieder und ein Passagier, überlebten den Unfall. Die drei Insassen wurden gesehen, wie sie aus dem Flugzeug wegrannten. Vermutlich handelte es sich um einen Schmuggelflug.[736]

- 29. August – An einer von Kiew nach Kasan fliegenden Tupolew Tu-124 der sowjetischen Aeroflot (CCCP-45038) fuhren im Reiseflug die Landeklappen aus. Es kam daraufhin zum Kontrollverlust und Absturz, wobei alle 63 Insassen starben.[737]

- 29. August – Eine de Havilland Canada DHC-6 Twin Otter der kanadischen Bradley Air Services (C-GROW) wurde nahe dem Zielflughafen Frobisher Bay (Nordwest-Territorien, Kanada) ins Gelände geflogen. Mit dem Flugzeug wurden an diesem Tag mehrere Flüge unter Sichtflugregeln nach Brevoort Island durchgeführt, 215 Kilometer östlich von Iqaluit. Beim dritten Rückflug wurden den Piloten tiefe Wolken in 400 Fuß (120 Meter) Höhe über dem Flughafen gemeldet. Die Maschine wurde 400 Meter östlich des Flughafens in nur 30 Meter Höhe ins Gelände geflogen. Alle 9 Insassen, 2 Besatzungsmitglieder und 7 Passagiere, wurden bei diesem CFIT (Controlled flight into terrain) getötet.[738]

- 31. August – Eine Lockheed L-049-46-26 Constellation der Aerovías Quisqueyana aus der Dominikanischen Republik (HI-260) wurde auf dem Flughafen Santo Domingo-Las Américas (Santo Domingo, Dominikanische Republik) durch den Hurrikan David zerstört. Über Personenschäden ist nichts bekannt.[739]

- 31. August – Eine Curtiss C-46A-5-CK Commando des dominikanischen Canaan Amin (HI-197) wurde auf dem Flughafen Las Américas (Dominikanische Republik) durch den Hurrikan David irreparabel beschädigt. Über Personenschäden ist nichts bekannt.[740]

- (A) 11. September – Eine Boeing 707-324C der China Airlines (B-1834) stürzte kurz nach dem Start vom Flughafen Taipei-Chiang Kai-shek ins Meer. Unter den sechs Menschen an Bord des Trainingsfluges gab es keine Überlebenden (siehe auch Flugunfall einer Boeing 707 der China Airlines 1979).[741]

- 12. September – An einer Curtiss C-46A-60-CK Commando der US-amerikanischen Rich International Airways (N7768B) fiel im Anflug auf den Flughafen South Caicos (Turks- und Caicosinseln) ein Triebwerk aus. Die Piloten schafften es nicht mehr ganz zum Ziel, sondern mussten 1,6 Kilometer westlich des Flughafens notwassern. Alle drei Insassen des Frachtflugs, die zwei Piloten und ein Passagier, überlebten den Unfall.[742]

- 14. September – Eine Douglas DC-7 der US-amerikanischen Butler Aircraft Company (N4SW) wurde auf dem nur 85 km langen Flug von Klamath Falls (Oregon) nach Medford (Oregon) sieben Minuten nach dem Start in den Berg Surveyor Mountain geflogen. Bei diesem CFIT (Controlled flight into terrain) wurden alle 12 Insassen (beide Piloten und die 10 Passagiere) getötet.[743]

- 14. September – Eine aus Alghero kommende Douglas DC-9-32 der italienischen Aero Trasporti Italiani (ATI) (I-ATJC) wurde beim Landeanflug auf den Flughafen Cagliari bei Capoterra in bergiges Gelände geflogen. Der Kapitän nahm an, dass man sich über dem Meer befand, während der Erste Offizier zu Recht davon ausging, dass sich das Flugzeug über den Bergen befand. In nur 610 Metern Höhe kollidierte die Maschine 18 Kilometer südwestlich des Flughafens mit den Felsen, woraufhin sie auseinanderbrach, aufschlug und Feuer fing. Bei diesem CFIT (Controlled flight into terrain) wurden alle 31 Insassen getötet, vier Besatzungsmitglieder und 27 Passagiere.[744]

- 18. September – Eine Britten-Norman BN-2A-7 Islander der kanadischen Pacific Coastal Airlines (C-FZVV) kollidierte in dickem Nebel mit einem bewaldeten Hang. Das Flugzeug befand sich auf dem Weg von Comox nach Port Hardy. Von den neun Insassen kamen vier ums Leben, das einzige Crewmitglied und drei Passagiere.[745]

- 28. September – Mit einer Curtiss C-46A-45-CU Commando der US-amerikanischen Miami Air Lease (N10624) kam es querab von Andros (Bahamas) zu einer Notwasserung. Nähere Einzelheiten sind derzeit nicht verfügbar. Es gab keine Todesfälle.[746]

- 30. September – Eine de Havilland Canada DHC-6 Twin Otter 200 der kanadischen West Coast Air (C-FWAF) stürzte im Landeanflug auf den Flughafen von Sechelt (British Columbia) ab. Das Flugzeug kippte in einer Höhe von ungefähr 200 Fuß plötzlich nach rechts ab und schlug auf dem Boden auf. Ursache war eine Fehlfunktion der Querruder aufgrund eines Konstruktionsfehlers in deren Steuerung. Von den 16 Insassen kamen zwei ums Leben, ein Crewmitglied und ein Passagier.[747]

- (A) 7. Oktober – Die Douglas DC-8-62 HB-IDE der Swissair schoss während der Landung auf dem Flughafen Athen-Ellinikon (Griechenland) bei starkem Regen und Aquaplaning über das Landebahnende hinaus und eine Böschung hinunter. Von den 154 Menschen an Bord starben 14 (siehe auch Swissair-Flug 316).[748]

- 10. Oktober – An einer Canadair CL-44/CC-106 Yukon der uruguayischen ALAS – Atlantida Linea Aérea Sudamericana (CX-BKD) brach bei der Landung auf dem Flughafen Montevideo (Uruguay) das rechte Hauptfahrwerk zusammen. Die rechte Tragfläche schlug auf den Boden, das Bugfahrwerk und linke Hauptfahrwerk sanken sofort in den weichen Boden neben der Landebahn ein, wodurch das Heck und ein Teil der linken Tragfläche über die Landebahn ragten. Alle sechs Insassen, vier Besatzungsmitglieder und zwei Passagiere, überlebten den Unfall. Da in Carrasco keine Bergungsausrüstung vorhanden war, konnte das Flugzeug nicht von der Landebahn entfernt werden. Triebwerke, Instrumente und andere Ausrüstungsgegenstände wurden entfernt und das Heck und der Bug abgetrennt. Die Überreste wurden dann angezündet.[749]

- 25. Oktober – Eine Vickers Viscount 735 der britischen Guernsey Airlines (G-BFYZ) schlug bei der Landung auf dem Flughafen Kirkwall (Vereinigtes Königreich) mit dem rechten äußeren Propeller auf der Landebahn auf. Bei schlechtem Wetter und böigem Seitenwind geriet die Maschine nach rechts von der Landebahn ab, das Bugfahrwerk brach zusammen und das Flugzeug wurde irreparabel beschädigt. Alle 51 Insassen, die vier Besatzungsmitglieder und 47 Passagiere, überlebten.[750][751]

- (A) 31. Oktober – Eine McDonnell Douglas DC-10-10 der US-amerikanischen Western Airlines (N903WA) setzte bei dichten Nebel auf einer gesperrten Landebahn des Flughafens Mexiko-Stadt (Mexiko) auf. Beim Versuch durchzustarten kollidierte die Maschine mit einem Baufahrzeug. Das Flugzeug brach daraufhin nach rechts aus und stürzte in ein Gebäude. Von den 88 Insassen kamen 72 ums Leben. Zudem wurde eine weitere Person am Boden getötet (siehe auch Western-Airlines-Flug 2605).[752]

- 13. November – Die Piloten einer Curtiss C-46F-1-CU Commando der kanadischen Lambair (C-GYHT) mussten zum Ausgangspunkt zurückkehren, dem Flughafen Churchill (Manitoba, Kanada), da sie durch einen Anstieg der Öltemperatur des Motors Nr. 1 und einen Abfall des Öldrucks dazu gezwungen waren. Im Sinkflug konnte das Flugzeug die Höhe nicht halten und musste etwa einen Kilometer nordwestlich der Landebahn in unwegsamem Gelände notgelandet werden. Berichten zufolge war das Flugzeug überladen. Alle Insassen überlebten den Unfall. Das Flugzeug wurde irreparabel beschädigt.[753]

- 16. November – An einer Martin 4-0-4 der US-amerikanischen Nevada Airlines (N40438) ging unmittelbar nach dem Abheben vom Flughafen Grand Canyon National Park (Arizona, USA) der linke Propeller in die Segelstellung. Da das Flugzeug außerdem in einen Fallwind geriet, die Dichtehöhe sehr groß war und das Gelände voraus anstieg, sank das Flugzeug und kollidierte 2300 Meter vom Startbahnende mit Bäumen und stürzte ab. Alle 44 Insassen, drei Besatzungsmitglieder und 41 Passagiere, überlebten den Unfall. Das Flugzeug wurde durch den Brand nach dem Aufschlag zerstört.[754]

- (A) 18. November – Die Piloten einer auf dem Flug zur Nellis Air Force Base befindlichen Lockheed L-188CF Electra (N859U) der US-amerikanischen Transamerica Airlines meldeten einen Elektronikausfall an Bord, von dem auch die Cockpitinstrumente betroffen waren. Die Maschine geriet in eine unkontrollierte Fluglage und ging in einen steilen Sinkflug über. Beim Versuch das Flugzeug abzufangen, zerbrach es infolge einer strukturellen Überbelastung in der Luft. Die drei Besatzungsmitglieder wurden bei dem Unfall getötet (siehe auch Transamerica-Airlines-Flug 18).[755]

- 19. November – Eine Douglas DC-4/RC-54V der US-amerikanischen Tiburon Aircraft Inc (N8060C) streifte im Endanflug auf den Flugplatz McCormick (South Carolina, USA) Bäume, stürzte ab und explodierte. Mit der Maschine wurde eine Ladung von 6000 kg Marihuana befördert. Beide Besatzungsmitglieder, die einzigen Insassen des Schmuggelfluges, wurden getötet.[756]

- 24. November – An einer Convair CV-440-86 der US-amerikanischen Mackey International Airlines (N444JM) brach während des Steigflugs ein Feuer im Fahrwerkschacht des rechten Hauptfahrwerks aus. Der Kapitän entschied auf Rückkehr zum Flughafen Freeport-Grand Bahama (Bahamas). Im Anflug brach das rechte Triebwerk von der Tragfläche ab. Bei der Landung geriet die Maschine von der Landebahn ab und kam 70 Meter links von der Landebahnmittellinie im Wasser zum Stillstand. Alle 46 Insassen, drei Besatzungsmitglieder und 43 Passagiere, überlebten den Unfall.[757]

- (A) 26. November – Die Boeing 707 AP-AWZ der Pakistan International Airlines auf dem Flug vom Flughafen Dschidda zum Flughafen Karatschi stürzte rund eine halbe Stunde nach dem Start 50 Kilometer nördlich Ta'if (Saudi-Arabien) nach einem Notruf aufgrund eines Feuers an Bord ab. Die Maschine war voll besetzt mit Pilgern aus Mekka. Vermutlich wurde der Brand durch ein benzinbetriebenes Kochgerät von Passagieren ausgelöst, ein unter flugunerfahrenen Pilgern lange Zeit nicht unübliches Verhalten. Alle 156 Menschen starben (siehe auch Pakistan-International-Airlines-Flug 740).[758]

- (A) 28. November – Bei einem Antarktis-Rundflug prallte die McDonnell Douglas DC-10-30 ZK-NZP der Air New Zealand gegen den Mount Erebus, Antarktis, da die Fluggesellschaft Air New Zealand die Flugroute im Navigationscomputer ohne Information an die Piloten geändert hatte. Alle 257 Menschen starben (siehe auch Air-New-Zealand-Flug 901).[759]

- 12. Dezember – Eine Martin 4-0-4 der bolivianischen CAMBA (CP-1440) verunglückte in der Nähe des Startflugplatzes Apolo (Bolivien). Auf dem angeblichen Frachtflug befanden sich 11 Personen, von denen 10 getötet wurden. Das Flugzeug wurde zerstört.[760]

- 18. Dezember – Eine Douglas DC-4/C-54D-10-DC der kolumbianischen SATENA (FAC-1106) flog auf dem Flug von Arauca nach Cúcuta in einer Höhe von 3400 Metern in den Cerro Toledo (Kolumbien). Alle 21 Insassen, 5 Besatzungsmitglieder und 16 Passagiere, wurden getötet.[761]

- 23. Dezember – Eine Fokker F28-1000 (TC-JAT) der Türk Hava Yollari auf dem Weg vom Flughafen Samsun nach Ankara wurde mit insgesamt 41 Passagieren und 4 Besatzungsmitgliedern an Bord im Anflug gegen einen Hügel geflogen, 32 Kilometer nördlich des Zielflughafens Flughafen Ankara-Esenboğa beim Ort Kuyumcuköy. Der Anflug sollte mithilfe des Instrumentenlandesystems durchgeführt werden, jedoch kam das Flugzeug von der Anflugroute ab und wurde dabei zerstört. Von den insgesamt 45 Insassen kamen 41 ums Leben, darunter drei der vier Besatzungsmitglieder und 38 der 41 Fluggäste.[762]

- 23. Dezember – Eine Curtiss C-46D-15-CU Commando der bolivianischen Frigorificos Movima (CP-777) verunglückte im Anflug auf den Flughafen La Paz-El Alto (Bolivien). Der Unfall ereignete sich 15 Kilometer von La Paz entfernt. Es gab keine Todesfälle. Das Flugzeug wurde irreparabel beschädigt.[763]